# Kriegswirtschaft im Zweiten Weltkrieg

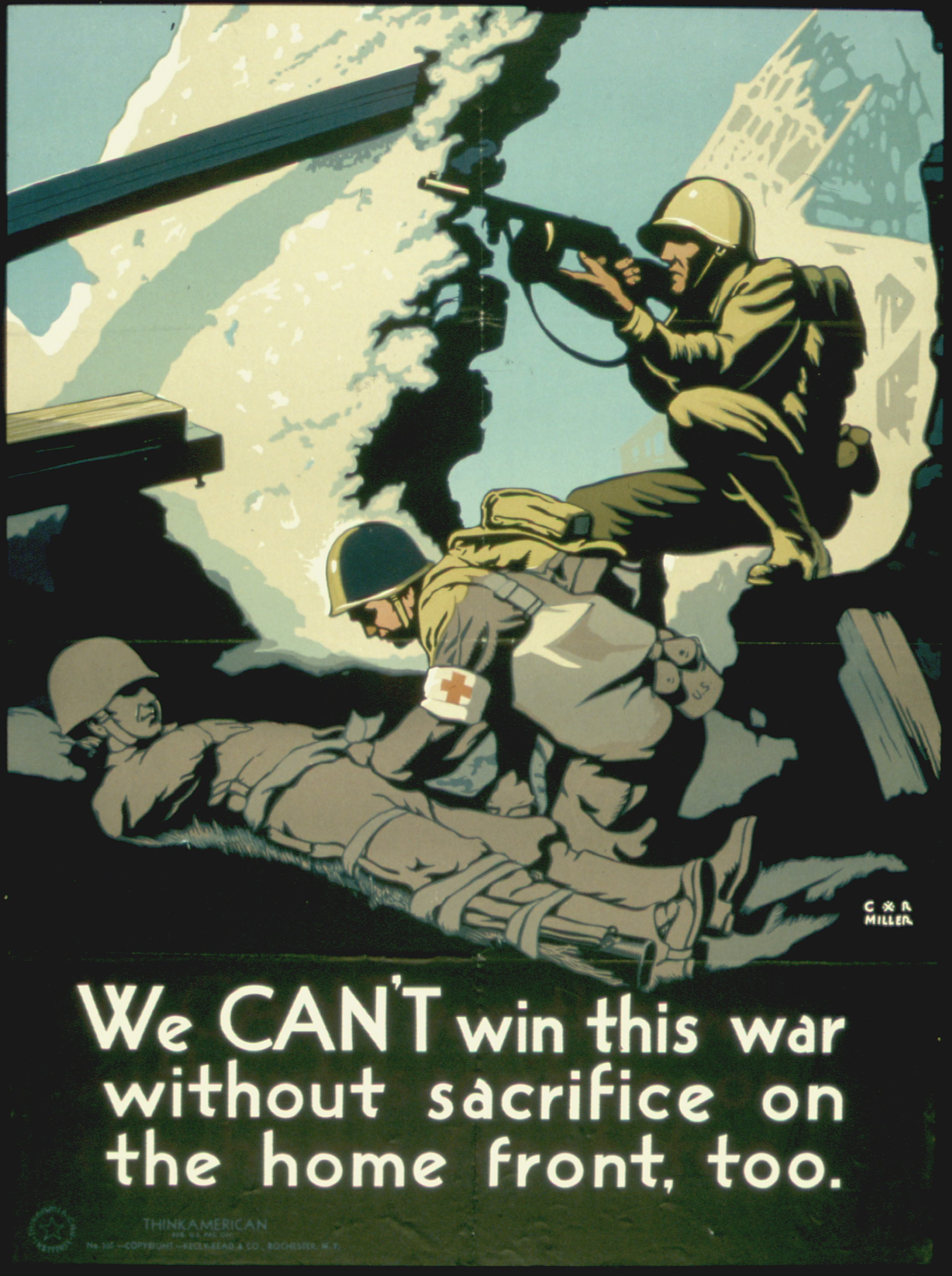
Amerikanisches Kriegsplakat: „Wir können diesen Krieg nicht gewinnen, ohne dass auch die Heimatfront Opfer bringt.“

Kriegswirtschaft im Zweiten Weltkrieg war der Umbau der Volkswirtschaften zu einer Zentralverwaltungswirtschaft durch totale Mobilisierung ökonomischer Ressourcen zur Sicherung der materiellen Versorgung der Armee und der Ernährung der Bevölkerung, um die Kriegsziele im Zweiten Weltkrieg um jeden Preis zu erreichen. Dabei trafen alle Kriegsparteien eine Reihe von Entscheidungen, mit denen Marktmechanismen ausgehebelt wurden. Die Kriegswirtschaft war von entscheidendem Einfluss auf den Kriegsverlauf und seinen Ausgang. Während anfangs die jeweilige Militärtaktik entscheidend war, beeinflusste die quantitative Übermacht der Kriegsproduktion der Alliierten den Kriegsverlauf ab 1942 wesentlich. NS-Deutschland und Japan verfolgten eine Blitzkriegstaktik, für die eine hohe Auslastung der vorhandenen Industrieanlagen zur Herstellung einer breiten Palette an modernen Waffensystemen (Breitenrüstung) ausreichen sollte, und waren nicht auf einen längeren Krieg vorbereitet. Das Ziel der Alliierten war, den Zweiten Weltkrieg nach Art eines Abnutzungskriegs zu gewinnen. Die Sowjetunion hatte seit 1928 systematisch eine hochstandardisierte Massenproduktion von Waffen herbeigeführt (Tiefenrüstung). Großbritannien und die Vereinigten Staaten von Amerika hatten nach Kriegsbeginn ebenfalls mit Tiefenrüstung begonnen und die Kriegswirtschaft bei der Zuteilung knapper Ressourcen wie Material, Personal und Produktionsmittel gegenüber der Konsumgüterindustrie priorisiert. Erst nach dem offenkundigen Scheitern der Blitzkriegstrategie erfolgte ab ca. 1942 im Deutschen Reich und Japan eine Umorganisation der Kriegswirtschaft hin zur Tiefenrüstung, die dann zu ähnlich hohen Produktionsniveaus wie bei den Alliierten führte (Rüstungswunder). 1944 umfasste die Kriegsgüterproduktion in den USA 40 % des Bruttonationaleinkommens, in Großbritannien und Japan 50 % und im Deutschen Reich etwas über 50 %.
Eine verbreitete Kriegsstrategie war auch, die gegnerischen Parteien von Rohstoff- und Lebensmittelimporten abzuschneiden. Das Deutsche Reich entwickelte bei der Rohstoffsubstituierung einen hohen Einfallsreichtum.
Die Kriegswirtschaft im Zweiten Weltkrieg führte vor allem bei den Alliierten zu einer deutlichen Ausweitung der Frauenarbeit. Im Deutschen Reich, in Japan und der Sowjetunion kam es zu Zwangsarbeit.

## Ökonomische Vorstellungen der Kriegsparteien

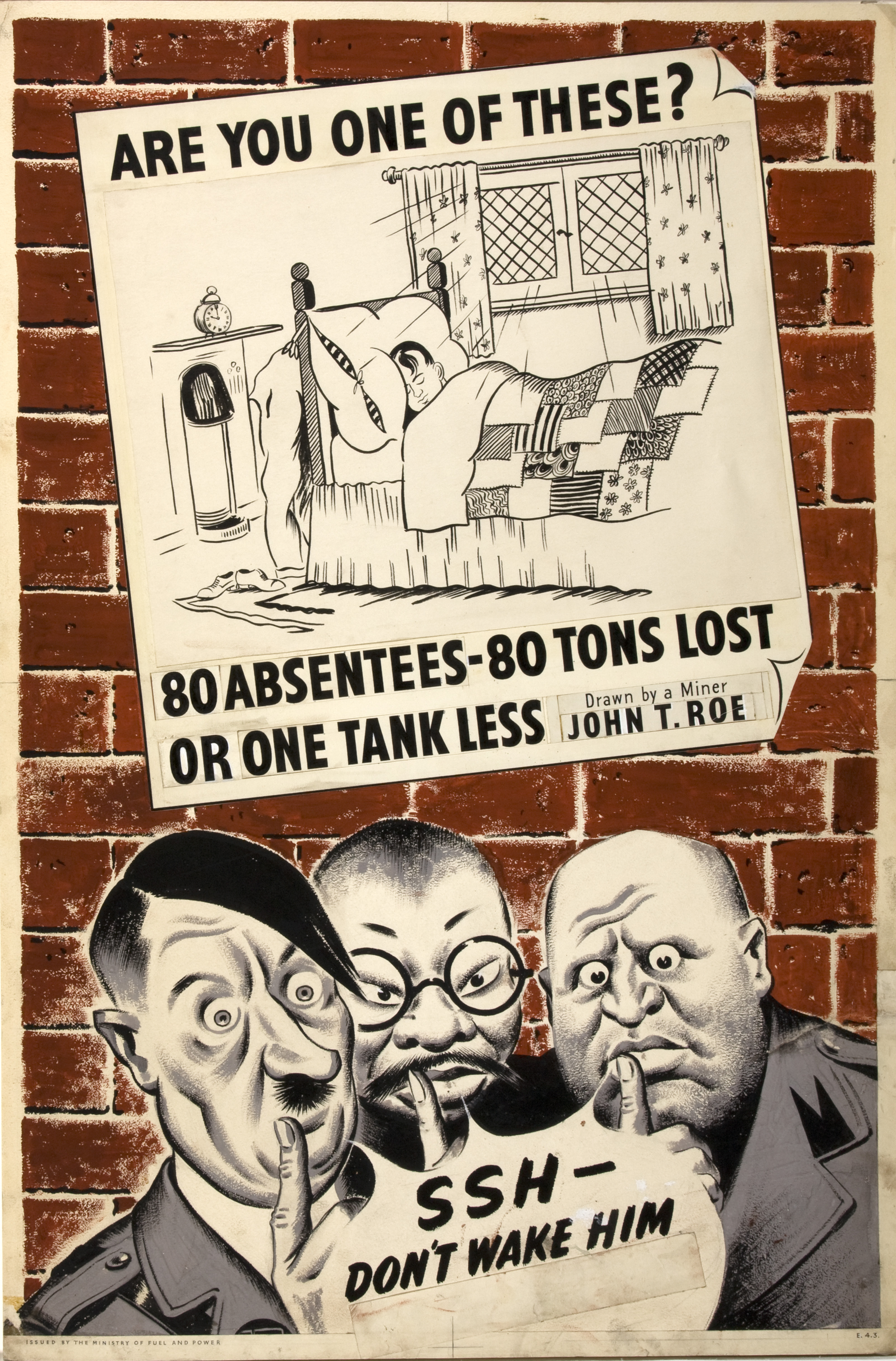
Propagandaplakat in Großbritannien gegen blaumachen.

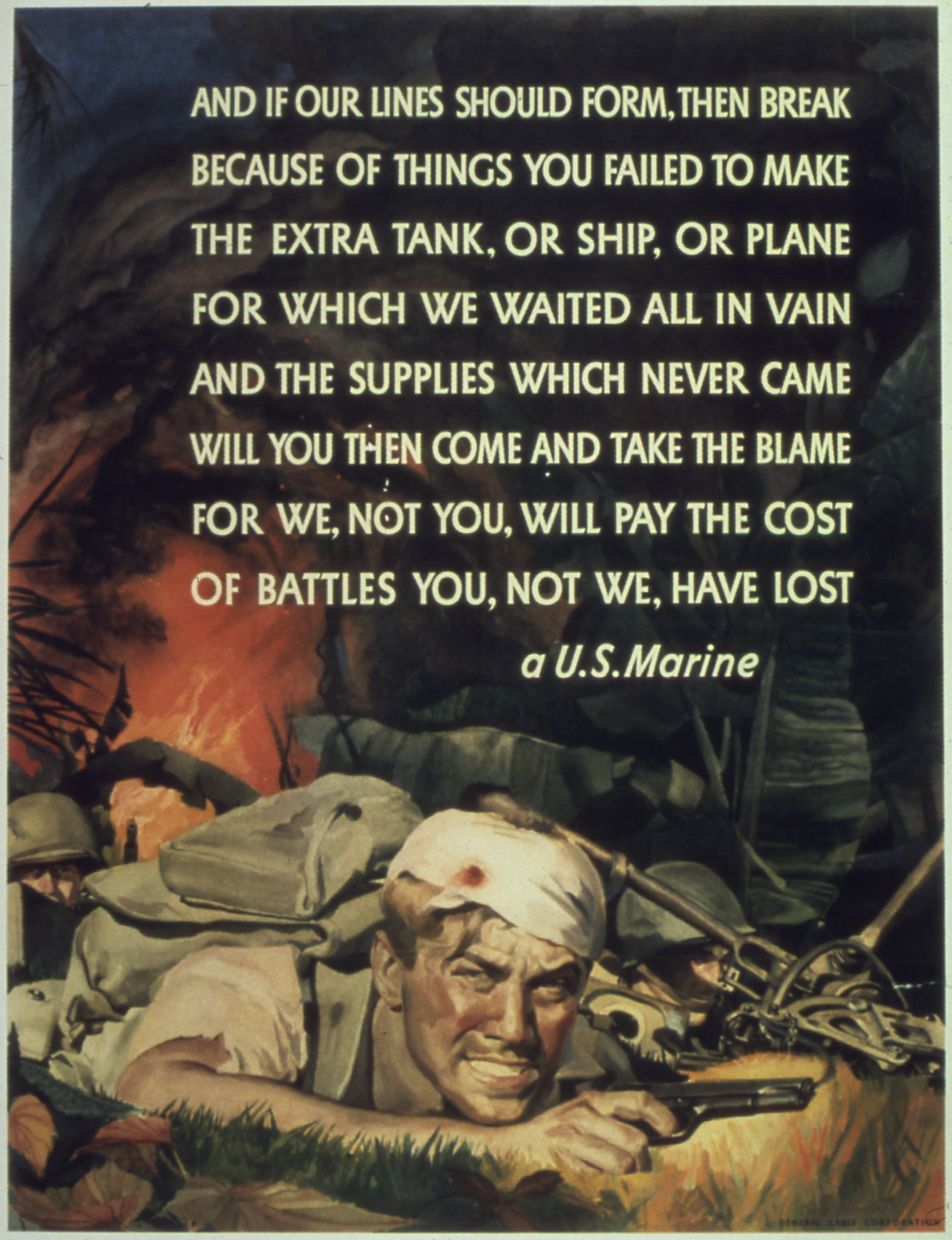
US-Propagandaplakat zur Steigerung der Arbeitsmoral

Die Weltwirtschaftskrise hatte bei den meisten Ländern zu Wirtschaftspolitiken wie Protektionismus, Währungskrieg und Beggar-thy-Neighbor-Politik geführt. Den Achsenmächten gemeinsam war ein großer Pessimismus, was die Wiederherstellung einer liberalen, von Freihandel geprägten Weltwirtschaftsordnung anging. Gleichzeitig sahen sie, dass die Vereinigten Staaten und die UdSSR wirtschaftliche Großräume darstellten, die autark funktionieren konnten und groß genug waren, um die Vorteile der Economies of scale zu nutzen. Einen solchen wirtschaftlichen Großraum zu schaffen, strebten insbesondere das Deutsche Reich und Japan an.
Neben wirtschaftlichen Vorteilen erhoffte man sich in NS-Deutschland und Italien zudem spirituelle Vorteile aus einem Krieg. Die Basis der faschistischen und nationalsozialistischen Ideologie war eine Abkehr von den Ideen der Aufklärung. Im Krieg sahen sie ein Werkzeug, den Menschen egoistische Eigeninteressen, menschliche Freiheit, Fortschritt und Demokratie auszutreiben, um eine „ursprünglichere“, kollektivistischere Gesellschaft zu schaffen.

### Deutsches Reich
Adolf Hitler vertrat die im Deutschen Reich weit verbreitete Ansicht, dass der Kriegseintritt Großbritanniens im Ersten Weltkrieg das Ergebnis eines imperialen Konkurrenzkampfes war mit dem Ziel, das Deutsche Reich als Wirtschaftskonkurrent auszuschalten. Er sah ein hohes Maß an Autarkie als notwendig an, um strategisch und militärisch freie Hand zu haben. Dabei spielte auch die Erinnerung an die sehr effektive Seeblockade durch die Alliierten während des Ersten Weltkriegs eine Rolle. Schon länger wurde im Deutschen Reich eine Großraumwirtschaft angestrebt. Nach diesem Plan wäre Deutschland zusammen mit seinen industrialisierten Nachbarstaaten Frankreich, Belgien und Böhmen das industrielle Herzland. Die peripheren Länder würden Rohstoffe und Lebensmittel bereitstellen. Die Großraumwirtschaft sollte einen größeren Markt mit intensiven Handelsbeziehungen bieten, wodurch steigender Handel die Beschäftigungsquote und das Pro-Kopf-Einkommen steigern sollte. Bei der Vorstellung von Großraumwirtschaft spielten auch rassistische Überlegungen eine Rolle. Demnach wären die Menschen der ökonomischen Peripherie aus rassischen Gründen nicht zu einer höheren Wirtschaft in der Lage. Dem Konzept der Großraumwirtschaft folgend schloss das deutsche Reich seit 1933 dem Neuen Plan folgend einige bilaterale Handelsabkommen mit südosteuropäischen Ländern, die günstigere Konditionen ermöglichten als die Handelsabkommen mit anderen Industrieländern, die z. T. von den devisenknappen deutschen Handelspartnern Vorausbezahlung für Importe verlangten. Diese kooperativen Handelsabkommen waren auch für die Kriegswirtschaft von großem Nutzen. Ungarn, Rumänien und Bulgarien exportierten zwischen 40 % und 50 % ihrer gesamten Güter in das Deutsche Reich. Für den rumänischen Handel war vor allem Erdöl ein bedeutendes Handelsgut, für Ungarn Lebensmittel und Rüstungsgüter. Deutsche Firmen investierten in größerem Umfang in Ungarn und halfen so indirekt bei der Industrialisierung.
Hitlers Denken kreiste in einem absonderlichen Universum und ist durch seine Irrationalität schwer greifbar. Einerseits sah er eine „jüdische Weltverschwörung“, von der die USA, Großbritannien und die Sowjetunion beherrscht seien und die das Deutsche Reich einkreiste. Andererseits war er der Ansicht, dass ein hoher Lebensstandard wie in den USA nur durch einen großen Lebensraum erzielbar sei. Er strebte eine rassistische Lebensraum-Politik in Polen und Teilen der Sowjetunion an, mit dem Ziel der Eroberung und Entvölkerung. Diese Planung war dem traditionelleren Gedanken der Großraumwirtschaft unter Nutzung der vorhandenen peripheren Ökonomien diametral entgegengesetzt und führte wegen ihrer sinnlosen Grausamkeit dazu, dass die zeitweise eroberten Ostgebiete trotz ihrer flächen- und bevölkerungsmäßigen Größe für die Kriegswirtschaft des deutschen Reiches wenig Nutzen brachten.
Im Detail waren die ökonomischen Vorstellungen innerhalb der NSDAP durchaus vielfältig und inkonsistent. So wurden auch Gesetze gemacht, mit denen wirtschaftliche Effizienzzuwächse bekämpft wurden, indem arbeitsintensive Formen der Landwirtschaft und des Handwerks gesetzlich geschützt, große Einzelhandelsfirmen bekämpft und Menschen an der Abwanderung aus der Landwirtschaft in die Industrie möglichst gehindert wurden. Da die Aufrüstung bereits in Friedenszeiten Vollbeschäftigung schuf, führte der Kriegsbeginn mit der Einberufung von Millionen Männern in den Kriegsdienst zwangsläufig zu Produktionsausfällen. Die SS errichtete mit den Konzentrationslagern ihr eigenes, hochgradig ineffizientes und inhumanes Wirtschaftsimperium.

### Italien
In Italien gab es Ansätze dazu, eine eigene Großraumwirtschaft zu errichten. Dies war jedoch aufgrund der starken Expansion der deutschen Handelsbeziehungen nach Südosteuropa schwierig. Ebenso gab es Ansätze, durch Protektionismus und Subventionen kriegswichtige synthetische Industrien zu schaffen. Die Bemühungen blieben jedoch deutlich hinter den Anstrengungen des deutschen Reichs zurück. Insgesamt gab es in Italien keine adäquaten Versuche, sich wirtschaftlich auf einen längeren Krieg vorzubereiten.

### Japan
Die japanischen Kriegsziele waren primär ökonomischer Natur. Ähnlich wie im Deutschen Reich wurde eine eigene Großraumwirtschaft angestrebt, die man als Koprosperitätsraum bezeichnete, wobei es hier ausschließlich um die Stärkung der japanischen Wirtschaft und nicht um radikale gesellschaftliche oder rassistische Ziele ging. Die japanische Wirtschaft hätte dabei den industriellen Kernraum gebildet und die peripheren Ökonomien wären in erster Linie zur Rohstoffversorgung und Lebensmittelproduktion über Handelsverträge einbezogen worden. Korea wäre für die Reisversorgung, die Mandschurei für Eisen, Kohle und Lebensmittel, Rehe (Provinz) für Kohle und Baumwolle, Niederländisch-Indien für Öl und Bauxit, Malaysia für Zinn und Kautschuk und Niederländisch-Formosa für Zucker zuständig gewesen. Der Haken an der Planung war, dass einige Bodenschätze noch nicht erschlossen waren und die Utilisierung der Koprosperitätszone somit z. T. hohe Investitionen in Anlagen und Transportinfrastruktur erforderten, obwohl für Japan sowohl Kapital als auch der Faktor Zeit knappe Güter waren.

### Die Alliierten
Die Alliierten fürchteten die ökonomischen Konsequenzen eines Zweiten Weltkriegs, weil sie nach den Erfahrungen des Ersten Weltkriegs davon ausgingen, dass ein teurer Krieg mit hoher Inflation und sozialen Unruhen nach Kriegsende zwangsläufig in eine weltweite Rezession münden müsse. Am größten waren die Bedenken in der UdSSR, wo die gewaltsame ökonomische und soziale Transformation in den Kommunismus Unruhen erzeugte. Andererseits legte Stalin seit dem Frühjahr 1939 immer stärkeres Gewicht auf die leninistische Doktrin von der Unvermeidbarkeit eines Krieges gegen die kapitalistischen Staaten. Der Deutsch-sowjetische Nichtangriffspakt vom August 1939 sollte nach Planung Stalins dazu beitragen, dass sich das Deutsche Reich, Frankreich und England in einem langen und blutigen Abnutzungskrieg gegenseitig schwächten, während die Sowjetunion ungestört aufrüsten konnte. In Russland hatte man im Ersten Weltkrieg die Erfahrung gemacht, dass ein Mangel an Kriegsmaterial zu sehr hohen Verlusten an soldatischen Menschenleben führte. Für Stalin hatte die mit Hochdruck forcierte Industrialisierung auch den Zweck, den kommenden Krieg als „Kampf der Maschinen“ um die größere Waffenproduktion nicht wieder zu verlieren. Der sowjetische Fünfjahresplan für die Jahre 1928–1932 mit dem Ziel der Industrialisierung der Sowjetunion trug tatsächlich wesentlich dazu bei, dass die Sowjetunion den Deutsch-Sowjetischen Krieg gewann. Durch die Industrialisierung konnten viel mehr Waffen produziert werden und es entstanden Fabriken in Gegenden der Sowjetunion, die trotz der anfänglichen Erfolge des Unternehmen Barbarossa außerhalb der Reichweite deutscher Truppen lagen.

## Überblick über die Dynamik der Rüstungsproduktion

Das Verhältnis des kombinierten Bruttonationaleinkommens der Alliierten zu den Achsenmächten von 1938 bis 1945. 1938 war das kombinierte Bruttonationaleinkommen der Alliierten 2,38 mal größer als das der Kriegsgegner.

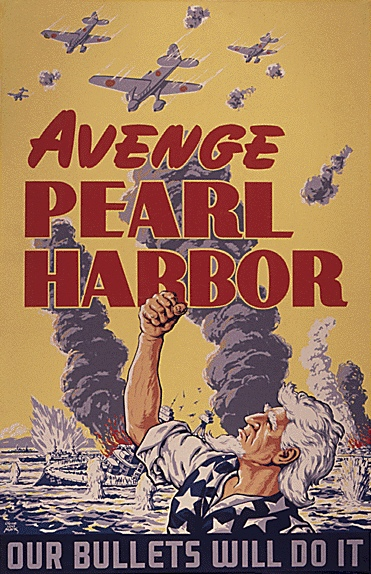
US-Propagandaplakat nach dem Angriff auf Pearl Harbor.

In der Geschichtswissenschaft wird die Frage behandelt, inwieweit der Krieg auf dem Schlachtfeld entschieden wurde oder sich dort nur die Entscheidung vollzog, die im „Krieg der Fabriken“ gefallen war. Der Zweite Weltkrieg zerfiel deutlich in zwei Phasen: in die Zeit des Triumphierens der Achsenmächte von 1939 bis Ende 1942 und die Phase des siegreichen Vorstoßens der Alliierten von Ende 1942 bis 1945. Der Zeitpunkt Ende 1942, Anfang 1943 fiel zusammen mit dem Wendepunkt in der Produktionsschlacht. Rüstungsminister Albert Speer schrieb nach dem Krieg: „Letzten Endes werden moderne Kriege durch die größere technische Kapazität entschieden, und die lag nicht bei uns.“
Der Vergleich der Rüstungsausgaben der Großmächte zeigt, dass das Deutsche Reich vor Beginn des Zweiten Weltkriegs die mit Abstand bestvorbereitete Kriegspartei war, gefolgt von der Sowjetunion.
Die tatsächliche Höhe der Rüstungsausgaben war damals geheim. Tatsächlich überschätzten die späteren Alliierten das Ausmaß der Aufrüstung des deutschen Reiches. Dies führte dazu, dass Großbritannien 1936 zwar in den Rüstungswettlauf eintrat, dabei aber im Wesentlichen nur die Flotte und die Luftwaffe ausbaute und modernisierte, um eine eventuelle Invasion zu verhindern und Zeit zu gewinnen, bis die britische Kriegswirtschaft auf Massenproduktion getrimmt werden konnte. Obwohl es offensichtlich war, dass die Rüstung des deutschen Reiches vor allem gegen Frankreich gerichtet war, erhöhte Frankreich seine Rüstungsausgaben nur wenig. Hier ruhten alle Hoffnungen auf der Unüberwindbarkeit der statischen Maginot-Linie.
| Land                                         | USA | Sowjetunion | Großbritannien | Frankreich | Deutsches Reich | Italien | Japan |
| -------------------------------------------- | --- | ----------- | -------------- | ---------- | --------------- | ------- | ----- |
| Rüstungsausgaben von 1935 bis 1938 in Mrd. $ | 4,3 | 12,5        | 4,8            | 3,7        | 15,9            | 3,8     | 5,5   |

Gleichwohl waren die Ausgaben des deutschen Reiches für militärische Zwecke zwar hoch, die Aufrüstung war aber keineswegs eine alles überragende Priorität. Die Achsenmächte setzten auf eine Blitzkriegstrategie. Das Deutsche Reich verlegte sich deshalb auf Breitenrüstung zur schnellen Schaffung einer modernen, schlagkräftigen Armee für eine Serie von nur kurzen Kriegen. Damit sollte nicht nur das Elend eines Abnutzungskrieges vermieden werden, wie man es im Ersten Weltkrieg erlebt hatte, es war auch in Hinblick auf die Probleme bei der Rohstoffversorgung und das daraus resultierende geringere Potential zur Massenfertigung die einzig realistisch erscheinende Option. Hitler hoffte, durch schnelle, überraschende Schläge seine Gegner nacheinander niederwerfen zu können und so einen Abnutzungskrieg zu vermeiden. Gleich nach dem Beginn des Unternehmen Barbarossa, für das das Rüstungsprogramm B aufgestellt wurde, sollte daher mit dem Göring-Programm der Rüstungsschwerpunkt auf die Luftwaffe verlagert werden, um im Kampf gegen die Westmächte keine Zeit zu verlieren. Nach den Planungen Hitlers sollte der Krieg wegen der Dynamik des Rüstungswettlaufs Anfang 1940 beginnen, da das Deutsche Reich zu diesem Zeitpunkt bedingt durch die frühe Aufrüstung über viel modernes Kriegsgerät verfügte, die Alliierten hingegen noch viel überaltertes Kriegsgerät in den Arsenalen hätten. Durch die nachholende Aufrüstung der Alliierten würden die Kriegsaussichten nach Ansicht Hitlers ab 1940 ständig schlechter. Trotz des frühen Aufrüstungsbeginns des Deutschen Reiches waren die Armeen Frankreichs, Großbritanniens und der Sowjetunion bei Kriegsausbruch auf dem Papier ebenbürtig. Beispielsweise waren die französischen schweren Panzer Renault Char B1 und die sowjetischen T-34 den bei Kriegsbeginn verfügbaren Panzerkampfwagen I und Panzerkampfwagen II der Wehrmacht weit überlegen. Das Deutsche Reich begann den Zweiten Weltkrieg nicht aus einem Gefühl der Überlegenheit heraus, sondern getrieben von Hitlers fatalistischer Weltsicht, dass ein Krieg unvermeidlich sei und die Siegesaussichten ab 1940 immer schlechter würden. Der Oberbefehlshaber des Heeres Generaloberst Walther von Brauchitsch und Franz Halder als Stabschef der Wehrmacht waren über die Planung, bereits im November 1939 gegen Frankreich und Großbritannien loszuschlagen, dermaßen entsetzt, dass sie im Winter 1939/1940 Putschpläne schmiedeten.
Die Wirtschaftskraft der Alliierten war ständig größer als die der Achsenmächte. Zu Kriegsbeginn war das Bruttosozialprodukt der Alliierten ca. 2,4-mal so groß. Im Jahr 1941 war es nur noch doppelt so hoch. Dies war vor allem dadurch bedingt, dass Frankreich und Teile der Sowjetunion besetzt worden waren. Zwischen 1942 und 1944 stieg die Wirtschaftskraft der Alliierten stark an, vor allem, weil sich die sowjetische Wirtschaft stabilisierte und stark expandierte und die US-Wirtschaft in dieser Zeit um fast 50 % wuchs. 1944 war das Bruttosozialprodukt der Alliierten gut dreimal so groß wie das der Achsenmächte. Ein Vergleich der Waffenproduktion zeigt, dass die Alliierten nicht nur die größere Wirtschaftskraft hatten, sondern dass auch ihre Waffenproduktion überproportional hoch war. Sie produzierten zweieinhalbmal so viele Gewehre, dreimal so viele Maschinengewehre und Kampfflugzeuge und fünfmal so viele Panzer und Mörser. Eine Studie des Statistischen Reichsamtes vom Juli 1943 versuchte das unterlegene Kriegspotential Deutschlands gesundzurechnen, indem man das Verhältnis des Menschenpotenzials zwischen Achsenmächten und Feindmächten auf 1,5 zu 1 (1.271 gegenüber 857 Millionen Gesamtbevölkerung), bei den Erwerbspersonen 1,4 zu 1 und bei der „industriell einsetzbaren Bevölkerung“ sogar auf fast 1 zu 1 berechnete. Dazu wurden fast ganz Europa, die besetzten Gebiete der Sowjetunion, die Großostasiatische Wohlstandssphäre und Nanking-China einberechnet. Allerdings wurde angemerkt, dass die Produktionsleistung je Arbeiter in der amerikanischen Industrie 131 Prozent der deutschen betrage. Später wurde diese Angabe sogar noch auf 189 bzw. 226 Prozent erhöht.
Die Blitzkriegstrategie war im Westfeldzug erfolgreich, scheiterte aber letztlich im Deutsch-Sowjetischen Krieg am zähen Widerstand der Sowjetunion. Damit verwandelte sich der Zweite Weltkrieg in einen Abnutzungskrieg. Entgegen der Propaganda des NS-Regimes und auch der Alliierten arbeitete die Rüstungsindustrie des Deutschen Reiches noch 1941 keineswegs auf Hochtouren. Im Zuge der Breitenrüstung hatte man sich auf eine Ausweitung der Rüstungsendfertigung nach den Möglichkeiten der vorhandenen Anlagen, nicht aber auf die für Massenproduktion erforderliche Ausweitung und Modernisierung der Produktionsanlagen und Maschinenparks konzentriert. Erst mit dem Scheitern der Blitzkriegstrategie im Winter 1941/42 wurden die ökonomischen Prioritäten einer begrenzten Breitenrüstung überdacht. Dadurch begann das Deutsche Reich mit den Planungen und Vorbereitungen einer auf maximalen Ausstoß ausgerichteten Kriegswirtschaft i. S. d. „Totalen Krieges“ erst, nachdem Großbritannien und die Sowjetunion bereits große Fortschritte bei der Umsetzung gemacht hatten. Exemplarisch für Hitlers „Kanonen und Butter“-Politik und den Versuch, trotz des Krieges einen hohen Lebensstandard für die deutsche Bevölkerung zu wahren, berichtet der britische Historiker Max Hastings über die Verwunderung des Direktors der British Bombing Survey Unit Solly Zuckerman darüber, dass im Deutschen Reich die Zoos den ganzen Krieg hindurch die gesamte Bandbreite an Zootiere durchgefüttert hatten, während in Großbritannien bereits bei Kriegsbeginn die „nutzlosen Mäuler“ geschlachtet worden waren. Als Joseph Goebbels im Februar 1943 in der Sportpalastrede den totalen Krieg propagierte, war dieser in der Sowjetunion, Großbritannien und den USA mit dem totalen Einsatz der Wirtschaft zugunsten der Kriegswirtschaft – unter starker Zurückdrängung der Zivilproduktion – längst rüstungswirtschaftliche Realität. Das nationalsozialistische Regime hingegen hatte Mühe, die Parallelorganisationen der Breitenrüstung umzustellen. Alan Milward meint, dass sich das Regime auch seiner Stellung nicht sicher war und sich Sorgen um zusätzlichen Unmut in der Bevölkerung bei Zurückdrängung der Zivilproduktion machte. Die NSDAP hatte nie bei einer Wahl die Mehrheit der Stimmen holen können und der Machterhalt beruhte auch auf Repression. Anders als in Großbritannien nach der Evakuierung von Dünkirchen oder in den USA nach dem Angriff auf Pearl Harbor gab es im Deutschen Reich kein Schlüsselerlebnis, mit dem die Bevölkerung zu großen Opfern für den Sieg motiviert werden konnte.

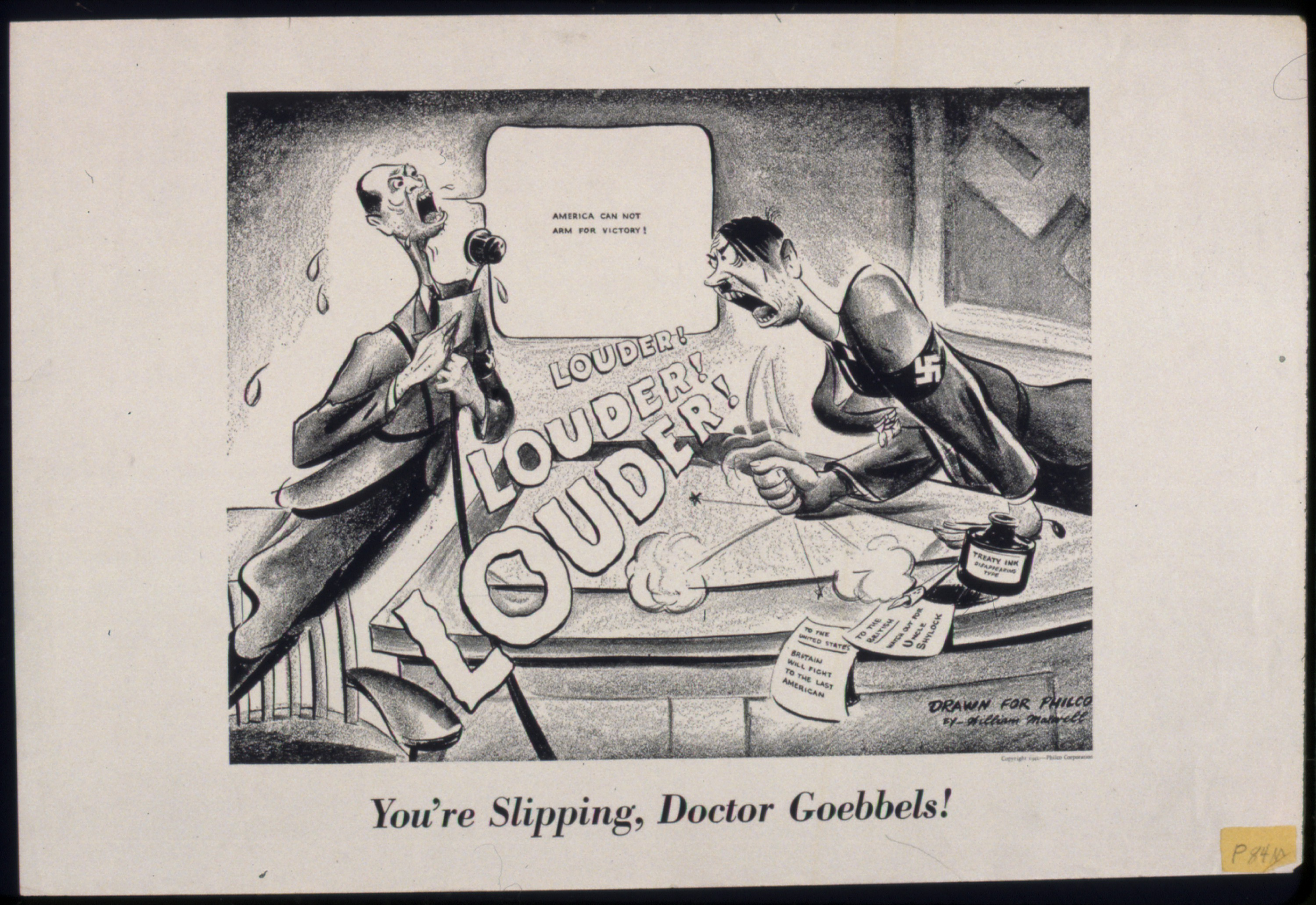
US-Karikatur des War Production Board, ca. 1942

Außerdem hatte die NS-Regierung gehofft, dass die USA durch die Große Depression noch zu geschwächt wären, um größere Anstrengungen in der Rüstungsproduktion unternehmen zu können, und die Anstrengungen von Großbritannien und der Sowjetunion deutlich unterschätzt. Zwar waren Großbritannien und die USA auf den Kriegsbeginn nicht vorbereitet. Im Gegensatz zum Deutschen Reich betrieben die Sowjetunion, Großbritannien und die USA aber von Kriegsbeginn an Tiefenrüstung. Durch hochstandardisierte Massenfertigung konnten sie die Produktionszahlen der Achsenmächte schnell übertrumpfen. Dass es im deutschen Reich noch erhebliche ungenutzte Reserven gab, zeigte der hohe Anstieg der Rüstungsproduktion in den Jahren 1943 und 1944. Die Alliierte Rüstungsproduktion hingegen hatte 1942/43 bereits den Peak erreicht. 1944 arbeiteten in Großbritannien 66 % aller Industriearbeiter für die Rüstungsgüterproduktion, in den USA waren es 59 %. Gegen Ende des Krieges hatten das deutsche Reich und Japan die Produktion auf ein ähnliches Niveau erhöht. 1944 umfasste die Kriegsgüterproduktion in den USA 40 % des Bruttonationaleinkommens, in Großbritannien und Japan 50 % und im Deutschen Reich etwas über 50 %.
Nach Einschätzung des Wirtschaftshistorikers Alan Milward war die Rohstoffsituation in einigen Ländern zwar schwieriger als in anderen und manche Länder waren Kriegseinwirkungen stärker ausgesetzt, insgesamt war im Zweiten Weltkrieg jedoch die Produktivität und Flexibilität der Wirtschaft des jeweiligen Landes und die Entschlossenheit und das Geschick in der Administration der Kriegswirtschaft die wesentlichsten Faktoren für das Volumen der Rüstungsproduktion.
| Gesamte Waffenproduktion (in Tausend) während des Zweiten Weltkriegs | Gewehre | Maschinenpistolen | Maschinengewehre | Artillerie | Mörser | Panzer und Selbstfahrlafetten | Kampfflugzeuge |
| -------------------------------------------------------------------- | ------- | ----------------- | ---------------- | ---------- | ------ | ----------------------------- | -------------- |
| Alliierte                                                            | 22.701  | 10.868            | 4.154            | 1.208      | 433,4  | 184,2                         | 299,5          |
| Achsenmächte                                                         | 8.460   | 698               | 1.313            | 395        | 81,6   | 39,6                          | 114,6          |

## Produktionsregime und Rüstungsproduktion

### Theorie

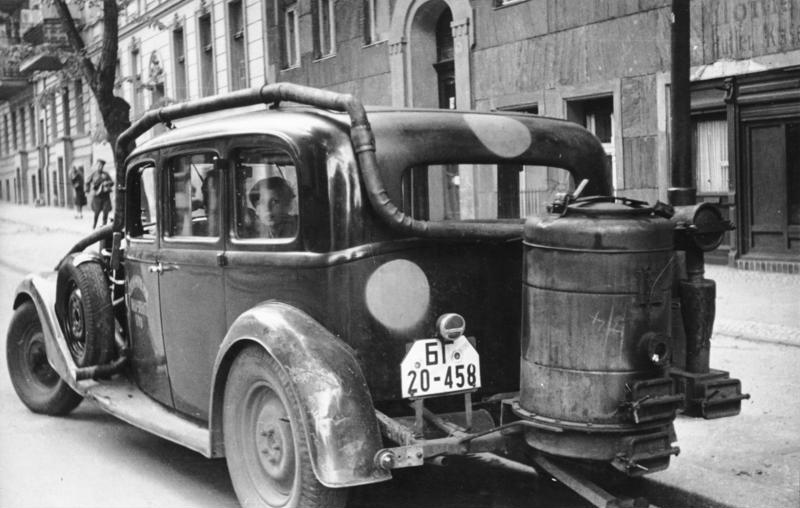
Pkw wegen Benzinknappheit auf Holzgasantrieb umgerüstet (Berlin, 1946)

Es gibt zwei Modelle, um das Potential einer Volkswirtschaft zur Kriegsproduktion zu ermitteln: das Konzept des absoluten Potentials und das Konzept des relativen Potentials.
Das absolute Potential x ermittelt sich wie folgt:
{\displaystyle x=p+r+s+e-f}
p ist das Nettonationaleinkommen zu Friedenszeiten, r die verfügbaren Reserven, s die Ersparnisse, die möglich sind, wenn der Kapitalersatz nicht mit derselben Rate wie zu Friedenszeiten erfolgt, e ist das Volumen externer Ressourcen und f die Effizienzverluste durch administrative Reibung.
Um dieses volle theoretische Potential in der Praxis zu erreichen, dürften keine größeren politischen, sozialen und administrativen Schwierigkeiten auftreten. Z. B. konnte die deutsche Kriegswirtschaft ihr volles Potential erst 1944 erreichen, nachdem die nationalsozialistische Regierung einen Teil ihrer eigenen Gesetzgebung rückgängig gemacht hatte.
Das volle Potential ist erreicht, wenn das Limit bei der Nutzung der Rohstoffe und / oder den Arbeitskräften vollständig ausgeschöpft ist. Die Arbeitseffizienz lässt sich in der Regel durch Kapitalinvestitionen steigern, was in Kriegszeiten auch regelmäßig passiert. Den Feind von der Rohstoffversorgung abzuschneiden gehört zu den ältesten Kriegstaktiken. Dabei ist aber zu beachten, dass bestimmte Rohstoffe z. T. ersetzbar sind, wenn ein höherer Preis und eine etwas niedrigere Qualität in Kauf genommen werden. Bei der Rohstoffsubstitution hatte insbesondere das Deutsche Reich einen hohen Einfallsreichtum entwickelt. Es wurden z. B. große Anstrengungen unternommen, um Erdöl und Gummi synthetisch herzustellen. Die Sowjetunion hatte für die Flugzeugproduktion bei bestimmten Bauteilen Furniersperrholz statt Aluminium verarbeitet und dadurch den Aluminiumbedarf um 30.000 Tonnen senken können. Im Deutschen Reich, dem besetzten Teil Europas und in kleinerem Umfang in Großbritannien wurden Kraftfahrzeuge mit Generatoren ausgestattet, die Gas oder feste Brennstoffe nutzen konnten.
Der Versuch, das absolute Potential zu erreichen, hat möglicherweise schwerwiegende soziale und politische Implikationen. Deshalb wird zumeist nur ein relatives Potential ausgeschöpft, so dass privater Konsum und Investitionen der Zivilindustrie nicht maximal beschnitten werden.
Das relative Potential W ermittelt sich, abgeleitet von dem absoluten Potential x, wie folgt:
{\displaystyle W=x-c-i-d}
c ist das Volumen an privatem Konsum, der nicht beschnitten werden soll, i ist das Volumen an Investitionen in die Zivilindustrie, das nicht gekürzt werden soll, und d für Ineffizienzen, die in Kauf genommen werden, um das politische und soziale System vor Störungen zu bewahren.

### Überblick Umstellung auf Zentralverwaltungswirtschaft

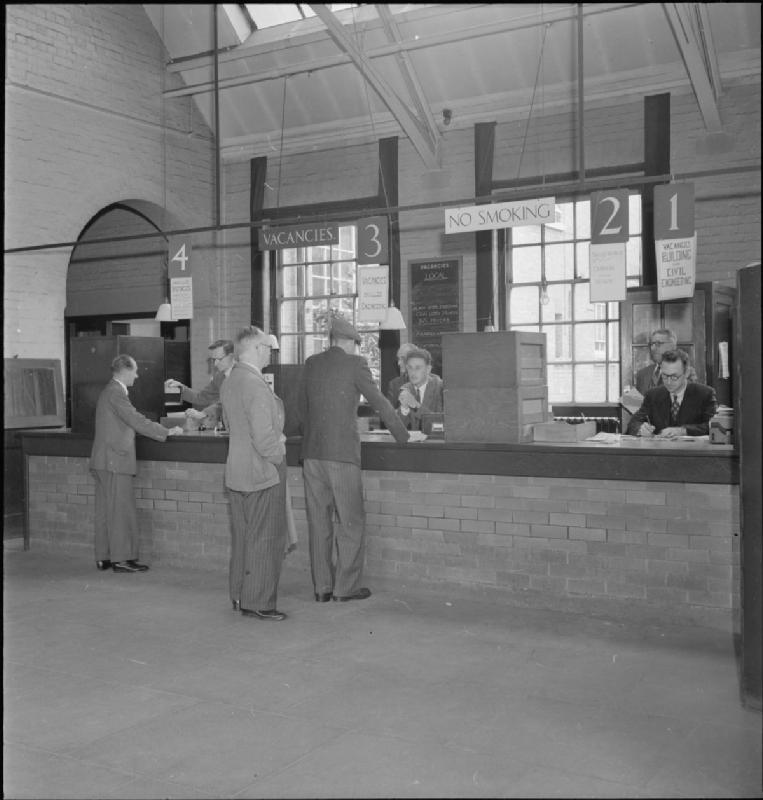
Eine Arbeitsvermittlung des Ministry of Labour and National Service in Reading (Großbritannien) während des Zweiten Weltkriegs.

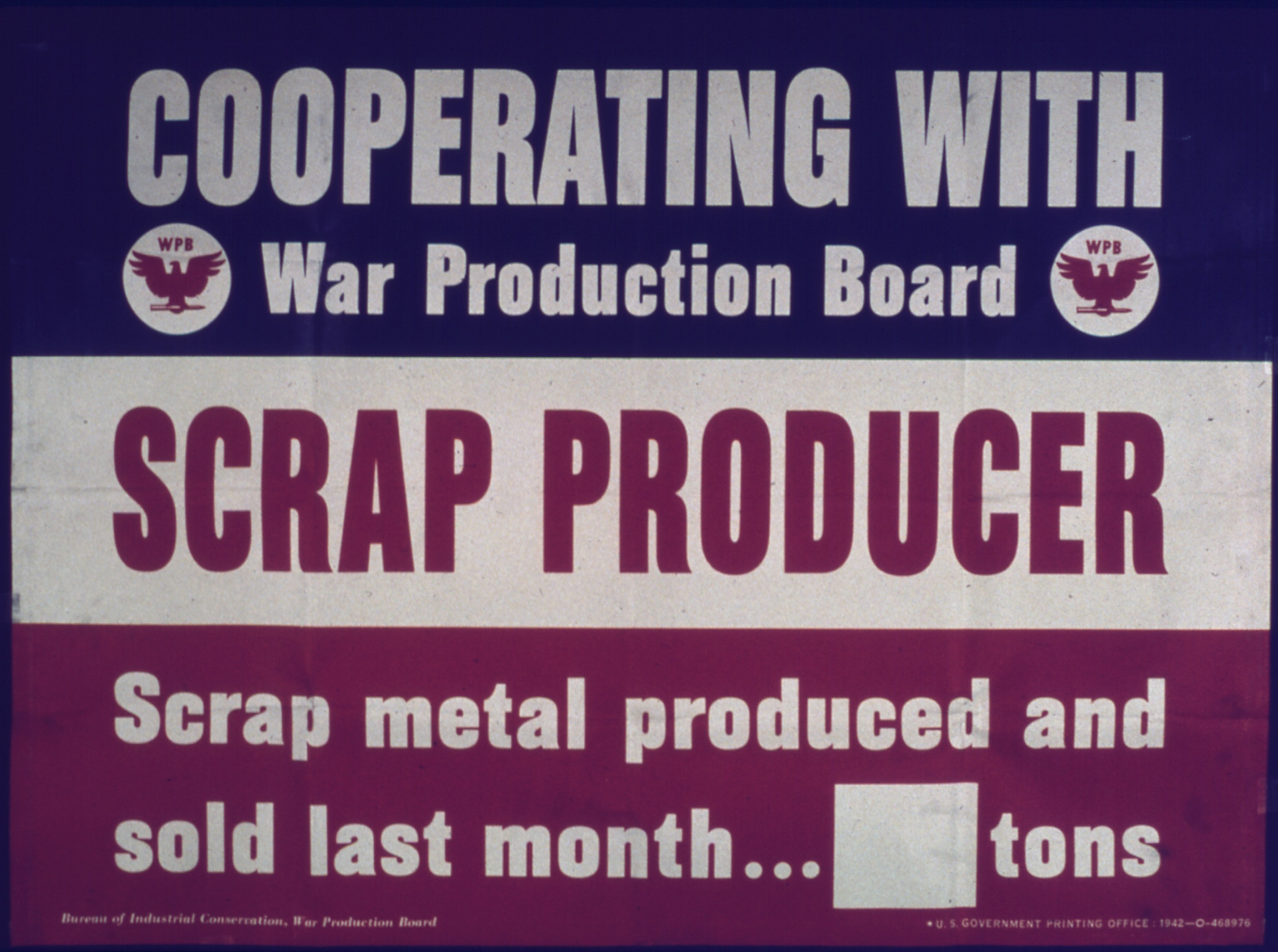
Ein Schrotthändler weist auf die Kooperation mit dem War Production Board hin.

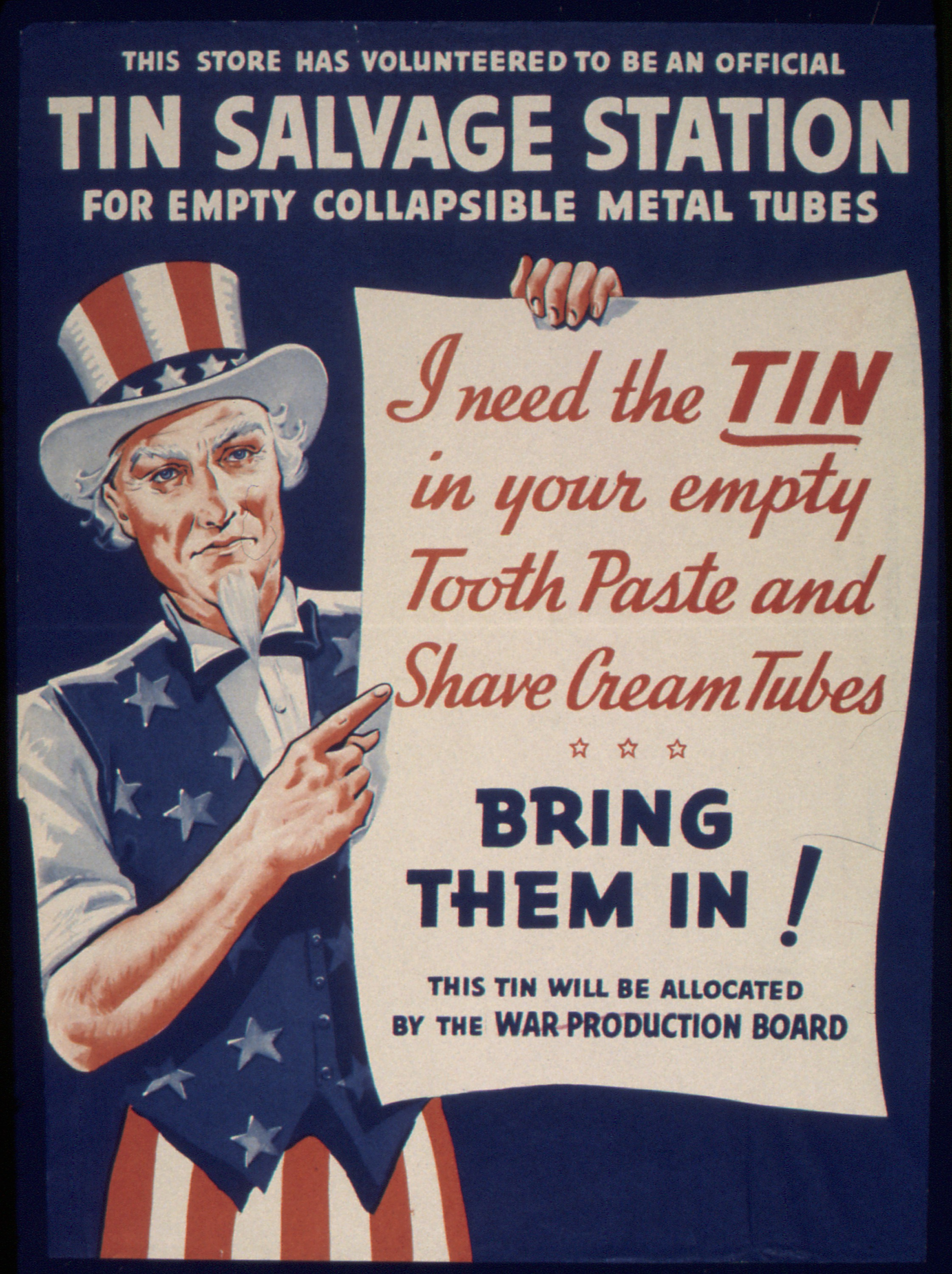
Ein Geschäft weist darauf hin, dass es für das War Production Board Zinn aus leeren Zahnpastatuben und Rasierschaumtuben sammelt.

In einer theoretischen freien Marktwirtschaft erfolgt die Allokation von Ressourcen nur über den Mechanismus von Angebot und Nachfrage. Im Wohlfahrtsstaat bzw. der Sozialen Marktwirtschaft wirkt der Staat über Geldpolitik und Fiskalpolitik durch die Beeinflussung des Angebots- und Nachfragemechanismus auf die Allokation von Ressourcen ein. In einer Zentralverwaltungswirtschaft hingegen werden Entscheidungen zur Allokation knapper Ressourcen durch eine zentrale, zumeist staatliche Instanz direkt getroffen.
Sobald sich die Kriegsparteien entschieden hatten, eine größtmögliche Rüstungsproduktion anzustreben, trafen sie alle eine Reihe ähnlicher Entscheidungen, mit denen Marktmechanismen ausgehebelt werden sollten. Das Ausmaß der Zentralverwaltungswirtschaft differenzierte natürlich von Land zu Land. Die Sowjetunion hatte bereits vorher eine kommunistische Zentralverwaltungswirtschaft. Die USA und die meisten anderen Länder strebten zunächst nur zögerlich punktuelle Eingriffe an, entwickelten dann aber Systeme priorisierter Zuteilung von Rohstoffen nach rüstungswirtschaftlicher Logik. Das Deutsche Reich hatte bereits durch die Devisenknappheit seit Mitte der 1930er Jahre und durch die Autarkiepolitik Ansätze einer Zentralverwaltungswirtschaft etabliert, die am 26. November 1936 mit dem Pauschalverbot für Lohn- und Preissteigerungen und der Einführung von Kontingentierungen vervollständigt wurde.
Bei der Verteilung wurden vor allem zu Anfang viele Fehler gemacht. Um beispielsweise eine reibungslose Flugzeugproduktion zu ermöglichen, musste nicht nur die Verfügbarkeit verschiedener Rohstoffe, sondern auch die Verfügbarkeit von Personal und Maschinen in der Flugzeugproduktion sowie in den Zulieferbetrieben sichergestellt werden. Ein Mangel an nur einer Stelle erzeugte einen Flaschenhals, der die gesamte Flugzeugproduktion begrenzte und zugleich die Produktionseffizienz der gesamten Flugzeugindustrie durch unausgelastete Kapazitäten senkte. Weiterhin kam es oft vor, dass es Ressourcenengpässe gab, die zwei topprioritäre Kriegsproduktionen zugleich trafen. In diesen Fällen mussten Prioritäten innerhalb der Prioritäten ermittelt werden. Um diese Entscheidungen richtig zu treffen, waren detaillierte Kenntnisse der Wirtschaft und der einzelnen Produktionsprozesse erforderlich. Diese Entscheidungen mussten von einer übergeordneten Instanz überprüft werden, die auch über eine demokratische (oder in Diktaturen eine anders geartete) Legitimation verfügte. In der Sowjetunion wurden alle Wirtschaftsentscheidungen ohnehin zentral getroffen, die Entscheidungen basierten allerdings oft auf wenig kenntnisreichen bzw. realistischen Annahmen. Im Deutschen Reich gab es bereits vor Kriegsbeginn Kontrollgremien zur Organisation der Breitenrüstung, die jedoch für Tiefenrüstung nicht genug vernetzt waren. In Italien und Japan gab es solche Gremien 1939 nur rudimentär und in den USA und Großbritannien gar nicht. In den USA und Großbritannien gab es Bedenken hinsichtlich der demokratischen Legitimation eines solchen Gremiums und in den USA zudem Probleme hinsichtlich der föderalen Aufgabenteilung. Im Deutschen Reich wollte Adolf Hitler niemanden anderen mit so weitreichenden Kompetenzen ausstatten.
In den USA wurde schließlich 1942 das War Production Board für diesen Zweck gegründet. Eine der ersten Regulierungen in den USA war die Kontrolle und Verteilung der Rohstoffe durch ein öffentliches Entscheidungsgremium, um die Rüstungsziele sicherzustellen. Die Verteilung lief so ab, dass alle Verbraucher von knappen Rohstoffen ihren Bedarf an die Organisation des Controlled Materials Plan, eine Unterorganisation des War Production Board, übermittelten. Das War Production Board verteilte dann Ankaufberechtigungen. Die Rohstofflieferanten musste ihre Produktionsmengen und die Verkäufe melden und durften nur an Ankaufsberechtigte verkaufen. Später sollten dem Anspruch nach auch Personal und Produktionsmittel nach rüstungswirtschaftlichen Kriterien an die Industrie verteilt werden.
Im Deutschen Reich fiel diese Aufgabe dem Reichsministerium für Bewaffnung und Munition zu, die Vierjahresplanbehörde unter Hermann Göring behielt aber die Zuständigkeit für die Koordination der Rohstoffe und Lebensmittelversorgung. Mit im Detail ungeklärter Kompetenzabgrenzung zur Vierjahresplanbehörde war auch das Reichswirtschaftsministerium unter Walther Funk für die kriegswirtschaftliche Koordination verantwortlich. Aufgrund der gesplitteten Kompetenzen wurden zentrale Entscheidungen weiterhin durch Hitler per Führerbefehl getroffen. Das Kompetenzgerangel war rüstungswirtschaftlich nicht tragbar und Görings Inkompetenz führte zu einem Vertrauensverlust in seine Behörde. Mit dem Führerbefehl Rüstung vom 31. März 1942 wurde das Reichsministerium für Bewaffnung und Munition zur relativ zentralen Planungsbehörde. Speer drang auch im Bereich der Luftfahrt darauf die Entscheidungsmacht der Luftfahrtindustriellen durch Management-Entscheidungen aus den Speerschen Fachbehörden zu ersetzen. In der Luftrüstung waren Entwicklungsauftrag, Modellauswahl, Musterserie, Erprobungauftrag und schließlich Serienproduktion von erbitterten Konkurrenzkämpfen zwischen den Luftfahrtindustriellen begleitet. So versuchte Ernst Heinkel im Herbst 1942 das Reichsluftfahrtministerium von der technischen Qualität seiner He 111 zu überzeugen und er schrieb einen geharnischten Brief an Erhard Milch um den Wechsel auf ein Konkurrenzmodell zu verhindern. Mit der Reichsvereinigung Eisen und Reichsvereinigung Kohle sollte die Kohle- und Stahlproduktion einer zentralen Lenkung unterworfen werden.
In Japan wurden viele Entscheidungen durch die Firmenkonglomerate Zaibatsu getroffen. Bis November 1942 waren mehrere Minister parallel für die Kriegswirtschaftskoordination der fünf Industriebereiche Schiffe, Flugzeuge, Kohle, Eisen und Stahl sowie sonstige Metalle zuständig. Im November 1942 versuchte man, durch ein Ministerialkoordinierungskomitee eine stärkere Vernetzung zu erreichen. Im Januar 1943 übernahm Premierminister Tōjō Hideki selbst die Koordinierung der Kriegswirtschaft, musste sich dabei aber von sieben Vertretern der Zaibatsu „beraten“ lassen. Hierzu wurde das Shōkōshō (Ministerium für Handel und Industrie) in das neugegründete Gunjushō (Ministerium für Kriegsmaterial) überführt. Im November 1943 verlor Tojo die Kompetenz für Wirtschaftspolitik wieder. Die Tätigkeit des späteren Ministers für Kriegsmaterial Fujihara bestand im Wesentlichen darin, zwischen den verschiedenen Heeresteilen (Armee, Flotte, Luftwaffe) und zusätzlich den Zaibatsu zu vermitteln, wobei die Planungen von den Zaibatsu weiterhin gelegentlich vereitelt wurden.
Großbritannien wurde von den USA zu einer strafferen Planung gedrängt. Die USA und Großbritannien koordinierten ihre Produktion und Ressourcen von 1942 an über das Combined Production and Resources Board und das Combined Raw Materials Board. In diesem Rahmen verlangten die Amerikaner z. B. detaillierte Angaben zu den in Großbritannien verfügbaren Rohstoffe. Für eine straffere Koordination der britischen Kriegswirtschaft wurde im Februar 1942 das Ministry of Production gegründet, das die meiste Zeit von Oliver Lyttelton geleitet wurde. Der Sinn des Ministeriums war die Koordination der Anforderungen des Ministry of Supply, des Ministry of Aircraft Production und der Admiralität, welche für die Bewaffnung der Streitkräfte zuständig waren mit dem Ministry of Labour and National Service, welches für die Verteilung der Arbeiter auf die Zivilwirtschaft, die Kriegswirtschaft und die Streitkräfte zuständig war. In Großbritannien wurde die Verteilung der heimischen knappen Rohstoffe zum Teil Handelsorganisationen überlassen. Der Vorteil dabei war, dass Experten die Verteilung vornahmen. Der Nachteil war, dass sich nicht alle davon freimachen konnten, die Interessen ihrer eigenen Firma und ihrer Branche bei der Verteilung zu berücksichtigen. Das Problem war dadurch nicht so groß, dass die größte Knappheit in Großbritannien bei den Arbeitskräften lag, deren Verteilung strikt überwacht wurde. Firmen, die nicht genug Arbeitskräfte bekommen konnten, hatten auch kein Interesse, in großem Umfang Rohstoffe zu kaufen.
Die Planungen für die Rüstungsproduktion gingen bei fast allen Kriegsparteien von deutlich zu optimistischen Schätzungen hinsichtlich der Rohstoffversorgung aus. Das Problem war in Großbritannien und Japan etwas geringer, wo die meisten Rohstoffe importiert und dabei auch physisch kontrolliert und statistisch erfasst wurden.
Weiterhin gibt es im Krieg eine starke inflationäre Tendenz. Zum einen steigert der Staat sehr stark die Staatsausgaben und verschuldet sich dafür, dadurch erhöht sich die Geldmenge und die Nachfrage nach Rohstoffen, Rüstungsgütern, Uniformen etc. Gleichzeitig entsteht Vollbeschäftigung und Arbeitnehmer haben eine starke Verhandlungsposition bei Gehaltsverhandlungen, während oftmals die Konsumgüterproduktion sinkt. Dadurch steigt die Nachfrage an Konsumgütern, während das Angebot sinkt. Auch dadurch entsteht Inflation. Der Erste Weltkrieg hat gezeigt, dass eine ungehinderte Inflation die Allokation von Ressourcen für die Rüstungsindustrie behindert und zu sozialen Verwerfungen führt. Weiterhin besteht die Gefahr, dass das Vertrauen in die Währung sinkt und die Bevölkerung keine Ersparnisse mehr macht, die dem Staat in Form von Krediten zur Verfügung gestellt werden können. Der inflationären Tendenz wurde zum einen durch eine Erhöhung der Steuern entgegengewirkt. Dies war zum einen in Anbetracht der hohen Kosten eine Notwendigkeit, zum anderen sollte durch Steuerprogression die soziale Balance gewahrt werden. In Großbritannien wurde der Spitzensteuersatz der Einkommensteuer derart erhöht, dass der Anreiz zur Gewinnerzielung fast ganz genommen wurde. Zum anderen wurden Lohn- und Preiskontrollen unterschiedlicher Intensität geschaffen.

### Überblick Werkzeugmaschinen

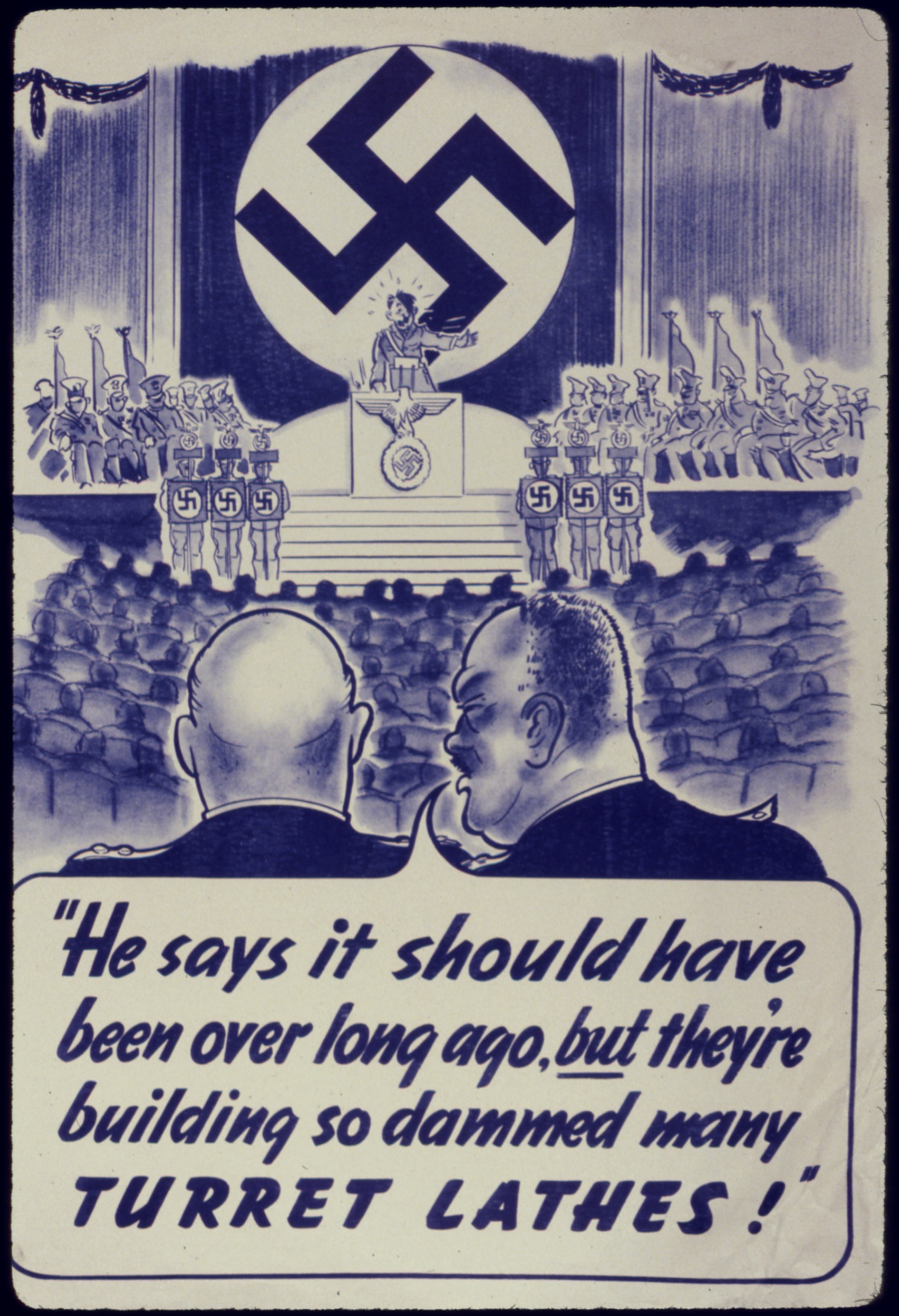
US-Propagandaplakat über Hitler-Rede (zwischen 1942 und 1943): „Er sagt, es hätte schon vor langer Zeit vorbei sein sollen, aber sie bauen so verdammt viele automatische Drehmaschinen.“

Vor dem Krieg hatten die USA und das Deutsche Reich das mit Abstand größte Volumen bei der Werkzeugmaschinenproduktion und produzierten in erheblichem Umfang auch für den Weltmarkt. In Großbritannien und Frankreich bestand nur eine kleine Werkzeugmaschinenindustrie, die den verspäteten Aufrüstungsbemühungen enge Grenzen setzten. Beide Länder importieren 1939 und 1940 große Mengen an Werkzeugmaschinen aus den USA. In Großbritannien vervielfachte sich die Werkzeugmaschinenproduktion im Laufe des Krieges und die Importe gingen proportional zurück. In Japan stieg die Produktion an Werkzeugmaschinen von 15.000 im Jahr 1936 auf 67.200 im Jahr 1938. Im weiteren Verlauf des Krieges stiegen die Produktionszahlen zwar nicht weiter an, der Anteil der spezialisierten Werkzeugmaschinen am gesamten Volumen stieg jedoch 1943–1944 von 1 % auf 15 %. Spezialisierte Werkzeugmaschinen haben den Nachteil, dass sie nur für eine Funktion geschaffen werden und dadurch nicht flexibel einsetzbar sind. Sie haben aber den Vorteil, dass sie eine höhere Produktionsgeschwindigkeit erlauben als unspezialisierte Werkzeugmaschinen. Die Produktion rechtfertigt sich nur für ein stabiles Produktionsprogramm. Daraus kann man schließen, dass Japan ab 1944 eine hochstandardisierte Massenproduktion anstrebte. Im Deutschen Reich betrug der Anteil spezialisierter Werkzeugmaschinen nur 8 %. Anders als in den USA durften Werkzeugbauer in Großbritannien und im Deutschen Reich aus Geheimhaltungsgründen die Rüstungsproduktion nicht besichtigen, was bereits die Möglichkeit zur Herstellung spezialisierter Werkzeugmaschinen einschränkte. In den USA war der Anteil der spezialisierten Werkzeugmaschinen bereits vor dem Krieg höher als in jedem anderen Land. Dies war mit ein Grund dafür, dass die Arbeitsproduktivität pro Arbeiter in den USA doppelt so hoch war wie im Deutschen Reich und fünfmal so hoch wie in Japan. Während sich in den USA die Werkzeugmaschinenproduktion vom hohen Ausgangsniveau aus noch einmal vervielfachte, stieg sie im Deutschen Reich relativ wenig an.
| Index des Volumens der Werkzeugmaschinenproduktion in den USA und im Deutschen Reich (1939 = 100) | 1939 | 1940  | 1941  | 1942  | 1943 | 1944  |
| ------------------------------------------------------------------------------------------------- | ---- | ----- | ----- | ----- | ---- | ----- |
| USA                                                                                               | 100  | 221   | 387,5 | 662,2 | 599  | 244,1 |
| Deutsches Reich                                                                                   | 100  | 116,3 | 129,5 | 125,7 | 116  | 102,5 |

Hinzu kam, dass die Werkzeugmaschinen in den USA und in Großbritannien intensiver genutzt wurden. Im Deutschen Reich arbeiteten 2,35 Arbeiter an einer Werkzeugmaschine in einer Schicht. In Großbritannien waren es 5,7 Arbeiter und es gab drei Schichten.

### Entwicklung des Produktionsregimes und der Rüstungsproduktion nach Ländern

#### Deutsches Reich

##### Friedensjahre

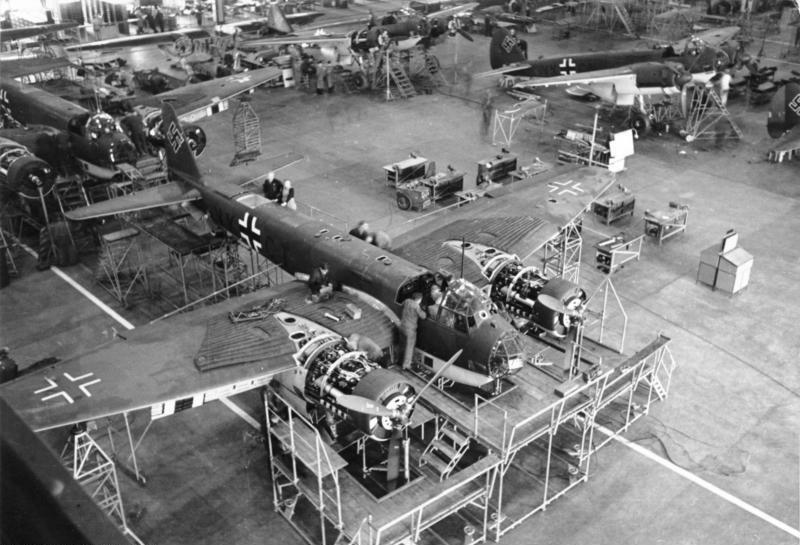
Endmontage von Junkers Ju 88 im Jahr 1939

Bereits 1933 waren mit einem gesetzlichen Lohnstopp die Löhne auf sehr niedrigem Niveau festgeschrieben worden. Ebenfalls schon 1933 wurden die Gewerkschaften gewaltsam ausgeschaltet (siehe hierzu: Allgemeiner Deutscher Gewerkschaftsbund#Politische Auseinandersetzungen in der Endphase der Weimarer Republik). Arbeitnehmer und Gewerkschaften wurden in der Deutschen Arbeitsfront gleichgeschaltet. Der Knappheit an Arbeitskräften wurde durch Erlass eines allgemeinen Arbeitszwangs und dem Verbot begegnet, den Betrieb zu wechseln. Da die Aufrüstung der Wehrmacht ab 1937 zu einem Arbeitskräftemangel führte, gelang es vielen Arbeitern, die Restriktionen auszuhebeln. Es kam zu einem „ökonomischen Klassenkampf“; unter der Hand wurden Informationen darüber verbreitet, welche Unternehmen am besten bezahlten. Im Ergebnis wechselten viele Arbeiter in die Großindustrie, viele Kleinunternehmen gerieten in besonders große Personalnot.

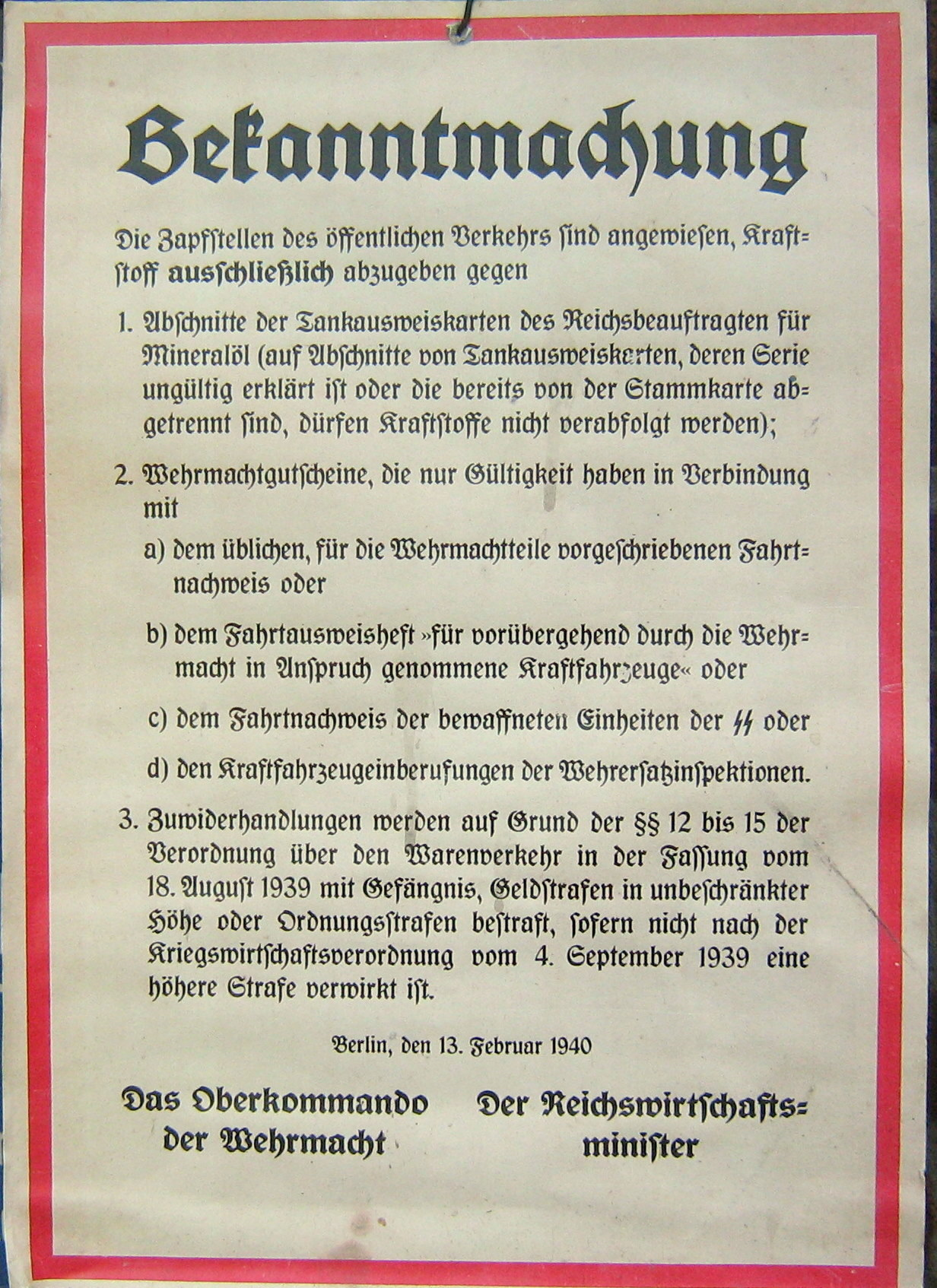
Bekanntmachung der Benzinrationierung

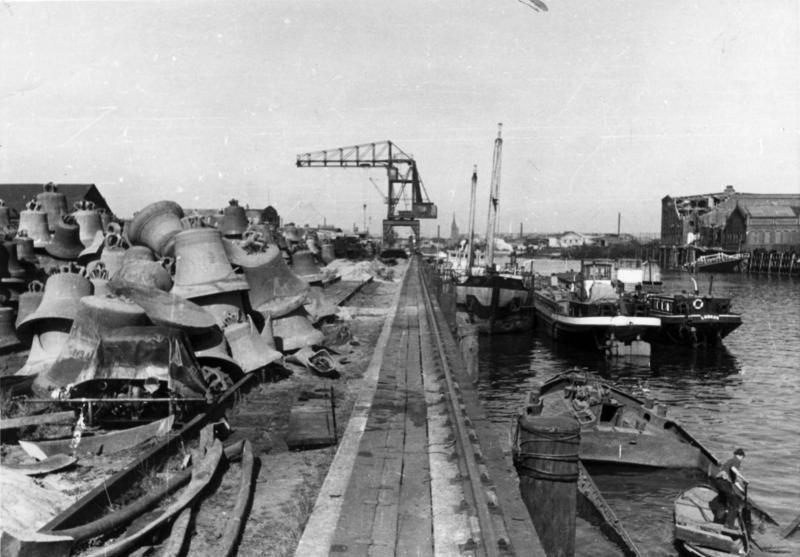
Im Rahmen der mehr oder weniger freiwilligen Metallspende des deutschen Volkes wurden auch Kirchenglocken eingesammelt.

Nach dem Vierjahresplan sollte das Deutsche Reich bis Anfang 1940 kriegsbereit sein. Dazu wurde neben der Rüstungsproduktion auch die Rohstoffproduktion stark ausgeweitet. Insgesamt konnte das Ziel einer Autarkie trotz großer Anstrengungen nicht erreicht werden. Kurz vor dem Krieg wurden Vorräte an kriegswichtigen Rohstoffen und Lebensmitteln angelegt, die den Gesamtbedarf sechs Monate lang decken konnten. Die Reichsführung war sich im Klaren darüber, dass ein längerer Krieg zu kritischen Knappheiten führen musste, weshalb ein erfolgreicher „Blitzkrieg“ als einzig realistische Strategie angesehen wurde. General Thomas warnte wiederholt, dass das Deutsche Reich nicht für einen richtigen Krieg rüste und „die Produktion von Konsumgütern drastisch heruntergefahren werden müsse, um Ressourcen für die Kriegswirtschaft freizumachen, dass die Zahl der Munitionsfabriken erhöht werden müsse, mehr Frauen zur Arbeit herangezogen werden müssten und dass eine zentrale Stelle zu schaffen sei, um eine prioritäre Ressourcenzuteilung zu erreichen.“ In einer Rede formulierte er am 29. November 1939 überspitzt, dass man sich von der Vorstellung frei machen müsse, dass es möglich sei, „England mit Radioapparaten, Staubsaugern und Küchengeräten zu besiegen“.
Während des Krieges waren angloamerikanische Analysten von einer viel besseren Versorgungssituation in Deutschland ausgegangen. Als die realen Produktionskapazitäten nach dem Krieg bekannt wurden, war die Verwunderung groß, wie leichtsinnig Hitler den Krieg begonnen hatte.
Die Lenkung von Investitionen in staatlich gewünschte Bereiche, geschah mittels wirtschaftlicher Anreize, die über Verträge des Heereswaffenamtes, des Reichswirtschaftsministeriums, der Vierjahresplanbehörde oder dem Reichsluftfahrtministerium mit der Privatwirtschaft, gesetzt wurden. Die Verträge wurden auf freiwilliger Basis geschlossen und Zwang blieb die Ausnahme. Selbst in Kriegszeit konnten Unternehmen von staatlichen Wünschen abweichende Investitionsstrategien verfolgen. Nur in wenigen Sonderfällen, bei denen es nicht möglich war, die Investitionsentscheidung mit Anreizen zu beeinflussen, wurde ein Staatsunternehmen gegründet oder Zwang ausgeübt.

##### Kriegszeit

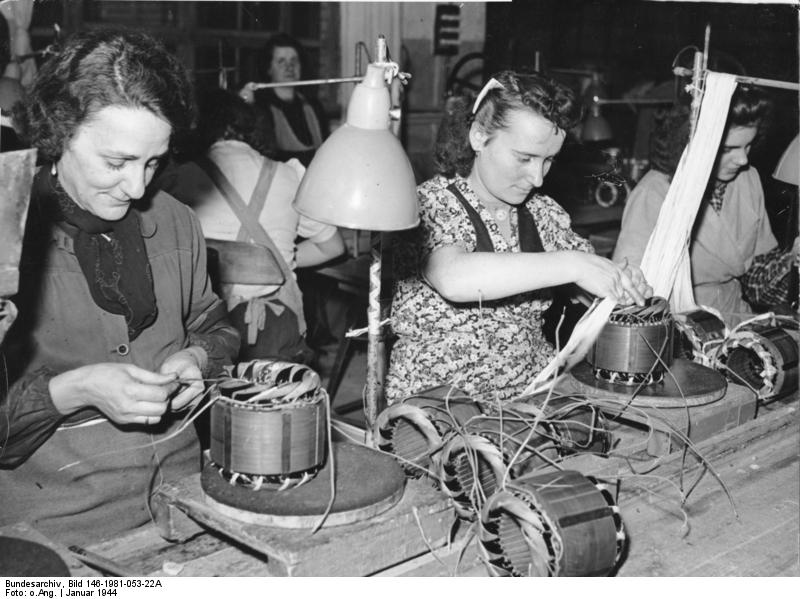
„Unsere Frauen im Kriegseinsatz“. 1944. Archivfoto

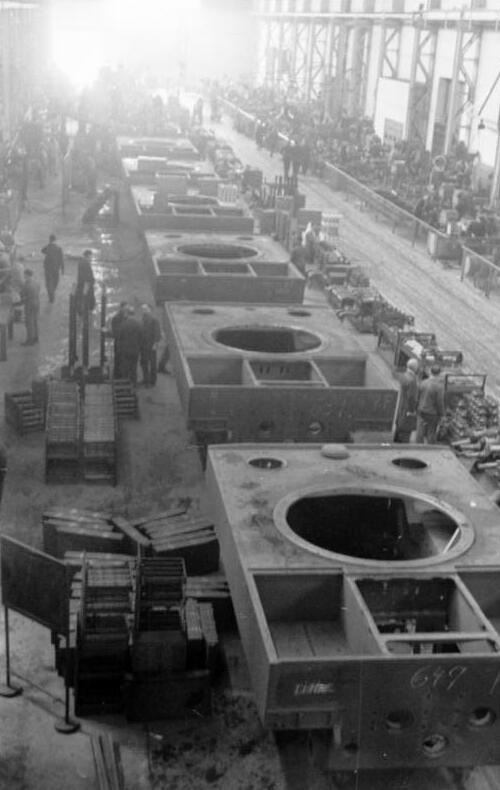
Herstellung des Panzers VI Tiger (1944)

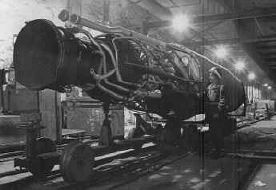
Im Bild: Unterirdische Produktion von Aggregat 4 im KZ Mittelbau-Dora. Aufgrund der alliierten Luftangriffe wurden Teile der Kriegsproduktion
unter Tage verlagert. Dies verteuerte die Produktion erheblich. Tausende von KZ-Häftlingen verstarben aufgrund der inhumanen Arbeits- und Lebensbedingungen beim Bau der Anlagen.

Die NS-Regierung hatte in Friedenszeiten Gesetze gemacht mit denen wirtschaftliche Effizienzzuwächse bekämpft wurden, indem arbeitsintensive Formen der Landwirtschaft und des Handwerks gesetzlich geschützt, große Einzelhandelsfirmen bekämpft und Menschen an der Abwanderung aus der Landwirtschaft in die Industrie möglichst gehindert wurden. Da die Aufrüstung bereits in Friedenszeiten Vollbeschäftigung geschaffen hatte, führte der Kriegsbeginn mit der Einberufung von Millionen Männern in den Kriegsdienst zwangsläufig zu Produktionsausfällen.
Weiterhin wurde die Rüstungsgüterproduktion zu Beginn des Zweiten Weltkriegs durch einen Mangel an Transportkapazitäten stark ausgebremst. Wegen des Mangels an Eisen war der Bau neuer Lokomotiven und Güterwagen verboten worden, obwohl die stark gestiegene Wirtschaftstätigkeit einen Ausbau der Transportkapazitäten um 10–15 % erfordert hätte. Dadurch reduzierte sich die Zahl der Güterwaggons von 670.000 (Ende der 1920er Jahre) auf 575.000 im Jahr 1937. Mit Kriegsbeginn wurden zudem in hohem Maße Transportkapazitäten für Truppentransporte abgestellt. Dies führte zu massiven Transportverzögerungen für Rohstoffe, was wiederum immer wieder zu Produktionsstillständen in wichtigen Rüstungsbetrieben führte. Dies führte nicht zuletzt zu einer „Munitionskrise“ bei der Wehrmacht. Erst der Sitzkrieg und die Produktion neuer Güterwaggons brachten ab Februar 1940 wieder eine Erhöhung der Rüstungsproduktion.
Mit Beginn des Zweiten Weltkrieges wurden (bis Mitte 1940) zunächst 3,4 Millionen Arbeiter zum Kriegsdienst eingezogen, dadurch verringerte sich die Zahl der Arbeitskräfte um 8,6 %, während sich gleichzeitig die Zahl der Beschäftigten in der Rüstungsindustrie nochmals um 3,1 % erhöhte. Um dies auszugleichen, erhöhte sich die durchschnittliche Arbeitswoche von 46,5 Stunden auf 49 Stunden. Weiterhin wurden Gastarbeiter und Zwangsarbeiter eingesetzt. Bis 1944 erhöhte sich die Zahl auf 7,5 Millionen ausländische Fremdarbeiter und Ostarbeiter. Das waren beachtliche 20 % der gesamten Arbeiterschaft der deutschen Wirtschaft.
Am Anfang des Krieges wuchs die Wirtschaft des deutschen Reichs verhältnismäßig wenig. Mit Beginn der Tiefenrüstung 1942 erhöhte sich das Wirtschaftswachstum deutlich und erreichte ähnlich hohe Steigerungen wie das in den USA.
Während die Großbritannien, die UdSSR und später auch die USA Tiefenrüstung betrieben, beschränkte sich das Deutsche Reich in den ersten Kriegsjahren auf Breitenrüstung. Dies hatte vor allem drei Gründe:
- die Hoffnung den Zweiten Weltkrieg ohne Materialschlacht als „Blitzkrieg“ führen zu können,
- wegen Kompetenzgerangel war eine zentrale Planung der Kriegswirtschaft nicht möglich und
- die Angst Hitlers vor den Folgen einer Herunterpriorisierung der Zivilgüterproduktion.

Durch die Aufsplittung der Kompetenzen für die Kriegswirtschaftsplanung zwischen der Vierjahresplanbehörde unter Hermann Göring, dem Reichswirtschaftsministerium unter Walther Funk und dem von General Georg Thomas geleiteten Wehrwirtschafts- und Rüstungsamt im Oberkommando der Wehrmacht war eine übergreifende Planung wegen Kompetenzstreitigkeiten nicht möglich. Die Notwendigkeit einer Zentralisierung der Aufgaben wurde durchaus gesehen, Hitler fürchtete sich aber davor einen mächtigen politischen Rivalen zu schaffen. Nachdem es bei dem Überfall auf Polen zu der Munitionskrise kam, erschuf Hitler am 17. März 1940 als vierten Akteur das Reichsministerium für Bewaffnung und Munition mit Fritz Todt als Minister. Zentrale Entscheidungen wurden auch weiterhin nur durch Hitler selbst per Führerbefehl getroffen.
Weiterhin war Hitler von der Dolchstoßlegende beeinflusst der irrigen Ansicht, dass die Kriegsmüdigkeit der deutschen Bevölkerung zu einer vermeidbaren Niederlage im Ersten Weltkrieg geführt habe und wollte dies im Zweiten Weltkrieg vermeiden. Er war sich zudem durchaus bewusst, dass der Zweite Weltkrieg bei der deutschen Bevölkerung keine Kriegsbegeisterung ausgelöst hatte (anders als der Erste Weltkrieg). Er scheute deshalb in den ersten Kriegsjahren zunächst, die Kriegsgüterproduktion konsequent zu steigern, weil dies wegen der Knappheit von Kapital und Rohstoffen unweigerlich zu einer Verringerung der Konsumgüterproduktion hätte führen müssen. Vor einer Unterordnung der Konsumgüterproduktion unter die Rüstungsproduktion scheute Hitler zunächst zurück, weil er um die Moral an der Heimatfront fürchtete und weil er das Volumen der Kriegsgüterproduktion der Alliierten unterschätzte.
Hitler vertraute zu lange der vermeintlichen Überlegenheit und Präzision einer „handwerksmäßigen“ Herstellung von Waffen und Gerät, die die zahlenmäßige Unterlegenheit ausgleichen würde. Anders als die Alliierten, die durch hochgradige Vereinfachung und Standardisierung einen größtmöglichen Ausstoß zu erzielen suchten, strebte das deutsche Reich eine flexible Massenfertigung an, die zwar einen nicht ganz so hohen Ausstoß liefern konnte, dafür aber kurzfristige Modifikationen und Verbesserungen bei den Konstruktionsanforderungen erlaubte. Die Größe, Stärke und Vielfältigkeit des deutschen Maschinenbaus machte das möglich. So hatte sich beispielsweise beim Überfall auf die Sowjetunion die Überlegenheit der mittleren russischen T-34-Panzer herausgestellt. Daraufhin wurden kurzfristig die 7,5-cm-PaK 40, der schwere Panzerkampfwagen VI Tiger und vor allem der Panzerkampfwagen V Panther entwickelt, der mit kleineren Modifikationen bis Kriegsende technisch herausragend blieb. Dennoch zeigte sich beim Unternehmen Zitadelle, dass die technische Überlegenheit die deutliche zahlenmäßige Unterlegenheit, trotz des Adolf-Hitler-Panzerprogramms zur Vervierfachung der Panzerproduktion, nicht wettmachen konnte. Zudem wurde eine herausragende Technik, von wenigen Ausnahmen wie der Aggregat 4 abgesehen, von den Gegnern schnell kopiert, so dass eine erreichte qualitative Überlegenheit zumeist nach einigen Monaten wieder verloren ging.
In der Kriegsgüterproduktion kristallisierten sich drei Phasen heraus:
1. von Februar bis Juli 1942 stieg die Produktion um 50 %
2. von Oktober 1942 bis Mai 1943 stieg sie um weitere 50 %
3. von Dezember 1943 bis Juli 1944 stieg die Produktion um weitere 45 % auf den Höchststand.

Erst nach dem offenkundigen Scheitern der Blitzkriegstrategie nach der Niederlage in der Schlacht um Moskau erkannte Hitler die Notwendigkeit einer deutlichen Ausweitung der Kriegsproduktion und dem Übergang zu Tiefenrüstung.
Er ernannte Albert Speer zum Minister für Bewaffnung und Munition. Mit dem Führerbefehl Rüstung vom 31. März 1942 wurde Speer ermächtigt, einschneidende Maßnahmen zur Vereinheitlichung der Rüstungswirtschaft anzuordnen.
Dazu wurde im April 1942 die Zentrale Planung gegründet, zu der im Oktober 1943 das Planungsamt dazu kam. Dabei blieb Hitlers Sorge, dass die Herunterpriorisierung der Zivilproduktion zusätzlichen Unmut in der Bevölkerung entfacht. Als die Wehrmacht in Russland wieder Erfolge errang, hatte Speer ab Mai 1942 mehrere heftige Diskussionen mit Hitler, der darauf drängte, dass die Zivilproduktion bei der Ressourcenverteilung wieder höher priorisiert werden sollte. Der Winter 1942/43 mit den Erfolgen der Roten Armee beendete diese Diskussionen.
Durch Vereinfachungen und Rationalisierungsmaßnahmen kam es zwischen 1942 und 1943 zu einer Verdopplung der Rüstungsproduktion. Speer sprach propagandistisch aufgeladen von einem Rüstungswunder, zum Teil um der deutschen Bevölkerung eine falsche Hoffnung auf einen Endsieg zu machen, zum Teil um seine eigene Position in der Regierung zu stärken. Das „Wunder“ der Produktivitäts- und Produktionssteigerung beruhte aber zum Teil auf dem relativ geringen Ausgangsniveau, denn vor 1942 hatte die Regierung wenig Augenmerk auf eine hohe Produktivität der Kriegswirtschaft gerichtet.
- Die Einziehung von Rüstungsarbeitern in die Wehrmacht hatte zu einer Arbeitskräftelücke geführt, die durch anzulernende Frauen, Fremd- und Zwangsarbeiter erst wieder gefüllt werden musste.
- Vor 1942 wurden die technischen Anforderungen an die Waffenproduktion von militärischen Stellen in Auftrag gegeben, so dass es in der Folge zu häufigen Produktionsumstellungen kam. Speer gelang es, die Anordnungskompetenz in das Rüstungsministerium zu ziehen, damit die Aspekte militärischer Funktionalität stärker mit Aspekten wirtschaftlicher Effizienz der Produktion abgewogen werden konnten.
- Fertigungsschritte wie Polieren und Lackieren, welche die Kampfkraft einer Waffe nicht erhöhten, wurden abgeschafft.
- Auf Betreiben von Walter Warlimont und Fritz Todt wurde nach der Niederlage in der Luftschlacht um England die französische Luftfahrtindustrie an der Luftwaffenproduktion beteiligt. Aber erst 1943 gelang es Albert Speer gegen Widerstände, in großem Umfang die Industrie der besetzten (West-)Gebiete in die Kriegsproduktion zu integrieren. Damit verbunden war ein vorläufiges Ende der Pläne zur weitgehenden Ausschaltung ausländischer Industriekonkurrenz.[86]
- Die wohl wichtigste Änderung wurde bei den Vertragskonditionen durchgeführt. Bis Mitte 1941 wurden Waffen über Selbstkostenverträge gekauft. Dabei erhielten die Unternehmen als Kaufpreis die gesamten Produktionskosten zuzüglich eines prozentualen Gewinnaufschlags gezahlt. Dadurch hatten die Unternehmen keinen Anreiz, billiger zu produzieren, weil dies automatisch zu einer Verringerung des Gewinnaufschlags geführt hätte. Fritz Todt (der im März 1940 Reichsminister für Bewaffnung und Munition wurde) hatte zwischen Mitte und Ende 1941 alle Lieferverträge auf Festpreisverträge umgestellt. Bei Festpreisverträgen wurde für die Waffen ein fixer Preis auf Basis der erwarteten Kosten gezahlt. Gelang es den Rüstungsproduzenten, die erwarteten Produktionskosten zu unterschreiten, konnten sie die Kostenersparnis als zusätzlichen Gewinn behalten. Unternehmen, die einen geringeren Fixpreis verlangten, durften eine bevorzugte Zuteilung von Ressourcen und Arbeitskräften verlangen und erhielten einen längerlaufenden Vertrag. Unternehmen, die relativ hohe Fixpreise verlangten, erhielten keine bevorzugten Zuteilungen und nur kurzlaufende Verträge. Sie mussten damit rechnen, keinen Anschlussvertrag zu bekommen.[87]
- Gerade bei komplexen Waffenproduktionen bestand eine ausgeprägte Lernkurve in der Produktionseffizienz. So erforderte die Herstellung einer Junkers Ju 88 im Oktober 1939 noch 100.000, im August 1941 nur noch 15.000 und im September 1943 nur noch 7.000 Arbeitsstunden. Neben der individuellen Lernkurve der Arbeiter spielte dabei auch der verstärkte Einsatz von Maschinen bzw. die Anschaffung spezialisierterer Maschinen eine Rolle. Die Fertigungstiefe wurde reduziert, indem die Produktion standardisierter Komponenten in hocheffiziente Fließbandfertigungen ausgelagert wurde.

Die neuere Forschung sieht in der Ausweitung der Rüstungsproduktion kein Wunder. Der Hauptgrund für das „Rüstungswunder“ sei vor allem in einem planmäßigen kontinuierlichen Anstieg der Arbeitsproduktivität zu sehen. So ist die Verringerung der Arbeitsstunden bei der Produktion der Junkers Ju 88 von 100.000 auf 7.000 Stunden pro Stück vom Reichsluftfahrtministerium im Voraus einkalkuliert gewesen. Der sprunghafte Anstieg der Produktion im Jahr 1943 ist demnach nicht Ausdruck eines plötzlichen Anstiegs der Produktionseffizienz, sondern Auswirkung der starken Investitionen der Vorjahre. Weiterhin ist die Statistik von Speer insoweit missverständlich, als Leistungen der Industrie der besetzten Gebiete, insbesondere Frankreichs, nicht als ausländische Leistungen gesondert ausgewiesen wurden.
Im Zuge der Totalisierung der Rüstungswirtschaft ab 1943 wurden die kriegsrelevanten Aufgaben des Reichswirtschaftsministeriums auf das Reichsministerium für Bewaffnung und Munition von Albert Speer übertragen.
Die zunehmende Priorisierung der Rüstungswirtschaft über die Zivilwirtschaft wurde am 4. Februar 1943 deutlich, als Reichswirtschaftsminister Funk nicht kriegswichtige Betriebe des Handwerks, des Handels und des Gaststättengewerbes schließen ließ, um Arbeitskräfte und Rohstoffe für die Kriegswirtschaft frei zu machen. Albert Speer gelang es trotz zunehmender alliierter Bombenangriffe, die Kriegsproduktion noch weiter zu steigern.
| Konsumgüterproduktion | 1939 | 1940 | 1941 | 1942 | 1943 | 1944 |
| --------------------- | ---- | ---- | ---- | ---- | ---- | ---- |
| 1939 = 100 %          | 100  | 94,1 | 95,7 | 86,1 | 90,8 | 85,4 |

| Vergleich der Militärausgaben und der Konsumausgaben in Mrd. Reichsmark (zu konstanten Preisen von 1939) | 1939 | 1940 | 1941 | 1942 | 1943 |
| --- | ---- | ---- | ---- | ---- | ---- |
| Bruttonationaleinkommen                                                                                  | 129  | 129  | 131  | 136  | 150  |
| Staatsausgaben                                                                                           | 45   | 62   | 77   | 93   | 109  |
| Konsumausgaben                                                                                           | 71   | 66   | 62   | 57   | 57   |

Die Alliierten begannen ab dem Sommer 1943 gezielt, die deutsche Rüstungs- und Flugzeugindustrie zu bombardieren. Hierdurch wurde die gezwungen, die Rüstungsproduktion unter größerem Aufwand zu dezentralisieren beziehungsweise in den Untergrund zu verlegen. Erst als die materielle Übermacht der Roten Armee erdrückend wurde, gab Hitler mit Erlass vom 6. Dezember 1943 Speer die Vollmacht, Rohstoffe und Kapital bevorzugt der Kriegsindustrie und Kriegszulieferindustrie zuzuweisen, zu diesem Zeitpunkt war der Krieg aber de facto schon verloren. Die Luftangriffe auf Industrieanlagen brachten keinen großen strategischen Vorteil für die Alliierten. Zwar kam es zu beeindruckenden Schäden an Gebäuden, diese konnten jedoch leicht repariert werden. Die Maschinen waren jedoch gegen Bombeneinwirkungen so gut geschützt, dass nur ein direkter Treffer sie beschädigen konnte. Rohstoffe und Komponenten wurden überwiegend außerhalb des Fabrikgeländes gelagert. Beispielsweise wurde ein großer Aufwand getrieben, um die Kugellagerfabriken in Schweinfurt zu treffen, die Produktion konnte jedoch nicht unterbunden werden, weil hier wenig empfindliche Maschinen für die Produktion eingesetzt wurden, die zudem aus der Luft schwer zu treffen waren. Anders war es bei den Fabriken, die synthetisches Öl herstellten, diese konnten durch Luftangriffe leichter schwer beschädigt werden. Aber auch bei den Luftangriffen auf die Leunawerke stellte sich heraus, dass das Werk trotz massiver Zerstörungen innerhalb von 6-8 Wochen wieder produktionsfähig gemacht werden konnte, so dass nur ständig wiederholte Luftangriffe eine nachhaltige Wirkung zeigten. Die Alliierte Luftkriegstrategie ging eher hin zu Flächenbombardements, mit denen insgesamt ein größerer Schaden angerichtet werden konnte als bei Angriffen auf Einzelobjekte. Die Flächenbombardements verursachten jedoch weit überwiegend Schäden an Wohngebäuden, weniger bei Industrieanlagen. Insgesamt haben weder die Bombardements auf England noch die Bombardements auf das Deutsche Reich „die Moral der Bevölkerung gebrochen“. Der Wirtschaftshistoriker Alan Milward kommt zu dem Schluss, dass die Bombardements wesentlich dem Vergeltungsgedanken entsprangen, aber in einer streng ökonomisch betrachteten Kosten-Nutzen-Analyse eher ein Fehler waren. Der Ökonom Keith Hartley schätzt die Kosten der britischen Luftangriffe auf das Deutsche Reich (in Preisen von 2009) auf 167 bis 440 Milliarden Pfund, den Nutzen in Form von geschätzten Verlusten des Deutschen Reichs in der Waffenproduktion auf mindestens 161 Milliarden Pfund und bei der Zivilproduktion auf 44 Milliarden Pfund. Aus seiner Sicht waren die Luftangriffe der Royal Air Force wirtschaftlich sinnvoll, auch wenn einige Bombardements zu Kriegsende hin exzessiv und unwirtschaftlich waren. Ab Ende 1944 führte die Lufthoheit der Alliierten zu großen Schäden an der Transportinfrastruktur und den Stromleitungen sowie auch zu nicht unbeträchtlichem Schaden an einzelnen Industrieanlagen. Laut dem United States Strategic Bombing Survey wurde die deutsche Wirtschaftsproduktion ab diesem Zeitpunkt von den strategischen Luftangriffen in größerem Umfang beeinträchtigt, insbesondere weil Kohle als der mit Abstand wichtigste Energieträger nicht mehr von den Bergwerken zu den Industrieanlagen transportiert werden konnte und es dadurch zu Produktionsstillständen in der Industrie kam. Allerdings war die militärische Situation des Deutschen Reiches zu diesem Zeitpunkt ohnehin bereits aussichtslos. Nach Schätzung des United States Strategic Bombing Survey wurde die Deutsche Industrieproduktion durch die Luftangriffe 1942 um 2,5 %, 1943 um 9 %, 1944 um 17 % und 1945 um 6,5 % verringert. Der Historiker Stewart Halsey Ross gibt dabei jedoch zu bedenken, dass die deutsche Kriegsproduktion 1944 trotz der massiven Luftangriffe insgesamt viel höher lag als in den Jahren davor. Insgesamt kommt auch das United States Strategic Bombing Survey zu dem Ergebnis, dass die Luftangriffe keinen entscheidenden Einfluss auf die Kriegsproduktion und den Kriegsausgang genommen haben. Zwar habe die Bevölkerung den Glauben an den Sieg verloren, sie habe jedoch effektiv weitergearbeitet. John Kenneth Galbraith, einer der Direktoren des Strategic Bombing Survey bezeichnete die strategischen Bombardements sogar als desaströsen Fehler, weil die Kosten viel höher waren als der Nutzen. Das habe man sich nur leisten können, weil die US-Wirtschaft viel größer war als die des Deutschen Reichs. Nach Rainer Karlsch und Raymond G. Stokes hat sich die Luftoffensive auf die deutsche Treibstoffindustrie als der einzig wirklich erfolgreiche Einsatz der strategischen Luftstreitkräfte der Alliierten erwiesen, sie führte zum Zusammenbruch der deutschen Treibstoffwirtschaft und damit war das Ende des Krieges absehbar.
Mit der Befreiung Frankreichs endete die Eingliederung der französischen Wirtschaftskraft in die Kriegsindustrie des Dritten Reiches. Durch die zunehmende Verschlechterung der Ernährungssituation der schwerstarbeitenden Bergarbeiter (der relativen Unterernährung der deutschen und in noch größerem Ausmaß der Zwangsarbeiter) sank die Förderleistung im Kohlebergbau zum Kriegsende hin rapide.
| Waffenproduktion pro Jahr     | 1939    | 1940      | 1941      | 1942      | 1943      | 1944      | 1945    |
| ----------------------------- | ------- | --------- | --------- | --------- | --------- | --------- | ------- |
| Gewehre                       | 451.000 | 1.352.000 | 1.359.000 | 1.370.000 | 2.275.000 | 2.856.000 | 665.000 |
| Maschinenpistolen             | 40.000  | 119.000   | 325.000   | 232.000   | 243.000   | 229.000   | 78.000  |
| Maschinengewehre              | 20.000  | 59.000    | 96.000    | 117.000   | 263.000   | 509.000   | 111.000 |
| Artillerie                    | 2.000   | 6.000     | 22.000    | 41.000    | 74.000    | 148.000   | 27.000  |
| Mörser                        | 1.400   | 4.400     | 4.200     | 9.800     | 23.000    | 33.200    | 2.800   |
| Panzer und Selbstfahrlafetten | 700     | 2.200     | 3.800     | 6.200     | 10.700    | 18.300    | 4.400   |
| Kampfflugzeuge                | 2.300   | 6.600     | 8.400     | 11.600    | 19.300    | 34.100    | 7.200   |

#### Italien
In Italien gab es wenig effektive Bemühungen hin zu einer Kriegswirtschaft. Beispielsweise gab es zwar Lohn- und Preiskontrollen, diese wurden durch die inflationäre Geldpolitik jedoch ad absurdum geführt. General Carlo Favagrossa, Staatssekretär für Kriegswirtschaft, schrieb im Rückblick, dass die Außenpolitik Italiens in einem völligen Kontrast zu ihren Möglichkeiten stand. Mit einer Leichtsinnigkeit, die jeder Beschreibung spotte, sei sie in eine Katastrophe geschlittert.

#### Sowjetunion

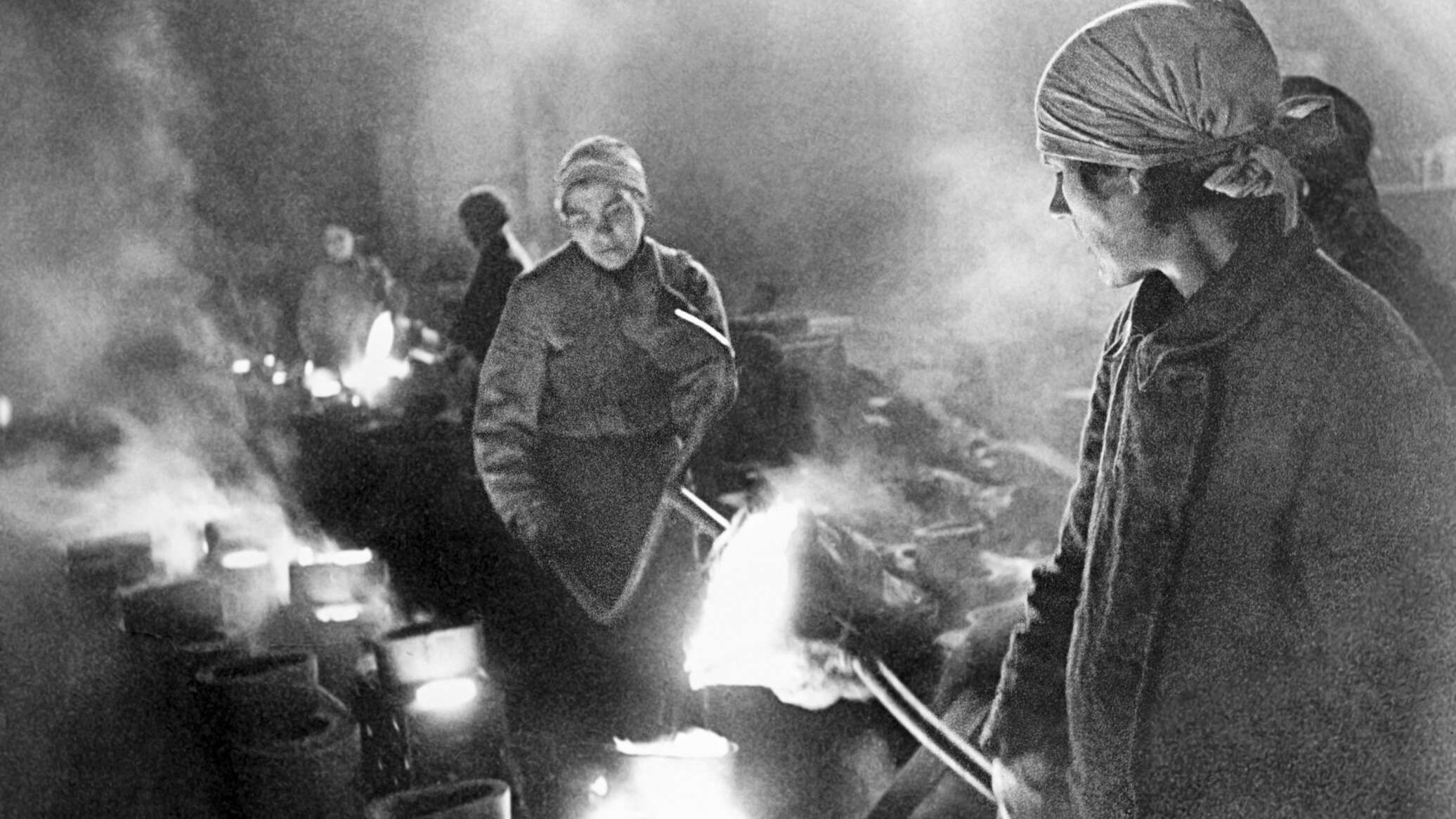
Frauen arbeiten in einer Metallfabrik im belagerten Leningrad (Januar 1942).

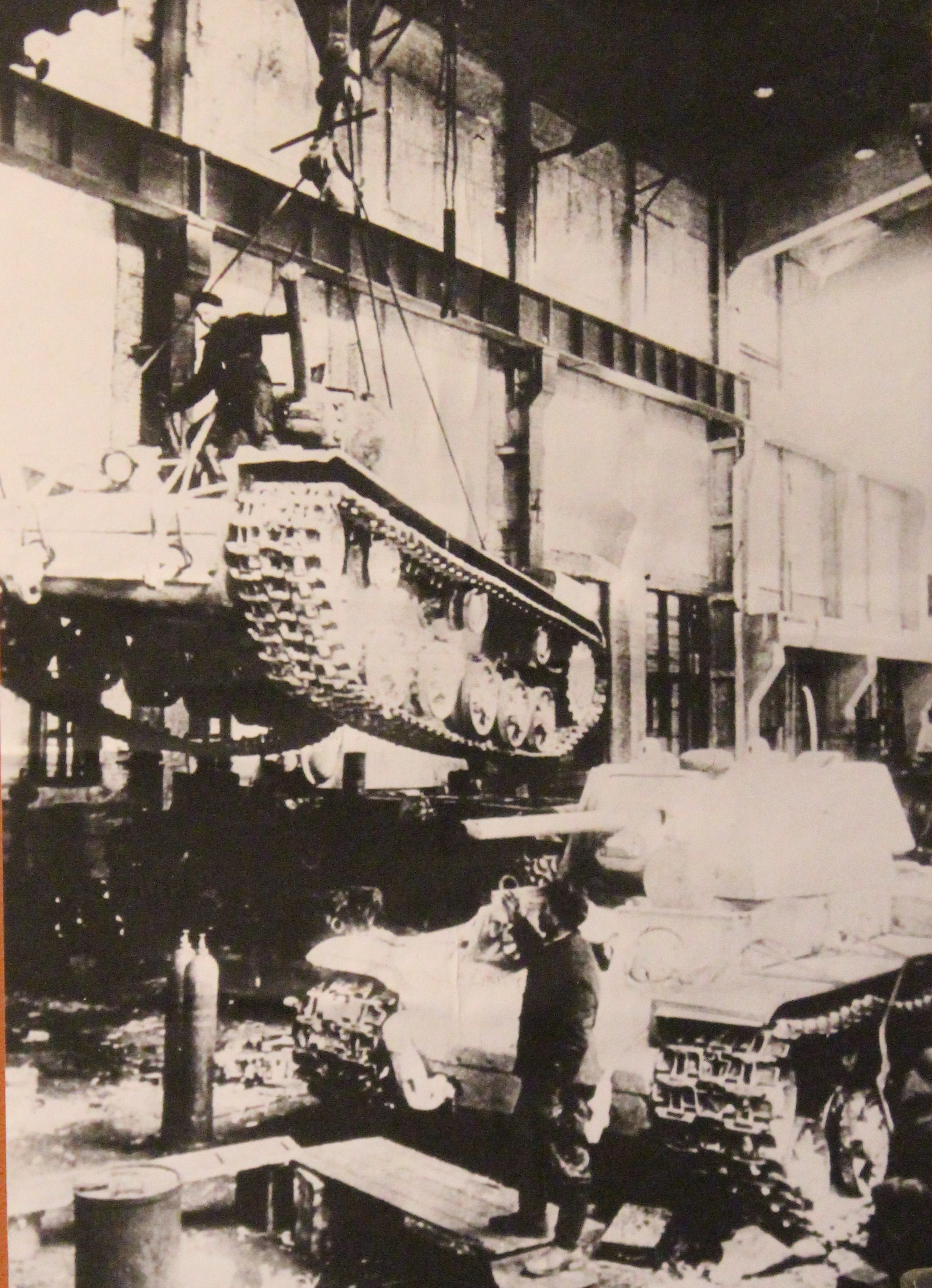
Produktion von KW-Serie Panzern im Kirowwerk während der Belagerung Leningrads.

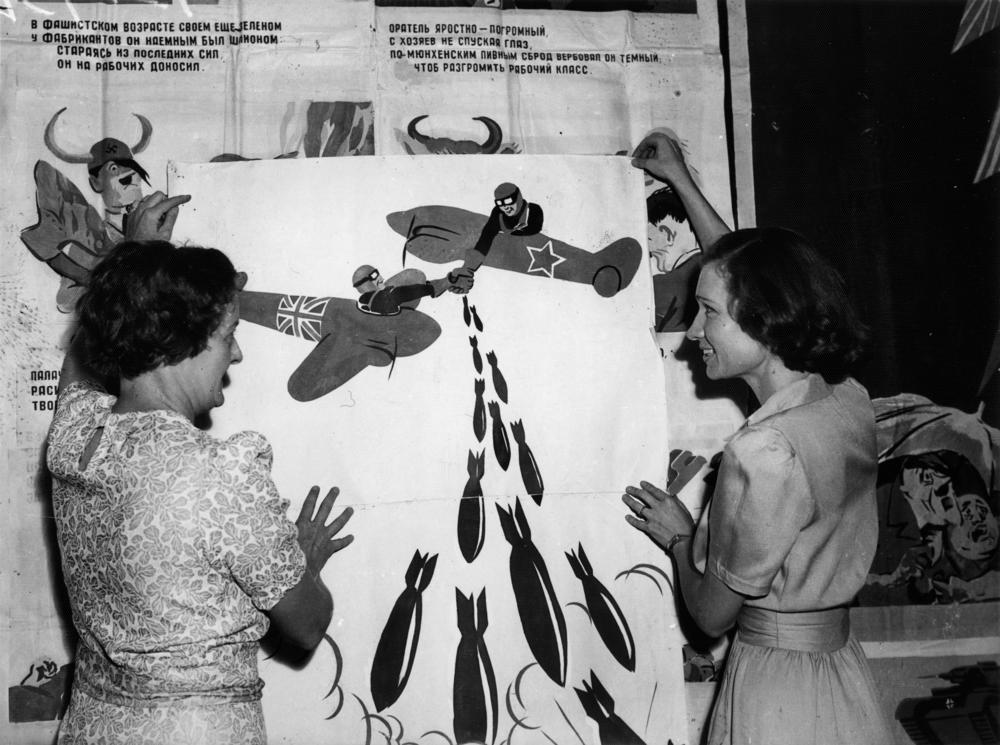
Ein Propagandaplakat der Sowjetunion preist die alliierte Luftüberlegenheit (November 1942).

Stalin betrachtete den Zweiten Weltkrieg als einen „Kampf der Maschinen“, den die Sowjetunion mit einer gegenüber dem Deutschen Reich deutlich größeren Waffenproduktion letztlich gewann.
Bereits der erste Fünfjahresplan (gültig für 1928 bis 1933) hatte mit der Industrialisierung der Sowjetunion zugleich auch die Erhöhung der militärischen Kampfkraft und der Entwicklung der Kriegswirtschaft zum Ziel. Der dritte Fünfjahresplan wurde unter dem Eindruck des Westfeldzugs noch einmal geändert und sah einen forcierten Ausbau der Maschinenbaukapazitäten vor und eine Rüstung gegen die Art von Blitzkrieg, die das deutsche Reich in Frankreich durchgeführt hatte. Der Ausbau der Verbrauchsgüterproduktion hatte dagegen von vornherein einen geringeren Stellenwert gehabt und wurde aufgrund einer sich abzeichnenden Arbeitskräfteknappheit weiter heruntergefahren. Die direkte Waffenproduktion hatte 1934 ein Volumen von 6 % des Bruttoinlandsprodukts, dieses stieg bis 1937 auf 13 % und betrug 1941 ca. 25 % – 30 % des Bruttoinlandsprodukts. Die größte Schwäche der sowjetischen Kriegswirtschaft war politisch-administrativer Natur, hier ist die Zwangskollektivierung, Entkulakisierung und der Große Terror, der bis in Armee und Wirtschaftsplanungsstäbe hineinreichte, zu nennen.
Obwohl die sowjetische Industrie erheblich kleiner war als die deutsche, 1940 erzeugte Deutschland 31,8 Millionen Tonnen Stahl und die Sowjetunion nur 18,3 Millionen Tonnen, konnte die Sowjetunion mehr Waffen als Deutschland erzeugen. Möglich wurde dies durch Einschränkung auf wenige sehr einfache und kostengünstige Waffentypen die nur mit minimalen Design-Änderungen, sogenannten „long runs“ in Massenproduktion hergestellt wurden. Während Deutschland ständig das Waffendesign optimierte oder veränderte, begann und beendete die Rote Armee den Krieg mit denselben Maschinenpistolen, Gewehren, Pistolen, leichten und schweren Maschinengewehren und Granatwerfern. Sturmgeschütze basierten auf den Chassis von Panzern. Kein Panzer war eine vollständige Neukonstruktion. Die Verbesserungen bei der Artillerie blieben gering. Die sowjetischen Industrie konzentrierte sich zudem in wenigen Werken mit 10.000 bis 40.000 Arbeitern und konnten so die Economies of scale ausnutzen. 1943 gab die Sowjetunion 44 % des Nationaleinkommens für Rüstung und 49 % für den Lebensunterhalt der Bevölkerung aus. Damit lag sie nach einer engeren Definition unterhalb von England, wo die Rüstungsausgaben 1943 55 % des Nationaleinkommens betrugen. Nach einer weiter gefassten Definition von Rüstungsausgaben entsprach der Mobilisierungsgrad des Nationaleinkommens für Rüstungszwecke etwa der Englands.
| Bruttosozialprodukt in Milliarden Internationalen Dollar (zu den Preisen von 1990) | 1940 | 1941 | 1942 | 1943 | 1944 | 1945 |
| ---------------------------------------------------------------------------------- | ---- | ---- | ---- | ---- | ---- | ---- |
| Sowjetunion                                                                        | 417  | 359  | 318  | 464  | 495  | 396  |
| Deutsches Reich                                                                    | 387  | 412  | 417  | 426  | 437  | 310  |

Aufgrund der anfänglichen großen Gebietsgewinne des Deutschen Reiches (Kriegsverlauf 1941) mussten die westlich von Moskau gelegenen Fabriken unverzüglich demontiert und die Maschinen in der Uralregion, Westsibirien und der Wolgaregion in improvisierten Hallen wieder aufgestellt werden. An der Evakuierung waren ungefähr 10 Millionen Menschen beteiligt. Das Gesamtvolumen der Transport wurde auf 1,5 Millionen Waggonladungen geschätzt, allein für die Überführung des Stahlwerkes in Saporischschja wurden 8.000 Güterwaggons gebraucht.
Auf die vom Deutschen Reich bis November 1941 eroberten sowjetischen Gebiete entfielen 63 % der Kohleproduktion der Sowjetunion, 58 % der Stahlproduktion, 60 % der Aluminiumproduktion und 41 % der Eisenbahnschienen. Dies führte zunächst zu einem deutlichen Rückgang der sowjetischen Wirtschaftsleistung in den Jahren 1941 und 1942. Ab 1943 gelang es jedoch, die Wirtschaftsleistung des Deutschen Reiches zu übertreffen. Während 1920 nur 15 % des Sozialprodukts für Kriegsmaterial ausgegeben wurden, stieg die Quote bis 1943 auf 55 %. Die Beschäftigung von Frauen in der Industrie stieg in dieser Zeit um 60 % an.
| Vergleich der Militärausgaben und der Konsumausgaben (1940 = 100 %) | 1940 | 1941 | 1942 | 1943 | 1944 |
| ------------------------------------------------------------------- | ---- | ---- | ---- | ---- | ---- |
| Bruttonationaleinkommen                                             | 100  | 92   | 66   | 74   | 88   |
| Industrieproduktion                                                 | 100  | 98   | 77   | 90   | 104  |
| Rüstungsproduktion                                                  | 100  | 140  | 186  | 224  | 251  |
| Landwirtschaftliche Produktion                                      | 100  | 62   | 38   | 37   | 54   |

Der dramatische Rückgang der Lebensmittelproduktion konnten durch Lieferungen im Rahmen des Leih- und Pachtgesetz in keiner Weise ausgeglichen werden und führte zu einer Hungersnot, in der einige alte Menschen und kleine Kinder verhungerten. Die Konsumgüterproduktion, die bereits vor dem Krieg sehr niedrig war, fiel auf 54 % und erreichte erst 1949 wieder das Vorkriegsniveaus. Die Steuern wurden stark erhöht. Zusätzlich wurden die Bürger gezwungen, dem Staat einen Teil ihres Einkommens als Kredit zu geben. 1945 betrugen die Reallöhne lediglich 40 % des Niveaus von 1940. Die große Steigerung der Rüstungsproduktion, während sich alle anderen Wirtschaftsbereiche einschließlich der Landwirtschaft nahezu im freien Fall befanden, bezeugt eine außerordentlich hohe Radikalität der Kriegswirtschaftsadministration in der Sowjetunion.
| Waffenproduktion pro Jahr     | 1941      | 1942      | 1943      | 1944      | 1945    |
| ----------------------------- | --------- | --------- | --------- | --------- | ------- |
| Gewehre                       | 1.567.000 | 4.049.000 | 3.436.000 | 2.450.000 | 637.000 |
| Maschinenpistolen             | 90.000    | 1.506.000 | 2.024.000 | 1.971.000 | 583.000 |
| Maschinengewehre              | 106.000   | 356.000   | 459.000   | 439.000   | 156.000 |
| Artillerie                    | 30.000    | 127.000   | 130.000   | 122.000   | 72.000  |
| Mörser                        | 42.300    | 230.000   | 69.400    | 7.100     | 3.000   |
| Panzer und Selbstfahrlafetten | 4.800     | 24.400    | 24.100    | 29.000    | 20.500  |
| Kampfflugzeuge                | 8.200     | 21.700    | 29.900    | 33.200    | 19.100  |
| Kriegsschiffe                 | 62        | 19        | 13        | 23        | 11      |

Die amerikanischen und britischen Waffenlieferungen an die Sowjetunion erhöhten die Kampfstärke der roten Armee erheblich. Nach Schätzungen kamen 10,5 % aller sowjetischen Panzer im Zweiten Weltkrieg und 11 % aller Flugzeuge aus amerikanischer oder britischer Fertigung.

#### Japan

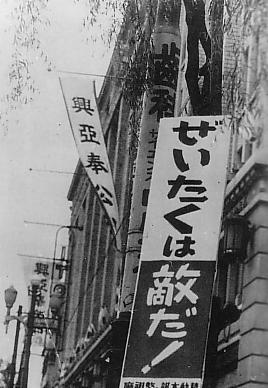
„Luxus ist unser Gegner“: Plakat der Bewegung der nationalen geistigen Mobilisierung

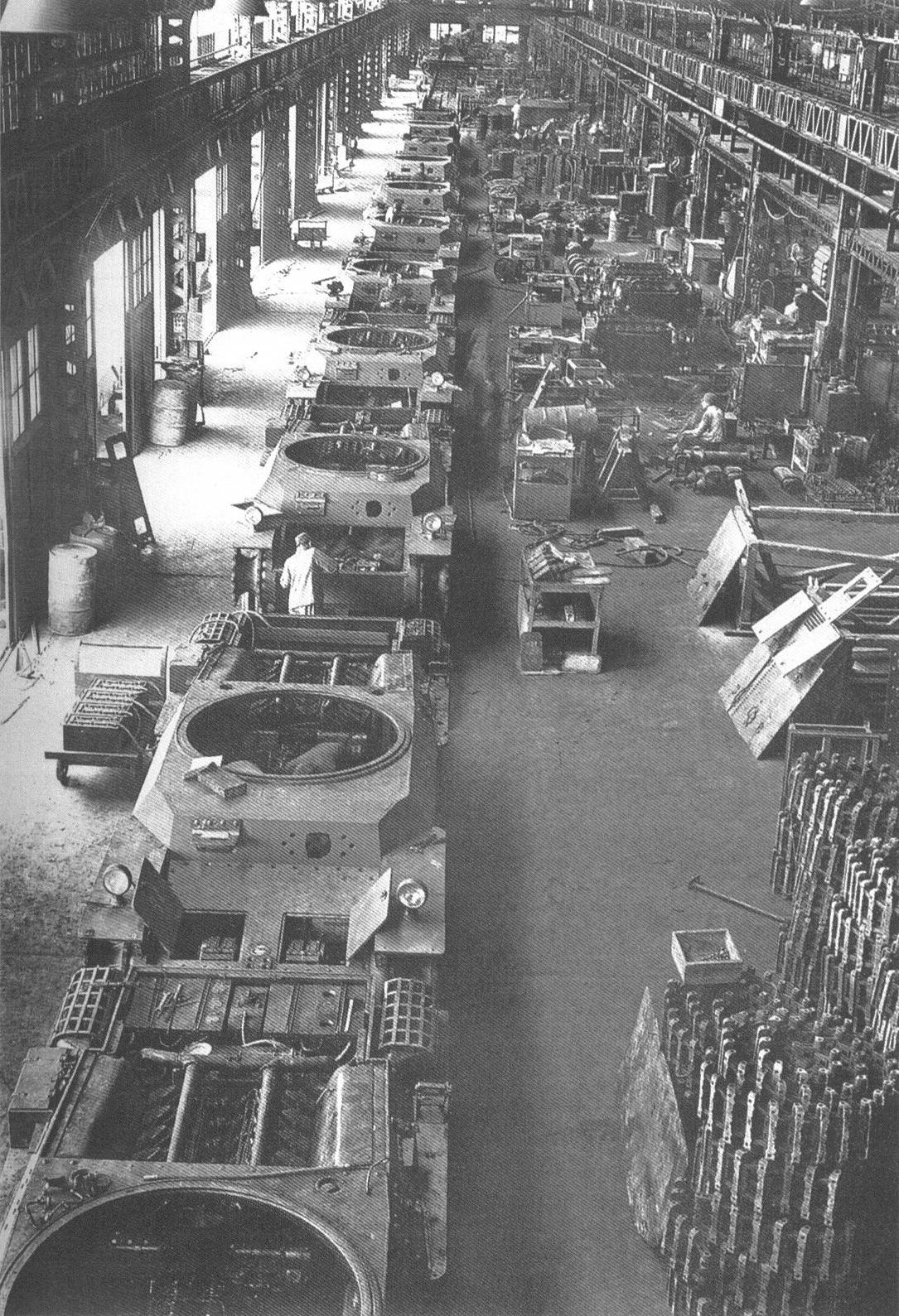
Produktionsstraße für den Typ 3 Chi-Nu (1945)

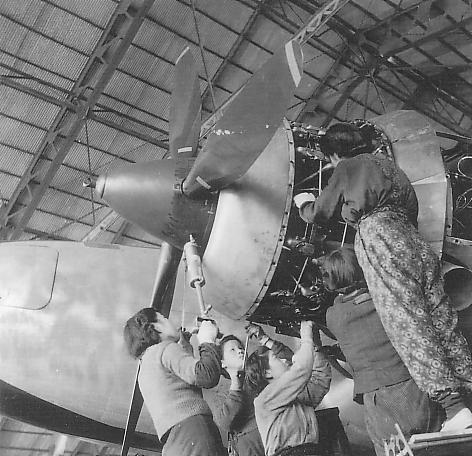
Frauen montieren einen Flugmotor (1944)

Japan konnte auf eine eng mit dem Staat verwobene Rüstungsindustrie zurückgreifen, die bereits seit Anfang des Zwanzigsten Jahrhunderts technisch hochwertiges Material liefern konnte. Die Armee selbst versuchte in der besetzten Mandschurei einen Industrieschwerpunkt für ihren Bedarf zu schaffen. Das Produktionsvolumen der Industrie war jedoch nicht ausreichend, um die vom Heer geforderten Motorisierungsziele zu erreichen. Einem ermittelten Bedarf von 235.000 Motorfahrzeugen stand eine einheimische Fahrzeugproduktion von rund 1.000 pro Jahr im Jahr 1933 entgegen. Die Motorisierung wurde ab 1936 zu Gunsten des Flugzeugbaus für die Heeresluftwaffe zurückgestellt. 1939 produzierte Japan pro Monat 28 Panzer. Im Jahr 1936 konnten die staatseigenen Munitionsfabriken maximal ein Zehntel des berechneten Kriegsbedarfs decken. Aufgrund des Mangels an Munition litt auch die Ausbildung der Artillerie innerhalb des Heeres. Der Anteil der Militärausgaben am Bruttosozialprodukt stieg von 6,8 % in den Jahren 1932–1936 auf 13,2 % im Jahr 1937 und 17,4 % im Jahr 1939.
Bereits zu Kriegsbeginn 1937 hatte das japanische Parlament mit mehreren Gesetzen die Regierung und Militärführung ermächtigt, durch Zuteilung von Kapital, Gütern und der Kontrolle von Ex- und Importen eine zentralisierte Planwirtschaft zum Zweck des Krieges zu errichten. Dem folgte im selben Jahr die Einrichtung einer zentralen, staatlichen Planungskommission. Im Verlauf des Krieges kam es zu einer Verschiebung des Verhältnisses zwischen Schwer- und Leichtindustrie. Der Anteil der Schwerindustrie stieg im Rahmen der Aufrüstung und des Krieges von 38 % im Jahre 1930 auf 73 % im Jahr 1942. Die japanische Regierung führte im März 1938 eine Rationierung für Fahrbenzin ein, was zum Erscheinen von Fahrzeugen mit Holzgasantrieb führte. Allgemeine Preiskontrollen wurden im September 1939 vom Parlament verabschiedet.
Das Shōkōshō (Ministerium für Handel und Industrie) wurde 1943 in das neugegründete Gunjushō (Ministerium für Kriegsmaterial) überführt in dem vergeblichen Versuch, mehr Kontrolle über die Zaibatsu zu erlangen. Damit sollte eine japanische Entsprechung zum 1940 im Deutschen Reich geschaffenen Reichsministerium für Bewaffnung und Munition entstehen, welche die in der Zeit der Breitenrüstung entstandenen Parallelorganisationen zentralisierte.
Die japanische Rüstungsindustrie schaffte es bis einschließlich 1944, den Ausstoß von Kampfflugzeugen zu steigern, die vom Militär als wichtigstes Instrument im Pazifikkrieg angesehen wurden. Die Produktion fiel aufgrund der alliierten Militäroperationen 1945 stark ab. Selbst zu ihren besten Zeiten erreichte der Produktionsausstoß der japanischen Industrie in dieser Sparte nur ein Drittel der US-Produktion.
Die Beschäftigtenzahlen in Industrie und Bau erhöhten sich bis Ende des Krieges um 5 Millionen Arbeiter. Davon kamen 2 Millionen aus niedrigproduktiven Tätigkeiten wie z. B. Hausangestellte. Weitere 3 Millionen kamen aus der Landwirtschaft. Es wird davon ausgegangen, dass die Zahl der Arbeiter in der Landwirtschaft trotzdem nicht sank, da die Ehefrauen und Töchter die Arbeit in der Landwirtschaft fortführten.
Importe für die Zivilproduktion bekamen eine sehr niedrige Priorität. So durfte z. B. Baumwolle für die Textilproduktion nur von Firmen importiert werden, die durch eigene Exporte genug Devisen erwirtschafteten. Als Schwierigkeit erwies sich auch, dass sich Japan Ende der 1930er Jahre noch im Prozess der Industrialisierung befand. 50 % der Bevölkerung arbeiteten noch in der Landwirtschaft. So blieb der Bedarf an Maschinen und Maschinenteilen der wesentliche begrenzende Faktor für die Rüstungsproduktion.
| Vergleich der Militärausgaben und der Konsumausgaben in Mrd. Yen (zu konstanten Preisen von 1940) | 1940 | 1941 | 1942 | 1943 | 1944 |
| ------------------------------------------------------------------------------------------------- | ---- | ---- | ---- | ---- | ---- |
| Bruttonationaleinkommen                                                                           | 39,8 | 40,3 | 40,6 | 45,1 | 49,3 |
| Staatsausgaben                                                                                    | 4,7  | 6,6  | 9,9  | 14,5 | 20,2 |
| Private Kapitalinvestitionen in die Rüstungswirtschaft                                            | 4,5  | 4,3  | 3,4  | 5,1  | 5,3  |
| Konsumausgaben                                                                                    | 26,7 | 26,0 | 23,8 | 22,4 | 18,8 |
| Kriegsausgaben im Ausland                                                                         | 1,0  | 2,2  | 2,5  | 3,4  | 7,1  |

Der Anteil der Rüstungsproduktion am Bruttonationaleinkommen stieg von 17 % im Jahr 1940 auf mehr als 30 % im Jahr 1942 um schließlich 1944 50 % zu erreichen.
| Waffenproduktion pro Jahr     | 1939   | 1940    | 1941    | 1942    | 1943    | 1944    | 1945    |
| ----------------------------- | ------ | ------- | ------- | ------- | ------- | ------- | ------- |
| Gewehre                       | 83.000 | 449.000 | 729.000 | 440.000 | 634.000 | 885.000 | 349.000 |
| Maschinenpistolen             | 0      | 0       | 0       | 0       | 0       | 3       | 5       |
| Maschinengewehre              | 6.000  | 21.000  | 43.000  | 71.000  | 114.000 | 156.000 | 40.000  |
| Artillerie                    | 1.000  | 3.000   | 7.000   | 13.000  | 28.000  | 84.000  | 23.000  |
| Mörser                        | 500    | 1.600   | 1.100   | 1.500   | 1.700   | 1.100   | 300     |
| Panzer und Selbstfahrlafetten | 200    | 1.000   | 1.000   | 1.200   | 800     | 400     | 200     |
| Kampfflugzeuge                | 700    | 2.200   | 3.200   | 6.300   | 13.400  | 21.000  | 8.300   |
| Kriegsschiffe                 | 21     | 30      | 49      | 68      | 122     | 248     | 51      |

#### China
Die Republik China war aufgrund ihres wirtschaftlichen Entwicklungsrückstands auf ausländische Rüstungsgüter angewiesen. Vor dem Beginn des Krieges 1937 gab es einheimische Fabriken zur Produktion von Infanteriewaffen und Munition. Diese konnten vor dem Krieg rund drei Millionen Schuss Munition pro Tag liefern. China erhielt von 1937 bis 1945 Militärhilfe von Deutschland, der Sowjetunion und den Westalliierten. Deutschland lieferte bis zum April 1938 Rüstungsgüter im Wert von 147 Millionen Reichsmark. Die Sowjetunion lieferte bis 1941 82 Panzer, 1526 Motorfahrzeuge, 1.190 Artilleriegeschütze, 9720 MG, 50.000 Gewehre, rund 187 Millionen Schuss Infanteriemunition und 1,87 Millionen Schuss Artilleriemunition. Ab 1941 erhielt China Militärhilfe im Rahmen des US-Lend-Lease-Programms im Umfang von 846 Millionen US-Dollar. Davon entfielen rund 517 Millionen Dollar auf Rüstungsgüter. Neben Rüstungsgütern machten Treibstofflieferungen den Hauptteil der zumeist per Luftfracht verbrachten Militärhilfe aus. Die Blockade der chinesischen Küste und der Burmastraße durch Japan verhinderte dabei über lange Zeit einen großvolumigen Transport der Rüstungsgüter. Dementsprechend erhielt China bis 1944 mit maximal 1,4 Prozent des Volumens des Lend-Lease-Programms nur einen minimalen Teil der gesamten US-Auslandshilfe im Krieg. 1945 stieg dieser Anteil am Programm auf 8 % an als die Burmastraße wieder frei wurde. Die US-Militärhilfe überstieg das Volumen der sowjetischen Militärhilfe, so kamen 1.394 von 2.351 Flugzeugen, welche die chinesische Luftwaffe aus dem Ausland erhalten hatte, aus den Vereinigten Staaten. Das Lend-Lease-Programm wurde wegen des Chinesischen Bürgerkriegs bis 1947 fortgesetzt und nach dem Ende des Pazifikkriegs noch deutlich ausgebaut.

#### Großbritannien
1939/40 befand sich Großbritannien in der Situation, auf den Krieg nicht vorbereitet gewesen zu sein. Die USA verweigerten zunächst Waffenlieferungen, da man mit einem baldigen Ausscheiden Großbritanniens aus dem Krieg oder sogar mit einer Eroberung rechnete. Churchill wiederum fürchtete, ohne US-Waffenlieferungen eher früher als später mit Hitler verhandeln zu müssen. Erst die gewonnene Luftschlacht um England machte den Weg frei für Waffenlieferungen nach dem im Februar 1941 verabschiedeten Leih- und Pachtgesetz.
Das Niveau der deutschen Rüstungsproduktion wurde auch in Großbritannien zunächst stark überschätzt. Das Deutsche Reich hatte bis Ende 1941 das Hauptaugenmerk auf die Breite der Rüstungsendfertigung gelegt, die Ausweitung der Produktionsanlagen und eine Modernisierung des Maschinenparks war nicht mit letzter Konsequenz vorangetrieben worden. Dadurch konnte Großbritannien, das gleich nach Beginn des Krieges sämtliche Ressourcen für die Kriegsproduktion einsetzte, bereits 1940 die Monatsproduktion des Deutschen Reiches einholen. Um die Kriegswirtschaft maximal voranzutreiben, wurden die verfügbaren Arbeitskräfte nach kriegswirtschaftlichen Prioritäten umverteilt und die Mannstärke der Armee auf 2 Millionen begrenzt. Preise, Investitionen, das Nahrungsmittelangebot und die Kriegs- wie Zivilproduktion wurden staatlicher Aufsicht unterstellt. Zur Planung und Leitung der Kriegswirtschaft wurden führende Kapitalisten in hohe Ämter berufen. Ein Beispiel ist der Industrielle Lord Nuffield der die Flugzeuginstandsetzung leitete. Dieser äußerte am Ende des Krieges:

„Ungeachtet jeder gegenteiligen Aussage haben Industrielle, die entweder in ihren eigenen Betrieben arbeiteten oder zeitweise Ministerien zugeteilt waren, und nicht die Berufspolitiker die notwendige Wiederaufrüstung dieses Landes fertigungstechnisch geplant und durchgeführt.“

Bei den Rüstungsanstrengungen konnte Großbritannien nicht nur auf Importe aus den Kolonien (die 42 % des britischen Handels ausmachten), sondern auch aus den USA und vielen anderen Ländern zurückgreifen. Dabei stellte sich jedoch schnell ein Zahlungsproblem ein. Da jede freie Ressource in die Kriegswirtschaft investiert wurde, sank die Produktion von exportierbaren Gütern auf nahe Null. Die gesamte Konsumgüterproduktion sank um 21 % unter das Vorkriegslevel.
Nach Einschätzung des Wirtschaftshistorikers Alan Milward war für die britische Kriegswirtschaft der Faktor Arbeitskräfte der begrenzende Faktor. Anders als im Deutschen Reich hatte Großbritannien keine Gastarbeiter angeworben.
| Waffenproduktion pro Jahr     | 1939   | 1940    | 1941    | 1942      | 1943      | 1944    | 1945    |
| ----------------------------- | ------ | ------- | ------- | --------- | --------- | ------- | ------- |
| Gewehre                       | 18.000 | 81.000  | 79.000  | 595.000   | 910.000   | 547.000 | 227.000 |
| Maschinenpistolen             | 0      | 0       | 6.000   | 1.438.000 | 1.572.000 | 672.000 | 231.000 |
| Maschinengewehre              | 19.000 | 102.000 | 193.000 | 284.000   | 201.000   | 125.000 | 15.000  |
| Artillerie                    | 1.000  | 10.000  | 33.000  | 106.000   | 118.000   | 93.000  | 28.000  |
| Mörser                        | 1.300  | 7.600   | 21.700  | 29.200    | 17.100    | 19.000  | 5.000   |
| Panzer und Selbstfahrlafetten | 300    | 1.400   | 4.800   | 8.600     | 7.500     | 4.600   | 2.100   |
| Kampfflugzeuge                | 1.300  | 8.600   | 13.200  | 17.700    | 21.200    | 22.700  | 9.900   |
| Kriegsschiffe                 | 57     | 148     | 236     | 239       | 224       | 188     | 64      |

#### Vereinigte Staaten

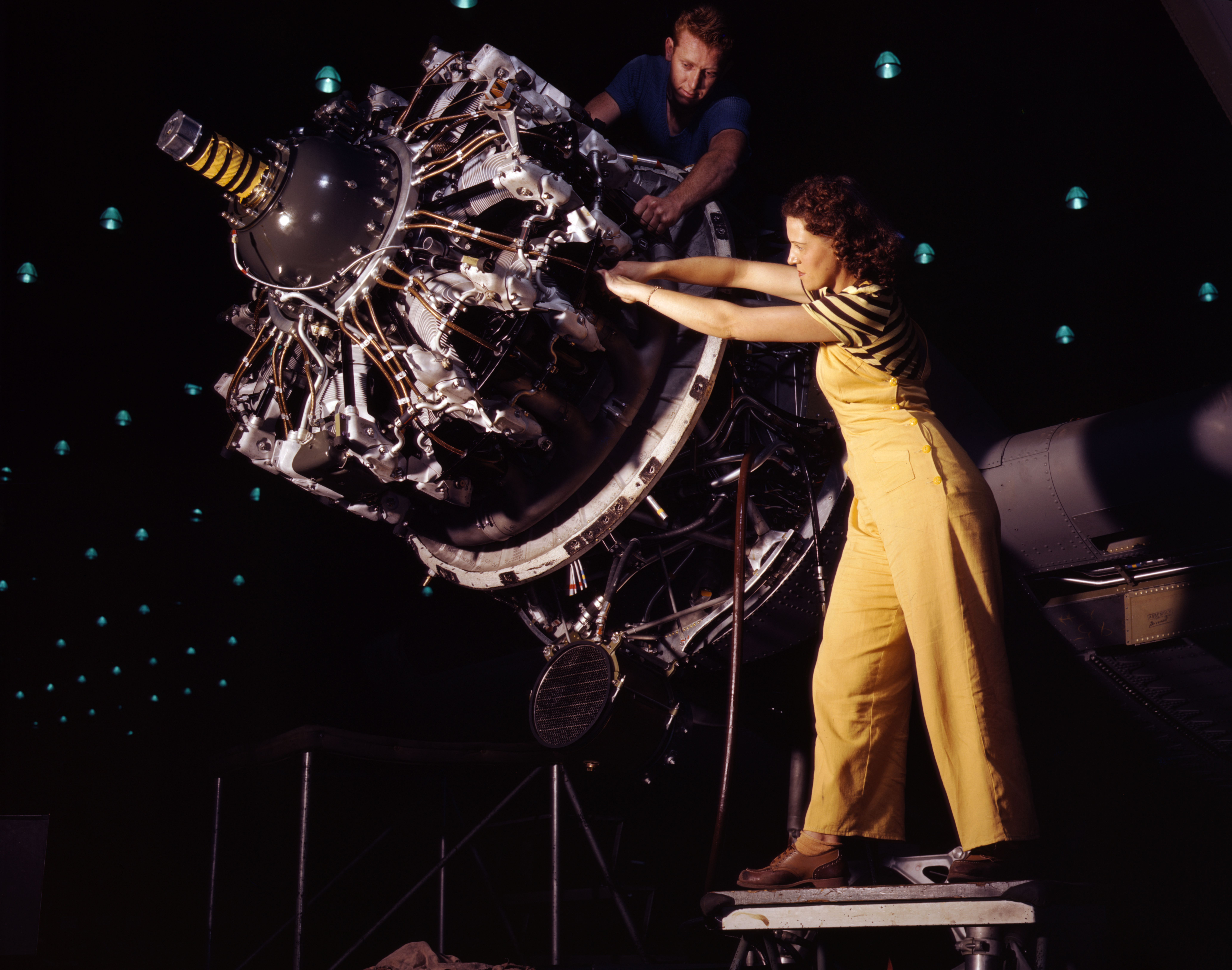
Eine Arbeiterin wird in die Montage eines Pratt & Whitney R-1830-Flugmotor an eine Douglas DC-3/C-47 Skytrain angelernt.

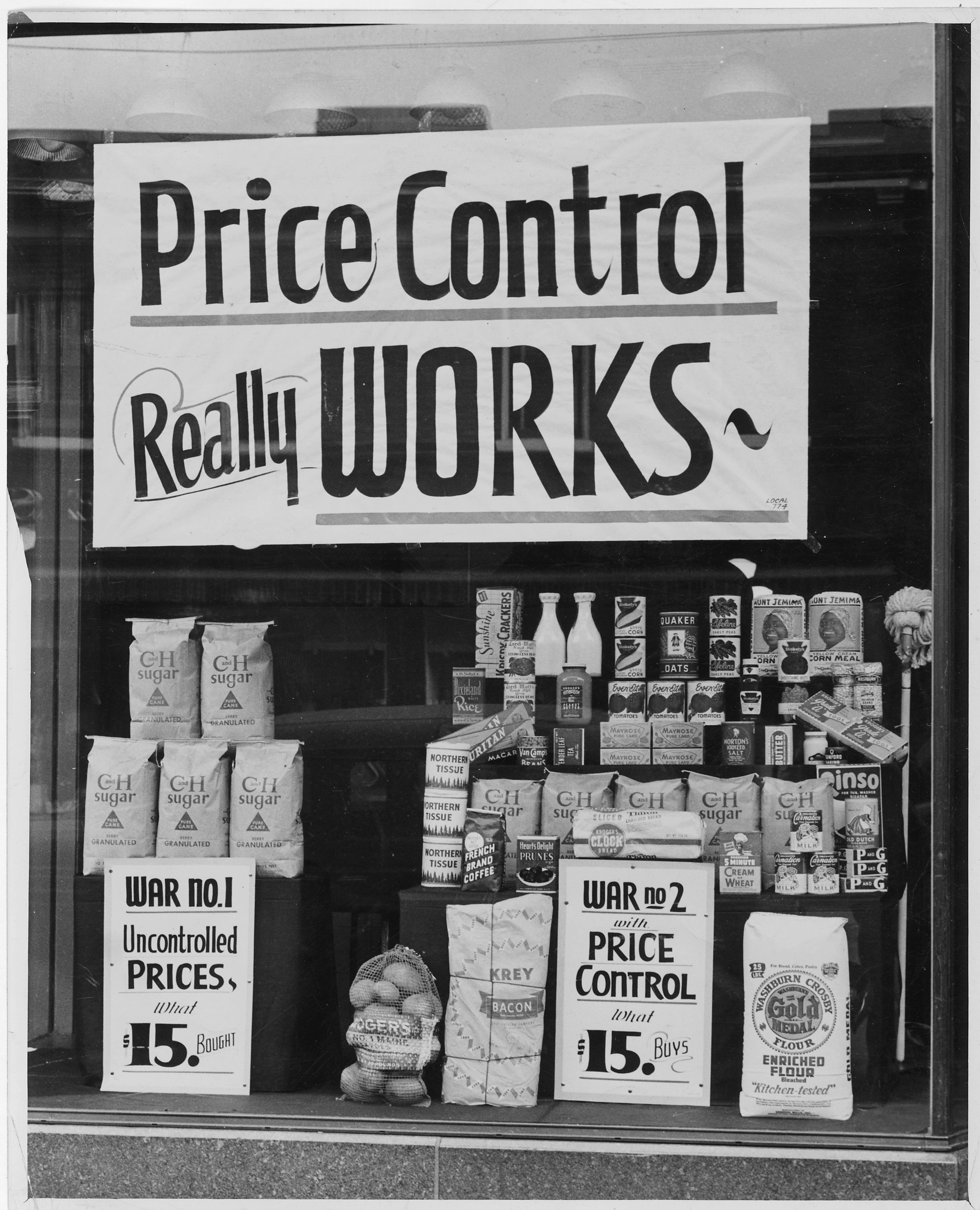
USA: in dem Schaufenster eines Lebensmittelgeschäfts wird für Preiskontrollen geworben.

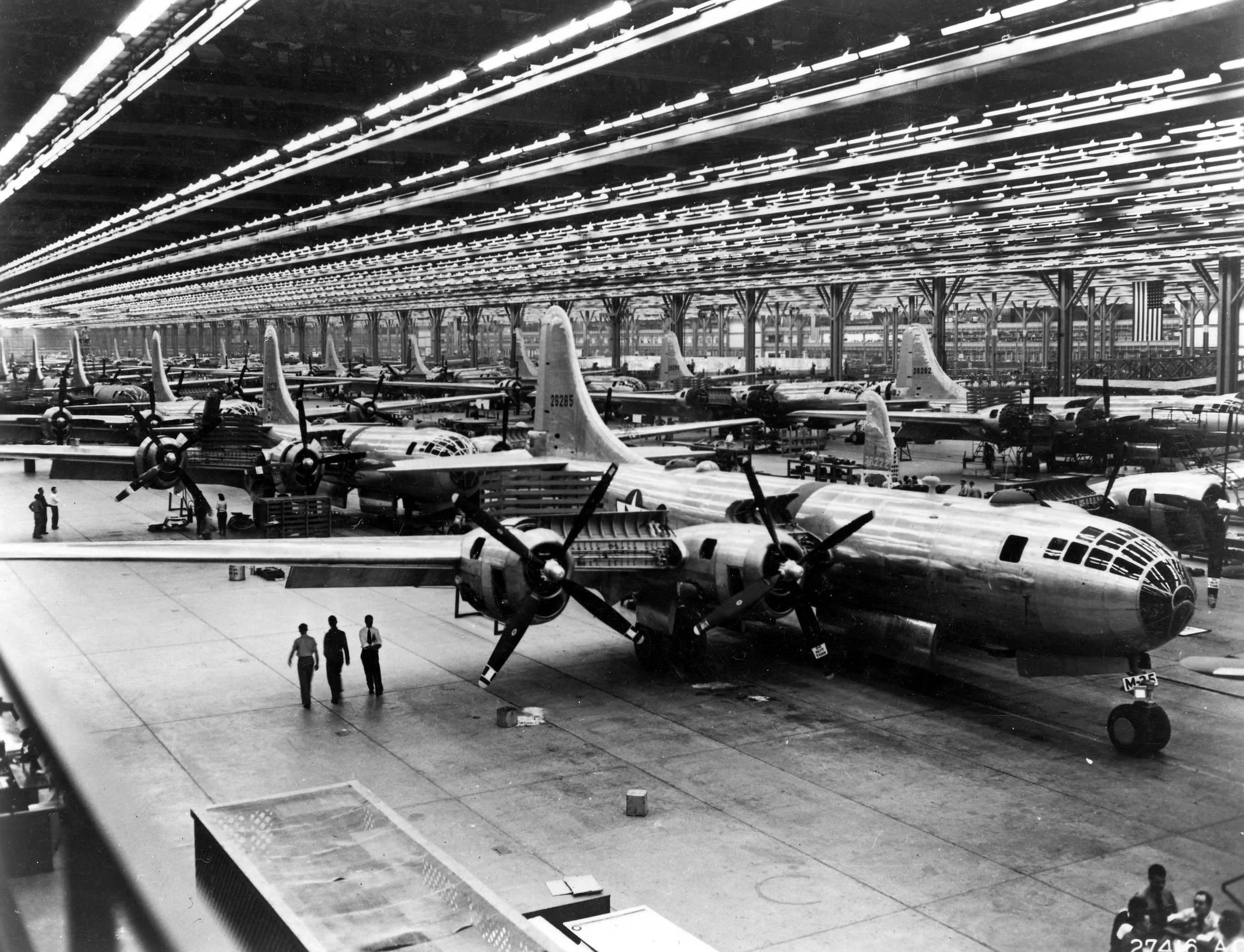
Produktion B-29 „Superfortress“ (1944)

In 1941 hatten viele amerikanische Rüstungsfirmen die Auftragsbücher bereits auf Jahre hinaus gefüllt mit französischen und britischen Aufträgen. Nach der Eroberung Frankreichs trat die britische Regierung auch in die ursprünglich französischen Aufträge ein. Im Februar 1941 wurde das Leih- und Pachtgesetz verabschiedet. Damit konnten insbesondere Großbritannien, die Sowjetunion und China Kriegsmaterial in den USA beantragen und mussten diese erst nach dem Krieg bezahlen. Das Gesamte Volumen der Lend-Lease-Lieferungen von 1941 bis 1945 betrug 32,515 Mrd. $. Davon gingen Güter im Wert von 13,842 Mrd. $ an Großbritannien und Güter im Wert von 9,478 Mrd. $ an die Sowjetunion. Das Volumen der gesamten Exporte nach Großbritannien, einschließlich der Lend-Lease-Lieferungen, betrug 15,956 Mrd. $. In die Sowjetunion erfolgten praktisch keine Exporte außerhalb des Leih- und Pachtgesetzes.
Die USA verfügten bis zu ihrem Kriegseintritt in den Zweiten Weltkrieg über eine starke Marine, aber nur unbedeutende Armee. Ein kleiner Teil ihrer Flotte, zudem veraltete Schlachtschiffe, war beim Angriff auf Pearl Harbor vernichtet worden. Nach Kriegseintritt der USA waren ihre Streitkräfte zunächst nur bei der Schlacht um die Philippinen an einer größeren Abwehrschlacht beteiligt. Präsident Franklin D. Roosevelt war im Januar 1942 der Meinung, das übergeordnete Ziel sei es, dass so wenige US-Soldaten wie möglich ihr Leben lassen müssten. Für eine Kriegsbeteiligung der USA vor allem durch eine hohe Produktion von Kriegsmaterial lasse sich viel eher eine Unterstützung der skeptischen Bevölkerung gewinnen als durch das Ertragen einer hohen Last an Kriegsopfern. Die weitere Logik einer großen Kriegsproduktion bestand also darin, dass die US-Armee erst dann in die Schlacht ziehen werde, wenn eine deutliche materielle Überlegenheit hergestellt sei.
Die Regierung musste schon bald feststellen, dass auch die große US-Wirtschaft ein solches Aufrüstungsprogramm nicht tragen konnte, ohne dass Engpässe auftreten würden. Bedingt durch die bedeutenden Auftragssummen an die Kriegswirtschaft kam es schon bald zu Engpässen bei der Produktion von Rohmaterial, insbesondere bei Kupfer, Aluminium und Stahl, sowie zu einer Knappheit an Arbeitskräften. Die Unternehmen litten unter knappen Ressourcen, sodass zunächst viele Produkte nur unvollständig gefertigt werden konnten. Daraufhin wurde 1942 das War Production Board damit beauftragt, Rechte zum Ankauf knapper Ressourcen wie Material, Personal und Produktionsmittel nach rüstungswirtschaftlichen Kriterien an die Industrie zu verteilen.
Das Aufrüstungsprogramm sorgte bereits Anfang 1942 für Vollbeschäftigung. Die letzten noch durch die Weltwirtschaftskrise arbeitslos gewordenen Arbeitsfähigen fanden Arbeit in der Rüstungsproduktion, ebenso die vom Dust Bowl betroffenen ehemaligen Farmer. Darüber hinaus ging die Industrie dazu über, zunehmend auch Hausfrauen, Schwarze und verarmte Landwirte zu beschäftigen. Die Firmen begannen, sich gegenseitig Arbeitskräfte mit immer höheren Lohnversprechen abzuwerben. Die Inflation stieg stark an. Im April 1942 wurde die unbeliebte General Maximum Price Regulation („General Max“) erlassen. Mit dieser wurde ein Verbot von Preiserhöhungen verordnet. Löhne durften nur so stark ansteigen wie die Lebenshaltungskosten („Little Steel Formula“). Die Gewerkschaften mussten zusagen, bis Kriegsende keine Streiks durchzuführen. Die Löhne waren um 65 % gestiegen, hauptsächlich allerdings aufgrund des Lohnausgleichs für verlängerte Arbeitszeiten. Die Gewerkschaften verzichteten zwar darauf, höhere Reallöhne zu fordern, sie setzten aber erstmals durch, dass finanzstarke Unternehmen ihren Arbeitern Krankenversicherungsschutz verschafften. Mit dem Emergency Price Control Act of 1942 wurde das Office of Price Administration geschaffen, um durch Preiskontrollen die durch hohe Staatsneuverschuldung bedingte Inflation im Griff zu halten. Bis Kriegsende stiegen die Preise um 28 % (verglichen mit 100 % im Ersten Weltkrieg).
Die Erringung der Lufthoheit und die Niederlage der Wehrmacht in der Schlacht von Stalingrad änderten die US-Kriegsplanungen. Bis dahin war man davon ausgegangen, dass die Sowjetunion zusammenbrechen würde. Es war daher geplant, zunächst eine Armee in der Stärke von 215 Divisionen aufzustellen, bevor die USA in den europäischen Teil des Zweiten Weltkrieges eingreifen würden. Nachdem klar wurde, dass die Sowjetunion standhalten würde, wurde die Aufrüstungsplanung auf 90 US-Divisionen mit maximaler Unterstützung durch Panzer, Kriegsflugzeuge und Artillerie heruntergeschraubt, sodass die USA noch im selben Jahr in den europäischen Krieg eintreten konnten.
1939 machte die Rüstungsproduktion 2 % der Gesamtproduktion aus, 1941 10 % und 1943 40 %. Trotzdem stieg auch das Volumen der Verbrauchsgüterproduktion und der Dienstleistungen an Verbraucher von 1939 auf 1944 um insgesamt 12 %.
Eine durchschnittliche Fabrikanlage wurde 1939 40 Stunden pro Woche genutzt. 1944 waren 18,7 Millionen Menschen mehr in Arbeit und eine durchschnittliche Fabrikanlage wurde 90 Stunden pro Woche genutzt. Nach Schätzung des War Production Board erhöhte sich die Arbeitsproduktivität eines durchschnittlichen Arbeiters von 1939 auf 1944 um 25 %. Dies ging z. T. auf eine Erhöhung der wöchentlichen Arbeitszeit zurück, z. T. aber auch durch Skaleneffekte, Kapitalinvestitionen in mehr Maschinen und neue Anlagen und ein besserer Informationsaustausch. Im Jahr 1944 entfielen auf die USA 40 % der weltweiten Rüstungsgüterproduktion. Dies beruhte nicht zuletzt darauf, dass die Arbeitsproduktivität pro Arbeiter in den USA doppelt so hoch war wie im deutschen Reich und fünfmal so hoch wie in Japan.
Bedingt durch die technologische Führung im Flugzeugbau erwies sich die amerikanische Curtiss P-40 als für den Kriegseinsatz sehr geeignet. Diese technologische Führung wurde während des Krieges noch ausgebaut, vor allem durch die Entwicklung der Langstreckenbomber. In der Panzerproduktion fehlte hingegen Erfahrung. Hier wurden zunächst schwach gepanzerte M4 Sherman mit normalem Fahrzeugmotor gebaut, die zwar schnell und wendig waren, in Panzerschlachten allerdings deutlich unterlegen. Als die Panzerung verstärkt wurde, stellte sich heraus, dass der Motor zu schwach war. Erst 1944 produzierten die USA und Großbritannien Panzer, deren Panzerung den schweren deutschen oder russischen Panzern entsprachen.
| Waffenproduktion pro Jahr     | 1941   | 1942      | 1943      | 1944      | 1945      |
| ----------------------------- | ------ | --------- | --------- | --------- | --------- |
| Gewehre                       | 38.000 | 1.542.000 | 5.683.000 | 3.489.000 | 1.578.000 |
| Maschinenpistolen             | 42.000 | 651.000   | 686.000   | 348.000   | 207.000   |
| Maschinengewehre              | 20.000 | 662.000   | 830.000   | 799.000   | 303.000   |
| Artillerie                    | 3.000  | 188.000   | 221.000   | 103.000   | 34.000    |
| Mörser                        | 400    | 11.000    | 25.800    | 24.800    | 40.100    |
| Panzer und Selbstfahrlafetten | 900    | 27.000    | 38.500    | 20.500    | 12.600    |
| Kampfflugzeuge                | 1.400  | 24.900    | 54.100    | 74.100    | 37.500    |
| Kriegsschiffe                 | 544    | 1.854     | 2.654     | 2.247     | 1.513     |

#### Kanada und Australien
Die kanadischen Divisionen wurden weitgehend von Großbritannien mit Material versorgt. Kanada selbst produzierte kein technisch anspruchsvolleres Rüstungsmaterial. Die Flugzeugproduktion stieg von 40 (1939) auf 4.000 (1944), wobei es sich weitgehend um Kopien britischer Flugzeuge handelte. Kanada und Australien produzierten hauptsächlich Schiffe, Munition und Handfeuerwaffen nach britischen oder amerikanischen Anforderungen.

## Rohstoffe und Nahrungsmittel

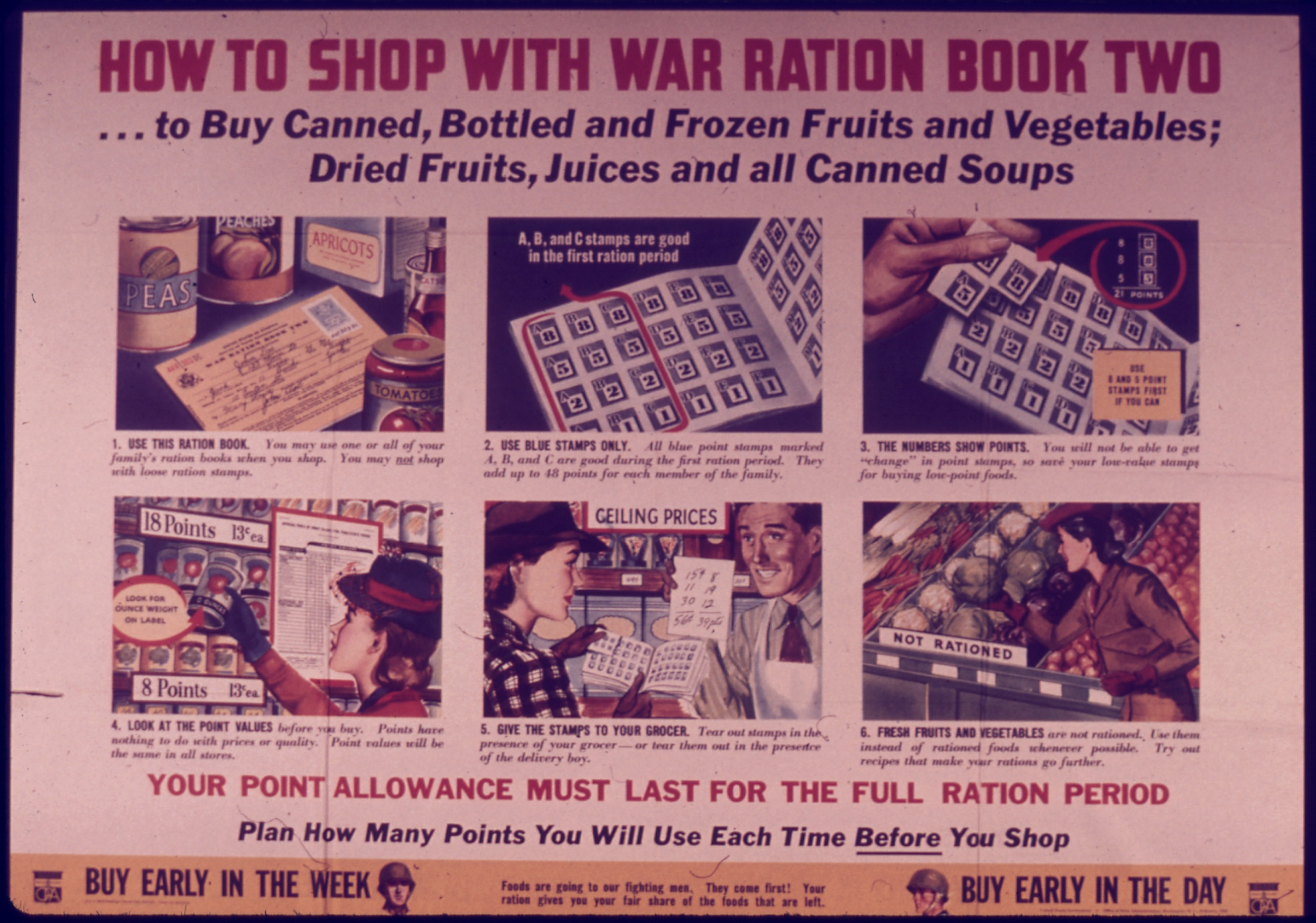
Lebensmittelrationierung in den USA

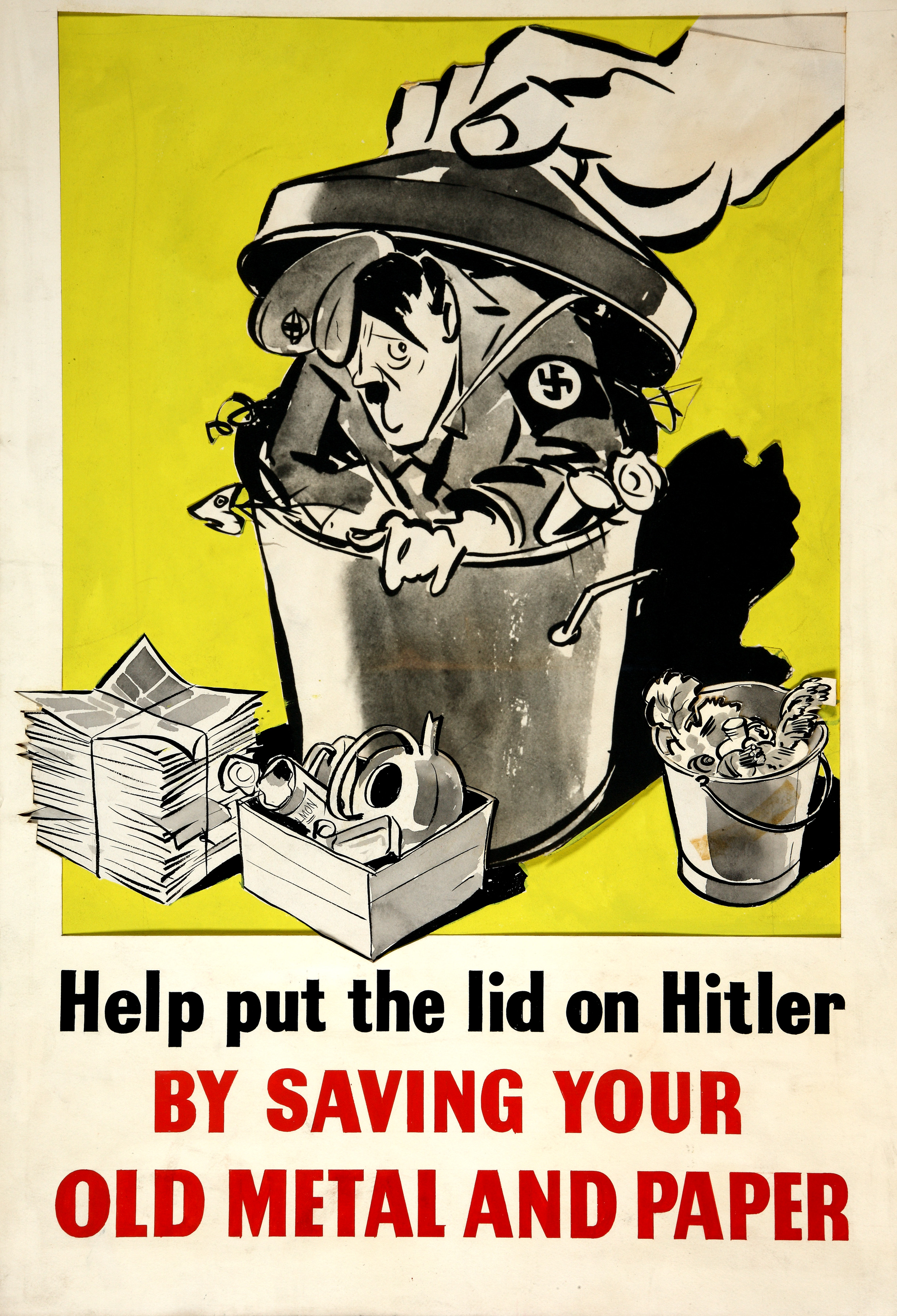
Wegen Rohstoffknappheit ruft ein britisches Propagandaplakat dazu auf Altmetall und Papier zu sammeln.

### Überblick Nahrungsmittel
Wie schon im Ersten Weltkrieg wurde auch im Zweiten Weltkrieg nicht vorhergesehen, dass der Lebensmittelbedarf kriegsbedingt ansteigt. Durch die Vollbeschäftigung erhöhte sich die Zahl der Arbeiter und Angestellten, im Deutschen Reich erhöhte sich die Zahl der Arbeiter zudem noch um 7 Millionen Fremdarbeiter, längere Arbeitszeiten und die Einsätze der Soldaten erhöhten den Energieverbrauch und den Lebensmittelbedarf. Höhere Einkommen erhöhten noch zusätzlich die Nachfrage nach Lebensmitteln. Gleichzeitig wurde der Welthandel gestört, z. T. durch Feindeinwirkung, z. T. auch einfach durch die Knappheit von Schiffskapazitäten. So kam es zu drastischen Rationierungen von Fleischwaren in Großbritannien, obwohl Australien und Argentinien Fleischprodukte für den Export produzierten. Argentinien konnte seinen Mais nicht mehr exportieren, weil er zu viel Schiffsvolumen erforderte. Stattdessen wurden Schweine mit dem Mais gemästet und dann als Dosenfleisch in die USA exportiert. In den USA musste die Getreideproduktion erhöht werden, obwohl in Argentinien Getreideüberschüsse nur noch als Brennstoff verwendet werden konnten. Erschwerend kam hinzu, dass die Lebensmittelproduktion bereits vor dem Krieg nur auf eine von den Entbehrungen der Weltwirtschaftskrise gezeichnete Bevölkerung angepasst war.
Ein großes Problem war es, dass es 18 Monate dauert, bis auf eine geplante und in Angriff genommene Erweiterung der landwirtschaftlichen Produktion die Ernte folgt. Eine übliche Strategie, Hungertote zu verhindern, war die Lebensmittelrationierung z. B. über Lebensmittelmarken.
Eine Strategie, den Bedarf an Nahrungsenergie der Bevölkerung kurzfristig besser zu bedienen, war es, die Fleischproduktion (insbesondere Schweine) zu verringern und den für die Fleischproduktion benötigten Weizen und Mais direkt an die Bevölkerung zu verkaufen. Andererseits können Milchkühe und Schafe von Weideflächen ernährt werden, die für den Anbau von Kulturpflanzen nicht geeignet sind. Eine weitere Strategie war es, den Kartoffelanbau auf Kosten des Weizenanbaus zu erhöhen, da Kartoffeln einen deutlich höheren Flächenertrag bringen. Der Zuckerrübenanbau ergibt einen noch höheren Flächenertrag, benötigt aber auch fünfmal so viel Dünger. Die Situation wurde aber durch die Arbeitskräfteknappheit verkompliziert. In der hochtechnisierten britischen Landwirtschaft war der Kartoffelanbau zweieinhalb mal arbeitsintensiver als der Weizenanbau. Die Haltung von Milchkühen war fünfmal arbeitsintensiver als die Haltung von Schweinen. Mit diesen Problemen konnten Industrieländer, die über ausreichend Flexibilität und Kapital verfügten, besser zurechtkommen als Entwicklungsländer mit einem hohen Anteil an Subsistenzwirtschaft. So führten die verringerten Importmöglichkeiten von Düngemitteln in Indien und Ägypten zu einer proportional niedrigeren Lebensmittelproduktion. In Großbritannien dagegen erhöhte sich der Ausstoß an Nahrungsenergie der Landwirtschaft von 14,7 Milliarden kcal vor dem Krieg auf 28,1 Milliarden kcal 1943/44. Das bewirtschaftete Ackerland erhöhte sich um 66 %, die Fleischproduktion verringerte sich um 69 %, die Weizenproduktion erhöhte sich um 200 %.
Ein wichtiger Ausgangsstoff für Sprengstoffe und Dünger ist Ammoniak, das im Zweiten Weltkrieg weltweit überwiegend im Haber-Bosch-Verfahren industriell hergestellt wurde. In dem Maß, in dem Ammoniak prioritär der Rüstungswirtschaft zugeteilt wurde, musste die Düngemittelproduktion zurückstehen, mit entsprechenden Folgen für die Lebensmittelproduktion. Hinzu kam, dass Phosphat vor dem Krieg aus Nordafrika importiert worden war, was die Kontinentalblokade während des Kriegs weitgehend unmöglich machte.
Obwohl die Schweiz nicht am Krieg beteiligt und neutral war, musste auch dort mit dem Plan Wahlen eine drastische Steigerung der heimischen Lebensmittelproduktion und der Lebensmittelrationierung umgesetzt werden, da sich die Möglichkeiten zum Lebensmittelimport drastisch verschlechterten.

### Deutsches Reich
Nach dem Vierjahresplan sollte das Deutsche Reich bis Anfang 1940 kriegsbereit sein. Dazu wurde neben der Rüstungsproduktion auch die Rohstoffproduktion stark ausgeweitet. Die Eisenerzförderung wurde versechsfacht, gleichzeitig versechsfachte sich aber auch der Eisenbedarf, so dass die heimische Produktion konstant nur 40 % des Bedarfs decken konnte. Die Reichswerke Hermann Göring wurden gegründet, um mit relativ hohem Aufwand die unter heutigen Bedingungen als nicht abbauwürdig zu bewertenden Unterkreide-Eisenerze der Salzgitterregion zu verhütten. Um die deutschen Hochöfen ganzjährig mit hochwertigen Eisenerzen versorgen zu können, besetzten 1940 deutsche Truppen den norwegischen Hafen Narvik. Über diesen eisfreien Hafen werden mit der Erzbahn transportierte, hoch eisenhaltige Erzkonzentrate aus der schwedischen Lagerstätte Kiruna verschifft, da der schwedische Hafen Luleå im Winter monatelang durch Eis auf der Ostsee blockiert wird. Der schwedische Historiker Rolf Karlbom eröffnete 1965 eine Debatte, dass Schweden den Ausbruch des Zweiten Weltkrieges hätte verhindern oder vorzeitig beenden können. Ohne die schwedischen Erzlieferungen zwischen dem Kriegsbeginn im September 1939 und der Eroberung der Erzlagerstätten in Luxemburg und Lothringen im Juni 1940, wäre die deutsche Stahlerzeugung zusammengebrochen. Alan Milward bzw. Jörg-Johannes Jäger wandten dagegen ein, mit von Deutschland angelegten reichhaltigen Erzvorräten, Beute in der Tschechoslowakei und Polen und neuen Produktionsverfahren hätte auch eine Durststrecke überwunden werden können. In einer Replik bezweifelte Karlbom die theoretischen Überlegungen und die Bedeutung der deutschen Erzvorräte. Klaus Wittmann stellte abschließend fest, dass der Grad der deutschen Abhängigkeit von den schwedischen Erzen von deutscher und britischer Seite, aber auch von einem großen Teil der Forschung überschätzt worden sei und sich die vagen Kategorien wie „Bedeutung“ und „Auslandsabhängigkeit“ nicht allein durch prozentuale Importanteile ausdrücken lassen.
Das Reich verfügte nur über beschränkte Devisenreserven. Zudem rechnete die Reichsregierung damit, dass das Reich ab Kriegsbeginn vom Welthandel und den Kapitalströmen weitgehend abgeschnitten sein würde. Deshalb wurden Produktionsanlagen gebaut- bzw. ausgebaut, um für die Kriegswirtschaft wichtige Rohstoffe synthetisch herzustellen (Autarkiewirtschaft). Ammoniak, ein wichtiger Ausgangsstoff für Sprengstoffe und Dünger, wurde bereits seit 1914 im Haber-Bosch-Verfahren preisgünstig hergestellt, die Produktionskapazitäten wurden vervielfacht. Die Produktionskapazitäten zur Herstellung von synthetischem Benzin durch Kohleverflüssigung (z. B. in den Leunawerken im Bergius-Pier-Verfahren oder im Werk BASF Schwarzheide durch Fischer-Tropsch-Synthese) wurden verachtfacht, trotzdem stieg die Deckung des Gesamtbedarfs durch einheimische Produktion nur von 30 % auf 43 %. Mit der Produktion von Synthesekautschuk wurde nach der Fertigstellung der Buna-Werke 1936 begonnen. Die Buna-Werke deckten 20 % des gesamten Kautschukbedarfs. Benzin und Kautschuk, synthetisch hergestellt, waren um ein Vielfaches teurer als entsprechende importierte Rohstoffe. Der Walfang wurde intensiviert, um den Fettbedarf zu decken und Glycerin für die Sprengstoffherstellung zu gewinnen. Die Bekleidungsindustrie stellte anteilig immer mehr Uniformen her, während die Rohstoffe für andere Produkte knapp wurden.
Auch die landwirtschaftliche Produktion wurde erhöht, so dass der Bedarf an Lebensmitteln 1939 zu 83 % durch heimische Produktion gedeckt werden konnte. Der Selbstversorgungsgrad an tierischen und pflanzlichen Fetten konnte aber nur geringfügig gesteigert werden (von 53 % 1933/34 auf 57 % 1938/39), so dass eine deutliche Fettlücke blieb.
Einige Rohstoffe konnte das Deutsche Reich weder im eigenen Land noch in besetzten Gebieten abbauen, für die Produktion von hochfestem Stahl wurde z. B. Mangan, Nickel und Chrom benötigt sowie für Werkzeuge zum Schneiden hochfester Materialien Wolfram und Industriediamanten. Weil diese jedoch nur in kleineren Mengen benötigt und vor dem Krieg größere Vorräte angelegt worden waren, bewirkte die alliierte Handelsblockade hier keinen entscheidenden strategischen Vorteil. Hinzu kam, dass bei Knappheit eines nicht ersetzbaren Gutes der Preis steigt, was Schmuggel attraktiver macht.
Insgesamt konnte das Ziel einer Autarkie trotz großer Anstrengungen nicht erreicht werden. Kurz vor dem Krieg wurden Vorräte an kriegswichtigen Rohstoffen und Lebensmitteln angelegt, die den Gesamtbedarf sechs Monate lang decken konnten. Die Reichsführung war sich im Klaren darüber, dass ein längerer Krieg zu kritischen Knappheiten führen musste, weshalb ein erfolgreicher „Blitzkrieg“ als einzig realistische Strategie angesehen wurde.
Laut der hochgeheimen Ausarbeitung „Möglichkeiten einer Großraumwehrwirtschaft unter deutscher Führung“ vom Juli/August 1939 des Reichsamtes für Wirtschaftsausbau mussten für die Blockadesicherheit eines unter deutscher Führung stehenden Großwirtschaftsraumes für ein in den nächsten Jahren eintretenden Kriegsfall, 30 wehrwirtschaftlich bedeutende Rohstoffe beschafft werden. Dazu mussten laut den Verfassern, die Slowakei, Italien, Spanien, Ungarn, Jugoslawien, Rumänien, Bulgarien, Schweden, Norwegen, Finnland, die baltischen Staaten und möglicherweise auch Polen, die Ukraine, die Türkei, Griechenland, Portugal und Französisch-Westafrika in eine produktionstechnische und lieferungsmäßige Unterordnung gebracht werden. Nach Dietrich Eichholtz muss diese Ausarbeitung als die wichtigste wirtschaftspolitische Stellungnahme zur Kriegsvorbereitung und zur Kriegszielplanung gelten.
Bereits der kurze Westfeldzug hatte die Grenzen von Autarkiebestrebungen aufgezeigt. Zum Jahreswechsel 1939/40 kam es zu verschiedenen, die Kriegswirtschaft beschränkenden Knappheiten, insbesondere bei Eisen und Gummi. Noch kritischer war die Knappheit der Transportkapazitäten. Wegen des Mangels an Eisen war der Bau neuer Lokomotiven und Güterwagen verboten worden, obwohl die stark gestiegene Wirtschaftstätigkeit einen Ausbau der Transportkapazitäten um 10–15 % erfordert hätte. Infolge der Transportverzögerungen kam es immer wieder zu Produktionsstillständen.
Der deutsch-sowjetische Nichtangriffspakt ermöglichte den Abschluss eines Handelsabkommens mit der Sowjetunion, der den Import von Lebensmitteln, Tierfutter, und Rohstoffen ermöglichte. Die sowjetischen Rohstoffelieferungen waren für die deutsche Kriegsführung unentbehrlich. 1940 bezog Deutschland 74 % seiner importierten Phosphate, 67 % seines Asbests, 64 % seines Chromeisens, 55 % seines Mangans, 40 % seines Nickels und 34 % seines Rohöls aus der Sowjetunion. Mangan, Nickel und Chrom waren für die Produktion von hochwertigen Stahl-Legierungen für Rüstungszwecke unerlässlich. Zum Missfallen Hitlers verlangte die Sowjetunion als Gegenleistung hochwertige Maschinen und Apparate, Fahrzeuge und Waffen. Dies band nicht nur Kapazitäten, die der deutschen Rüstungsproduktion damit nicht mehr zur Verfügung standen, sondern half auch dem „Erbfeind“ bei der Industrialisierung. Mit dem Unternehmen Barbarossa sollten die sowjetischen Bodenschätze und Nahrungsmittel zum Zwecke der Ausbeutung direkt unter deutsche Kontrolle gelangen. Mit der Invasion in die Sowjetunion endete der friedliche Handel. Damit waren die Achsenmächte fast vollständig vom Welthandel abgeschnitten.
Hitler erklärte am 20. Juni 1941:

„Der Verlauf des Krieges zeigt, daß wir in unseren autarkischen Bestrebungen zu weit gegangen sind. Es ist unmöglich, alles, was uns fehlt, durch synthetische Verfahren oder sonstige Maßnahmen selbst herstellen zu wollen. Es ist zum Beispiel unmöglich, daß wir unsere Treibstoffwirtschaft so ausbauen, daß wir uns ganz auf sie fundieren können. Diese ganzen autarkischen Bestrebungen nehmen einen Riesenmenschenbedarf in Anspruch, der einfach nicht gedeckt werden kann. Man muß einen anderen Weg gehen und muß das, was man benötigt und nicht hat, erobern. Der Menscheneinsatz, der dazu einmalig notwendig ist, wird nicht so groß sein wie der Menscheneinsatz, der für die Betreibung der betreffenden synthetischen Werke laufend benötigt wird. Das Ziel muß also sein, sich alle die Gebiete, die für uns wehrwirtschaftlich von besonderem Interesse sind, durch Eroberung zu sichern.“

| Produktion in tausend metrischen Tonnen. | 1939    | 1940    | 1941    | 1942    | 1943    | 1944    |
| ---------------------------------------- | ------- | ------- | ------- | ------- | ------- | ------- |
| Stahl                                    | 23.733  | 21.540  | 28.233  | 28.744  | 30.603  | 25.853  |
| Benzin                                   | -       | 3.963   | 4.849   | 5.620   | 6.563   | 4.684   |
| Synthetisches Gummi                      | 22      | 39      | 71      | 101     | 119     | 93      |
| Kohle                                    | 240.300 | 267.700 | 315.500 | 317.500 | 340.400 | 347.600 |

### Großbritannien

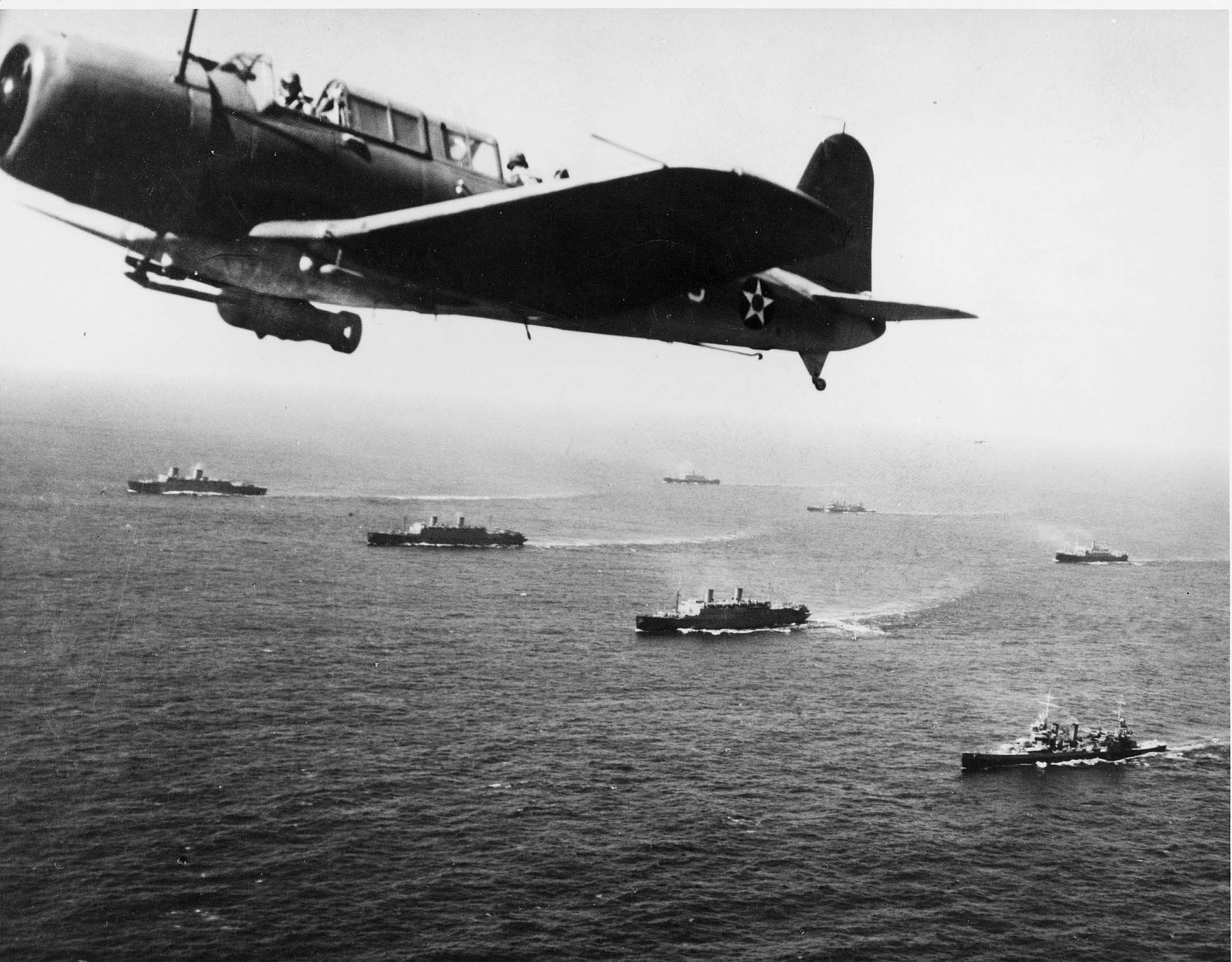
Schiffskonvoi WS-12: In der Luft eine Vought SB2U vom US-amerikanischen Flugzeugträger Ranger auf U-Boot-Patrouille (27. November 1941)

Ein Problem war die hohe Abhängigkeit von Lebensmittel- und Rohstoffimporten, die nur über den Atlantik erfolgen konnten. Das Deutsche Reich versuchte in der Atlantikschlacht, die Importe zu unterbinden. Insbesondere durch den U-Boot-Krieg wurden die Alliierten gezwungen, den Handel im Geleitzugsystem zu sichern. Dies verteuerte den Handel, der Kriegsmarine gelang es jedoch nicht, ihn zu unterbinden.
1939 musste Großbritannien 50 % der benötigten Lebensmittel importieren. Um dem Risiko einer Hungersnot zu begegnen, wurden ab Januar 1940 Süßigkeiten, Fleisch, Butter, Marmelade, Käse, Fette, Speck, Tee, Eier sowie Milchpulver und Eipulver rationiert. Jeder Bürger musste sich bei einem Fleischer und einem Lebensmittelhändler registrieren und durfte unter Einlösung der ihm zugeteilten Coupons eine bestimmte Menge dieser Lebensmittel kaufen. Dies führte unter anderem dazu, dass der Konsum von nicht rationierten gesunden Lebensmittel wie Kartoffeln, Gemüse und Milch zwischen 30 und 40 % anstieg. Weiterhin wurden 1,4 Millionen Kleingärten angelegt um so viel Lebensmittel wie möglich selbst ziehen zu können.

### Vereinigte Staaten
Um trotz des U-Boot-Krieges genug Schiffskapazitäten für Transporte zu haben, wurden mit dem 1940 begonnenen Emergency Shipbuilding Program eine große Stückzahl von Frachtschiffen in kurzer Zeit gebaut.
| Versenkter Schiffsraum im Vergleich zu dem in den USA neugebauten Schiffsraum | 1939    | 1940      | 1941      | 1942      | 1943       | 1944       | 1945      | 1939-1945  |
| ----------------------------------------------------------------------------- | ------- | --------- | --------- | --------- | ---------- | ---------- | --------- | ---------- |
| Von U-Booten versenkter Schiffsraum (BRT)                                     | 509.321 | 2.462.867 | 2.298.714 | 6.149.473 | 2.510.304  | 663.317    | 284.476   | 14.593.987 |
| Neubauten im Emergency Shipbuilding Program (BRT)                             | 0       | 0         | 2.059.000 | 4.613.000 | 13.000.000 | 12.260.000 | 4.300.000 | 36.315.000 |

Die USA waren bereits vor dem Krieg ein großer Lebensmittelexporteur. Die Große Depression und die Weltwirtschaftskrise hatten zwar zu einer Verringerung der Lebensmittelproduktion geführt, mit dem Leih-Pacht Vertrag und dem Food for Freedom Programm begannen die USA aber, ohne direkte Gegenleistung große Mengen Lebensmittel vor allem nach Großbritannien, aber auch in die Sowjetunion und China zu exportieren. Die Lebensmittelproduktion stieg in den USA von 1940 auf 1944 um 16 %. Zu Lebensmittelknappheiten kam es in den USA vor allem bei Fetten, die traditionell aus von Japan besetzten Gebieten importiert worden waren und bei Zucker, weil die knappen Schiffskapazitäten für andere Importe vorbehalten waren. Um Schiffskapazitäten zu sparen, wurden Obst, Gemüse und Eier bevorzugt getrocknet und möglichst auch pulverisiert transportiert.

### Italien
Seit dem Abessinienkrieg hatte Italien seine Landwirtschaft insoweit ausgeweitet, dass Weizenimporte nicht mehr nötig waren. Die Situation bei den Rohstoffen war jedoch sehr schwierig. Italien produzierte zwar überwiegend hochwertigen hochfesten Stahl, aber insgesamt gerade mal zwei Millionen Tonnen, das entsprach einem Drittel der japanischen Produktion. Kohle oder Öl wurde überhaupt nicht produziert. Die Vorräte an strategischen Rohstoffen und Öl waren zu gering, um auch nur für einen sehr kurzen Krieg auszureichen.
Während des Zweiten Weltkriegs importierte Italien Kohle, Eisenwaren und Maschinen aus dem Deutschen Reich. Die italienische Kriegswirtschaft war völlig von deutschen Kohleimporten abhängig.

### Japan

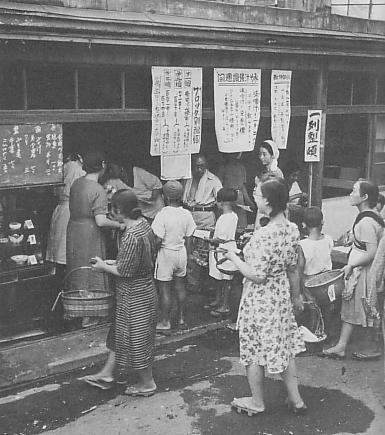
Rationierte Lebensmittel wurden in Japan durch die Tonarigumi ausgegeben.

Bereits vor Kriegseintritt Japans wurde die japanische Wirtschaft durch US-Handelsembargos ausgebremst. Insbesondere der Bedarf an Alteisen, Stahl, Maschinenteile, Ferrolegierungen und Aluminium musste durch Importe gedeckt werden, die traditionell aus den USA und in kleinem Umfang aus dem Deutschen Reich stammten. Ein Ölembargo wurde erst im Juli 1941 beschlossen. Zu diesem Zeitpunkt hatte Japan allerdings einen riesigen Vorrat von mehr als 1 Million Barrel Öl aufgekauft. Im Vorjahr 1939 hatte der Import noch lediglich bei 40.000 Barrel gelegen. Die Ölbevorratung hätte bei konstantem Verbrauch für eineinhalb Jahre ausgereicht. Das Ölembargo führte zu einem Umschwung in der Haltung des Kabinettsplanungsamtes unter Führung von Suzuki Teiichi. Während dieses bis Anfang 1941 warnte, dass ein Krieg gegen die Alliierten zu einem ökonomischen Desaster führen müsste, empfahl es im Juli 1941 den Kriegseintritt und die Eroberung des rohstoffreichen Südostasiens als einzige Möglichkeit, trotz des Embargos den wirtschaftlichen Niedergang zu vermeiden.
Im Zuge des Pazifikkriegs steigerte sich der Ölverbrauch Japans von 15,4 Millionen Barrell im Jahr 1941 auf 35,1 Millionen Barrell im Jahre 1943. Diese Nachfrage konnte zunächst aus den von den Westalliierten eroberten Gebieten gedeckt werden. Ab 1944 sank der Ölimport auf 32 Millionen Barrell. Hauptverantwortlich war der U-Boot-Krieg der US-Marine zur Störung der japanischen Versorgungsrouten. Im Laufe des Jahres 1943 brach der Öltransport von den eroberten niederländischen Kolonien auf ein Achtel seines bisherigen Volumens ein. Ab 1945 waren sogar Transporte aus Korea zu den japanischen Hauptinseln aufgrund der Überlegenheit der Alliierten zur See wenig praktikabel. Ab Januar 1945 brach der Schiffsverkehr entlang der Küste in Folge von Luftoperationen der US Navy fast vollständig zusammen. Insgesamt war die Rohstoffversorgung mit zunehmender Kriegsdauer trotz der Eroberungen rückläufig. Dies lag vor allem an fehlenden Transportkapazitäten und sonstigen kriegsbedingten Einschränkungen.
1939 verfügte Japan über 51,4 Millionen Fass eingelagerte Ölreserven. Diese waren jedoch bald aufgebraucht. Wegen Treibstoffmangel konnten Piloten nur noch sehr mangelhaft ausgebildet werden, was neben minderwertigen Flugbenzin und verschlechterter Fabrikation, dazu führte, dass ab 1944 jeder Feindflug schon vor den Kamikaze-Einsätzen zu einem Todeskommando geriet. Auch die japanische Flotte konnte ihre Einsätze nicht nach rein strategischen Erfordernissen ausrichten, sondern vielmehr nach dem Treibstoffverbrauch. So war die Niederlage in der See- und Luftschlacht im Golf von Leyte durch den Treibstoffmangel mitbedingt. Im April 1945 fuhr der Stolz der japanische Flotte, die Yamato mit Soyabohnenöl in ihre letzte Schlacht und in ihren Untergang.
| Import strategischer Rohstoffe nach Japan in tausend metrischen Tonnen. | 1941  | 1942  | 1943  | 1944  | 1945 |
| ----------------------------------------------------------------------- | ----- | ----- | ----- | ----- | ---- |
| Kohle                                                                   | 6.459 | 6.388 | 5.181 | 2.635 | 548  |
| Eisenerz                                                                | 6.309 | 4.700 | 4.298 | 2.153 | 341  |
| Bauxit                                                                  | 150   | 305   | 909   | 376   | 15   |
| Eisen und Stahl                                                         | 921   | 993   | 997   | 1.097 | 170  |
| Gummi                                                                   | 68    | 31    | 42    | 31    | 18   |

88 % der japanischen Handelsschiffkapazitäten gingen während des Kriegs durch Versenkung verloren. Durch die Verluste konnte ab 1942/43 auch viel weniger Reis importiert werden, das Hauptnahrungsmittel im damaligen Japan. Gleichzeitig war die landwirtschaftliche Anbaufläche in Japan bereits vor dem Krieg auf das größtmögliche ausgedehnt worden, deshalb gab es hier keinen großen Spielraum mehr für Erweiterungen. Auf die Nahrungsmittelknappheit konnte nur reagiert werden, indem weniger Reis und mehr Kartoffeln angebaut wurden, die einen größeren Flächenertrag bringen und weniger Dünger brauchen.
Die Reallöhne in Japan fielen auf 79,1 % des Vorkriegsniveau im Jahre 1941 und erreichten im weiteren Kriegsverlauf ihren Tiefpunkt 1945 mit 41 %. Trotz staatlicher Preiskontrollmaßnahmen kam es zu einer Inflation von 300 % im Zeitraum von 1935 bis 1945. Der tägliche Nahrungsmittelverbrauch pro Kopf der japanischen Bevölkerung fiel von 2.195 kcal 1941 auf 1.793 kcal im letzten Kriegsjahr.

### China
China erlitt im Zweiten Japanisch-Chinesischen Krieg eine zunehmende Inflation. Diese wurde von einer Kapitalflucht aus dem Land begleitet. Von Mitte 1941 bis Ende 1944 stiegen die Lebenshaltungskosten im Mittel um 10 % pro Monat. Der Kaufkraftverlust der Währung sorgte für ernstzunehmende Einschränkungen der militärischen Effektivität und großer Not und Verarmung in der Zivilbevölkerung. So deckte 1944 der Sold eines Soldaten nur ein Elftel seiner Lebenshaltungskosten. China war durch den Verlust der rohstoffreichen Mandschurei 1931 wirtschaftlich geschwächt. Der Kuomintangstaat hatte schon in Friedenszeiten Probleme, seine Armee auszurüsten und zu versorgen. Im Jahr 1936 lag die Sterblichkeit bei Soldaten der chinesischen Armee bei 5 von Tausend im Jahr im Zuge von Erkrankungen und mangelhafter Ausrüstung oder Ernährung. Der Militäretat war mit 65 % im selben Jahr der größte Ausgabenposten der Republik China.
In den ersten Kriegsjahren besetzte Japan die produktivsten und entwickeltesten Teile des Landes. 1939 hatte Japan ein Drittel der Fläche Chinas besetzt und kontrollierte damit 40 % der Landwirtschaft, 92 % der modernen Industrie und 66 % der Salzvorkommen, welche durch ein Staatsmonopol eine wichtige Einnahmequelle darstellten. Die KMT-Regierung verlor infolgedessen 80 % ihrer Steuereinnahmen. Die nationalchinesische Regierung war auf dreizehn Provinzen im Hinterland zurückgeworfen. Dort nahm auch kriegsbedingt die landwirtschaftliche Anbaufläche um rund 17 % ab. Ab 1942 führte die Regierung Chiang Kai-sheks eine Naturalsteuer auf Getreide ein. Sie hoffte mit dieser Maßnahme die Versorgung des Heeres sicherzustellen, ohne die Inflation weiter anzuheizen. Durch die großen Gebietsgewinne Japans kam es in China zu großen Binnenflüchtlingsbewegungen, bei denen bis zu 15–20 % der Bevölkerung des Landes ihre Heimatorte verließen. Die Getreiderequirierung beider Seiten und die Kampfhandlungen führten ab 1942 zu einer Hungersnot, von der vor allem die Provinz Henan betroffen war.

## Arbeit

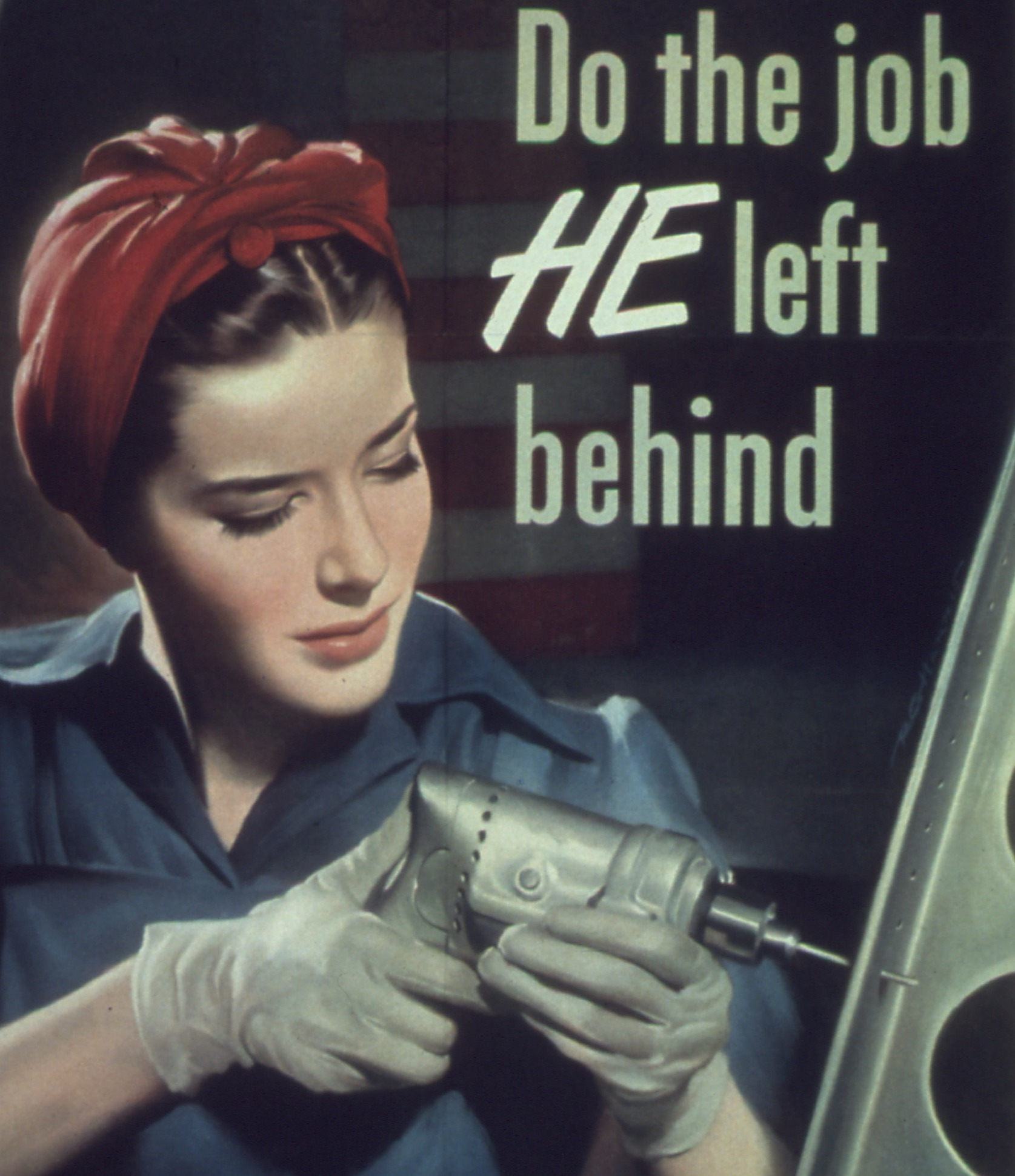
Anwerbung von Hausfrauen für die Industrieproduktion

Die Kriegswirtschaft hatte auch einen großen Einfluss auf die Struktur und Organisation der Arbeit. Es kam zu einer Erhöhung der Wochenarbeitszeit und der Arbeitsproduktivität und zu einer deutlichen Ausweitung von Frauenarbeit. Im Deutschen Reich wurde die Zahl der Arbeitskräfte auch durch 7,5 Millionen ausländische „Fremdarbeiter“ erhöht. Im Deutschen Reich, in der Sowjetunion und in Japan kam es auch zu Zwangsarbeit.

### Allgemein
Die Kriegswirtschaft führte in allen am Zweiten Weltkrieg beteiligten Ländern zu Vollbeschäftigung und Arbeitskräftemangel.
In Großbritannien und Japan wurden Arbeiter ähnlich der Einberufung zur Wehrpflicht zur Arbeit in kriegswichtigen Betrieben zwangsverpflichtet. In Großbritannien war das Ministry of Labour and National Service für die Verteilung der Arbeiter auf die Zivilwirtschaft, die Kriegswirtschaft und die Streitkräfte zuständig. In vielen Ländern war es Arbeitern während des Kriegs verboten, die Arbeit in kriegswichtigen Betrieben aufzugeben oder zu wechseln. In den USA wurde die Wochenarbeitszeit von 38 auf 45 Stunden erhöht. Dies war auch in anderen Ländern üblich, da eine noch längere Wochenarbeitszeit die Produktivität nicht mehr erhöhte. Eine Wochenarbeitszeit von bis zu 70 Stunden war nur für kürzere Perioden üblich. Schichtarbeit war nur in Rüstungsbetrieben üblich. Dies lag vor allem daran, dass Schichtarbeit während der Weltwirtschaftskrise nicht nötig war und während des Zweiten Weltkriegs Arbeitskräfte ein knapperes Gut waren als Kapital, so dass es schwer war, Arbeitskräfte für Nachtschichten zu gewinnen.
Streiks waren in Großbritannien verboten, in den USA versuchte man diese durch Vereinbarungen mit den Gewerkschaften zu verhindern. In beiden Ländern kam es dennoch zu Streiks. In den USA gingen dadurch zwischen 8,7 Millionen und 13,5 Millionen Personentage verloren. Im Deutschen Reich wurden Arbeitnehmer und Gewerkschaften in der Deutschen Arbeitsfront gleichgeschaltet, in Japan in der Großjapanischen Patriotischen Industriegewerkschaft. In beiden Ländern kam es weder zu Arbeitskämpfen noch zu Lohnerhöhungen. Laut Timothy Mason berichtet das „dichte Quellenmaterial“ von einem Zerfall der Arbeitsmoral als Form des passiven Widerstandes der Arbeiterklasse in Deutschland. Mit Kriegsbeginn nahm diese Form stummer Auflehnung den Charakter von Sabotage an. Einige Rüstungsfirmen berichteten, dass die termingerechte Ausführung von Aufträgen hintertrieben wurde. Der Inhaber einer Dresdner Gerberei sprach von „getarne[n] Streik“. Der Wehrwirtschaftsinspektor für den Dresdner Raum forderte die Rüstungsfirmen dazu auf die Geheime Staatspolizei in Betrieben gegen Bummelantentum einzusetzen. Zu dieser klassenspezifischen Oppositionsform trat ein Generationenkonflikt. Bei den Jugendlichen gab es zwei gegenläufigen Tendenzen, zum einen eine fanatische Loyalität und andererseits eine Gruppenbildung von bürgerlichen Jugendlichen die das Regime ablehnten und ein modernistisches unbeschwertes, nicht systemkonformes Leben führen wollten. In den Nordseewerften der Kriegsmarine stellte man im Winter 1939 fest, dass die Arbeiter zwischen 20 und 35 Jahren nur „50% der normalen Leistung“ vollbrachten. In der Sowjetunion wurde unter der Losung „Alles für die Front, alles für den Sieg“ sehr viel Wert auf die Einheit von Front und Hinterland gelegt.

### Frauenarbeit

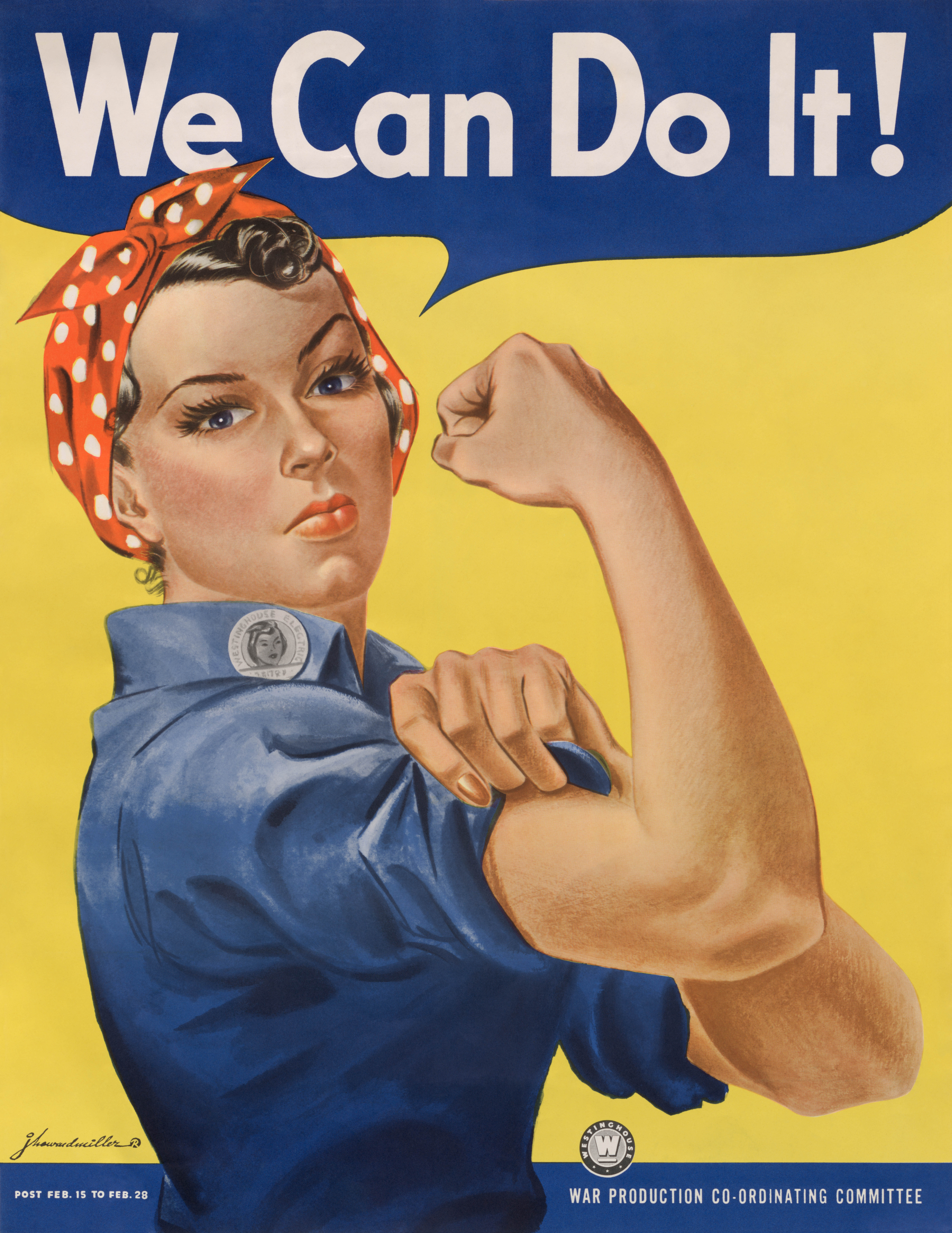
Das Poster We Can Do It! wurde 1943 in der Firma Westinghouse Electric Corporation zur Steigerung der Arbeitsmoral von weiblichen Mitarbeitern verwendet (siehe auch: Rosie the Riveter).

In Großbritannien stieg die Beschäftigungsquote von Frauen von 27 % im Jahr 1939 auf 37 % im Jahr 1943 an. Unverheiratete Frauen wurden zur Arbeit in der Industrie einberufen, ähnlich wie bei der Wehrpflicht für Männer. Nach dem Krieg sank die Quote schnell wieder. Eine ähnliche Praxis gab es nur in Japan, wo Frauen zwischen 1943 und 1945 verboten wurde, ihre Arbeit aufzugeben oder den Arbeitgeber zu wechseln, wenn sie in bestimmten kriegswichtigen Industrien arbeiteten. In den USA wurde mit Werbung versucht, Frauen zur freiwilligen Arbeit in der Industrie zu bewegen. Die Beschäftigungsquote stieg von 1939 bis 1944 von 26 % auf 32 %. Dieser Anstieg war permanenter als in Großbritannien. In der Sowjetunion war Frauenarbeit bereits vor dem Krieg üblich. Die Quote stieg von 38 % im Jahr 1940 auf 53 % im Jahr 1942.
Die Beschäftigungsquote von Frauen in der deutschen Wirtschaft war (auch im internationalen Vergleich) bereits vor dem Zweiten Weltkrieg recht hoch.
Vor einer Forcierung verstärkter Frauenarbeit für die Industrie schreckte das Dritte Reich zurück. Hitler befürchtete Unmut der Bevölkerung und die Werktätigkeit von Frauen entsprach ohnehin nicht dem nationalsozialistischen Frauenbild. Letztlich stieg die Zahl der in der Industrie beschäftigten deutschen Frauen nur von 14,6 Millionen im Jahr 1939 auf 14,9 Millionen im Jahr 1944. Die Beihilfen für Frauen von Soldaten waren im Deutschen Reich – anders als in Großbritannien oder den USA – so hoch, dass man davon leben konnte und sich nicht zusätzlich Arbeit suchen musste.
Das japanische Frauenbild der 1930er und 1940er Jahre ähnelte dem des Dritten Reiches. Frauen wurden in erster Linie als Mütter gesehen. Premierminister Tōjō Hideki erklärte, dass die Beschäftigung von Frauen das Familiensystem und damit die Nation schwächen würde. Tatsächlich stieg die Beschäftigungsquote von Frauen in den 1940er Jahren nur unwesentlich an. Jenseits der offiziellen Statistik übernahmen aber Frauen und Kinder die Arbeit in der Landwirtschaft, wenn die Männer zum Kriegsdienst einberufen wurden.

### Fremdarbeiter im Deutschen Reich
Das Deutsche Reich beschäftigte eine hohe Zahl von Fremdarbeitern, bei denen es sich meistens um Zwangsarbeiter handelte. Bis 1944 stieg die Zahl auf 7,5 Millionen ausländische Fremdarbeiter und Ostarbeiter. Das waren 20 % der gesamten Arbeiterschaft der deutschen Wirtschaft.
Die Anwerbung erfolgte zunächst auf freiwilliger Basis. Hierfür zuständig war der Generalbevollmächtigte für den Arbeitseinsatz Fritz Sauckel. Die Anwerbungen begannen 1939 im besetzten Polen; wegen hoher Arbeitslosigkeit in Polen war es zunächst einfach, Arbeiter für die Landwirtschaft im Deutschen Reich anzuwerben. 1940 kam eine größere Zahl Arbeiter aus den besetzten Westgebieten, auch hier begünstigten eine hohe Arbeitslosigkeit in den Westgebieten und eine sehr niedrige Arbeitslosigkeit im Deutschen Reich die Anwerbungen. Der Zustrom aus den besetzten Westgebieten ließ mit der Zeit nach, unter anderem weil die dortige Wirtschaft voll in die deutsche Kriegswirtschaft eingebunden wurde. 1941 erlaubte Hitler angesichts der großen Arbeitskräfteknappheit, Russen anzuwerben, die nicht als „asiatisch“ oder „mongolisch“ galten. Ab Mitte 1943 wurde die freiwillige Anwerbung zunehmend erfolgloser, bei unausgeschöpften Anwerbequoten wurden Arbeiter einfach gewaltsam entführt und ins Deutsche Reich gebracht. Ab 1944 war die deutsche Wirtschaft verstärkt Luftangriffen ausgesetzt, so dass ausländische Arbeiter nicht mehr auf freiwilliger Basis angeworben werden konnten. Albert Speer gelang es als Reichsminister für Bewaffnung und Munition, einen Teil der Zwangsarbeiter aus SS-Arbeitslagern in normale Rüstungsbetriebe versetzen zu lassen, wobei sich die SS für die „Leiharbeit“ Gebühren bezahlen ließ.
| Jahr           | Deutsche Männer | Deutsche Frauen | Ausländische Zivilarbeiter | Kriegsgefangene | KZ und andere Häftlinge | Arbeitskräfte gesamt |
| -------------- | --------------- | --------------- | -------------------------- | --------------- | ----------------------- | -------------------- |
| Mai 1939       | 24,5 Mio.       | 14,6 Mio.       | 0,3 Mio.                   | –               | –                       | 39,4 Mio.            |
| Mai 1940       | 19,7 Mio.       | 13,7 Mio.       | 2,6 Mio.                   | –               | –                       | 36,0 Mio.            |
| Mai 1941       | 18,3 Mio.       | 13,4 Mio.       | 2,9 Mio.                   | 1,4 Mio.        | –                       | 36,0 Mio.            |
| Mai 1942       | 16,2 Mio.       | 13,7 Mio.       | 4,0 Mio.                   | 1,5 Mio.        | –                       | 35,4 Mio.            |
| Mai 1943       | 14,8 Mio.       | 14,1 Mio.       | 6,1 Mio.                   | 1,6 Mio.        | –                       | 36,6 Mio.            |
| Mai 1944       | 13,5 Mio.       | 14,1 Mio.       | 7,0 Mio.                   | 1,9 Mio.        | –                       | 36,5 Mio.            |
| September 1944 | 12,8 Mio.       | 14,2 Mio.       | 7,4 Mio.                   | 1,5 Mio.        | 0,5 Mio.                | 36,4 Mio.            |

### Zwangsarbeit im Deutschen Reich
| Arbeitskräftegruppe                    | Sterblichkeit (pro Jahr) |
| -------------------------------------- | ------------------------ |
| Deutsche Arbeiter                      | 4 ‰                      |
| Dänische Arbeiter                      | 4 ‰                      |
| Italienische Arbeiter (1938–42)        | 3 ‰                      |
| Niederländische Arbeiter               | 10 ‰                     |
| Belgische Kriegsgefangene              | 6 ‰                      |
| Britische Kriegsgefangene              | 8 ‰                      |
| Französische Kriegsgefangene           | 8 ‰                      |
| Italienische Kriegsgefangene (1943–45) | 40 ‰                     |
| Sowjetische Kriegsgefangene            | ≈1000 ‰                  |
| KZ-Häftlinge                           | ≈1000 ‰                  |

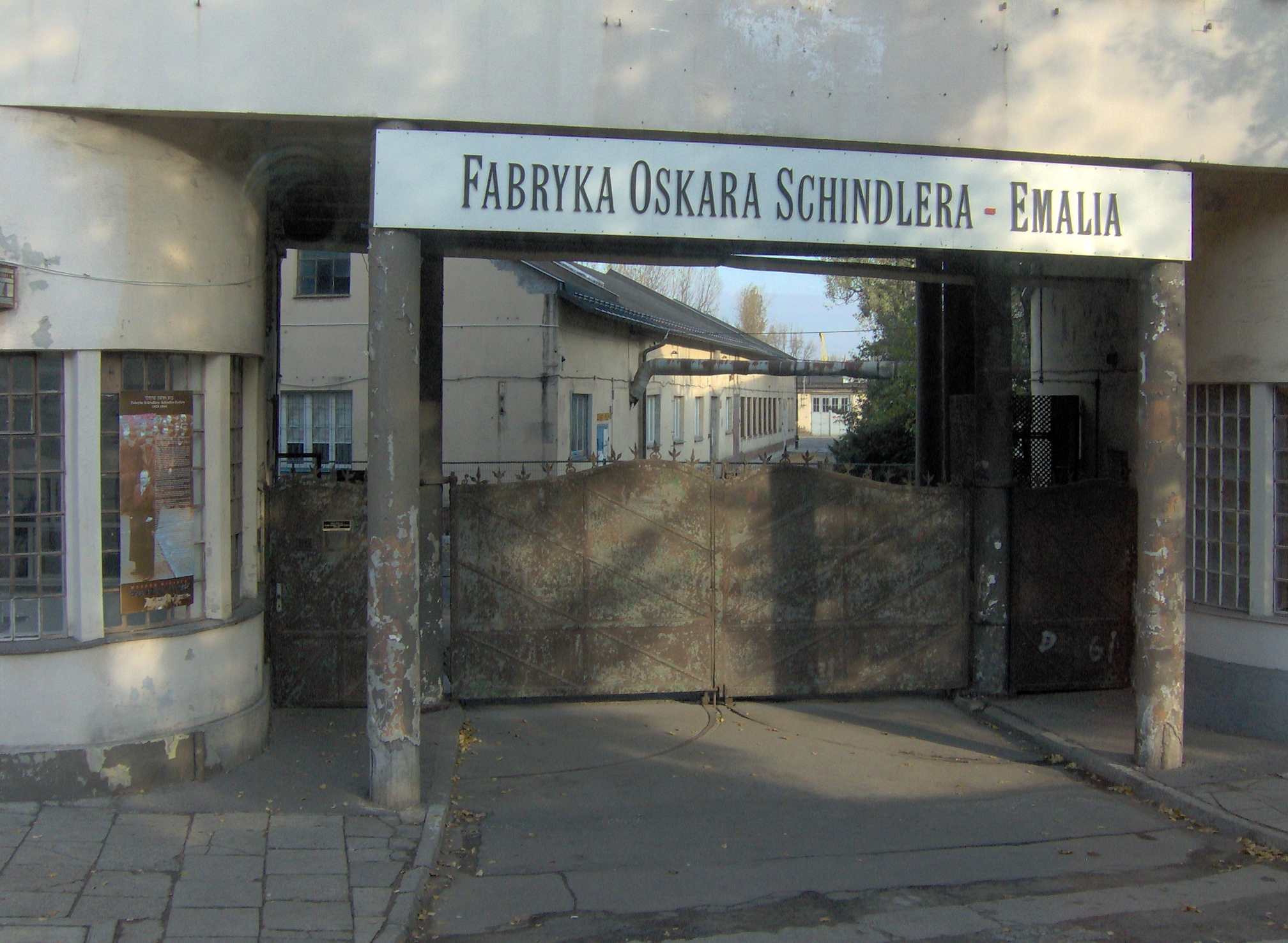
Die Fabrik von Oskar Schindler (KZ-Außenlager Brünnlitz, Aufnahme von 2006)

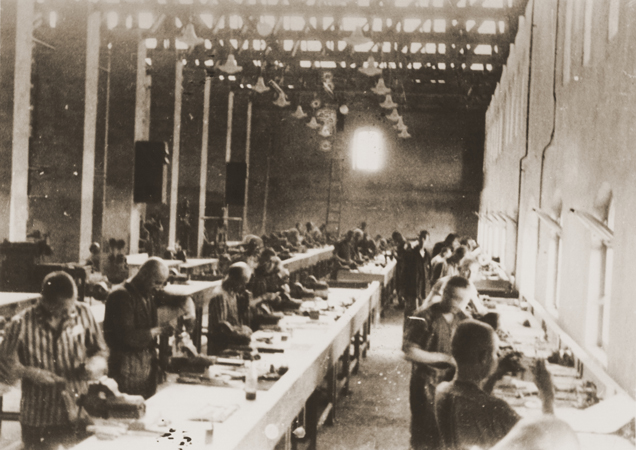
Häftlinge im zum KZ-Arbeitslager Auschwitz III Monowitz gehörenden Außenlager Bobrek, Aufnahme von 1944

Neben Rohstoffen und Nahrungsmitteln waren vor allem Arbeitskräfte ein die Kriegswirtschaft begrenzender Faktor. Vor allem ab Ende 1942 führte der Kriegsverlauf zu hohen Verlusten. Auch die zunächst als unabkömmliche Facharbeiter eingestuften Männer wurden nach und nach in die Wehrmacht eingezogen. Dadurch entstand eine Arbeitskraftlücke, die nur durch verstärkte Beschäftigung deutscher Frauen und/oder durch Zwangsarbeit von Kriegsgefangenen und Zivilisten aus den besetzten Gebieten geschlossen werden konnte. Der Arbeitskräftemangel wurde durch ausländische Zwangsarbeiter geschlossen.
Bei den sowjetischen Zwangsarbeitern setzte Hermann Göring in seinen Richtlinien vom 7. November 1941 niedrigere und minderwertigere Essensrationen fest als für Zwangsarbeiter aus anderen Ländern. Die Anordnung war nicht nur geplanter Massenmord, sondern auch höchst unwirtschaftlich. Von Rüstungsinspektoren, Arbeitsämtern und Betrieben kam eine Flut von Beschwerden. Neben dem Reichsstand der Deutschen Industrie scheiterte letztlich auch das Oberkommando der Wehrmacht bei dem Versuch, eine Änderung der Ernährungspolitik durchzusetzen. Das OKW schrieb am 25. März 1942 an den Generalbevollmächtigten für den Arbeitseinsatz Fritz Sauckel: „Die Begriffe ‚Arbeit‘, ‚Schwerarbeit‘ und ‚Schwerstarbeit‘ müssen von der völkischen Zugehörigkeit losgelöst objektiv betrachtet werden als Umsatz von Nahrungsenergie in Muskelkraft. Es ist ein Trugschluß, daß man mit 200 ungenügend ernährten Menschen dieselbe Arbeitsleistung vollbringen könne wie mit 100 vollernährten. Im Gegenteil: die 100 vollernährten schaffen weit mehr, und ihr Einsatz ist wesentlich rationeller. Dagegen sind die zur bloßen Erhaltung des Lebens ausgegebenen Mindestrationen, da ihnen kein Gegenwert an Arbeitsleistung gegenübersteht, volks- und kriegswirtschaftlich als reiner Verlust zu buchen, der sich um die aufgewendeten Transport- und Verwaltungsmittel noch erhöht.'“
Die Löhne der Zwangsarbeiter waren extrem gering. Trotzdem bedeutete dies für die Unternehmen nicht zwangsläufig eine hohe Gewinnspanne, denn für den Gewinn sind nicht die Löhne, sondern die Lohnstückkosten entscheidend. So betrugen die Mietgebühren für KZ-Häftlinge oder sowjetische Kriegsgefangene ungefähr die Hälfte des Vergleichslohns eines deutschen Arbeiters. Die Arbeitsproduktivität der KZ-Häftlinge und sowjetischen Kriegsgefangenen erreichte wegen mangelnder Motivation, des katastrophalen Gesundheitszustandes und chronischer Unterernährung maximal 50 Prozent des Vergleichswertes eines gesunden und gut genährten deutschen Arbeiters. Aus Sicht der Unternehmen war deshalb die Beschäftigung eines KZ-Häftlings nicht gewinnsteigernd, sondern oftmals sogar mit Kostennachteilen verbunden. Bei Arbeitern aus westeuropäischen Staaten waren sowohl die Kosten als auch die Arbeitsleistung höher als bei KZ-Häftlingen, die Lohnstückkosten waren aber auch hier oft relativ höher als bei deutschen Arbeitern. Einen Kostenvorteil erbrachten hingegen Zivilarbeiter aus Osteuropa. Dabei ist aber zu beachten, dass die Kriegswirtschaft auf Rechnung der Regierung arbeitete, die Kosten also ohnehin erstattet bekam. In der Situation des Zweiten Weltkriegs verloren die Unternehmen ihre deutschen Arbeiter nach und nach an die Wehrmacht. Zudem war die Kriegswirtschaft ab 1944 verstärkt Luftangriffen ausgesetzt, so dass keine freiwilligen ausländischen Arbeiter mehr angeworben werden konnten. In dieser Situation mussten die Unternehmer entweder Zwangsarbeiter beschäftigen oder die Produktion weitgehend einstellen.
Dem Zweck der Vernichtung durch Arbeit untergeordnet war der Einsatz von Zwangsarbeitern in Konzentrationslagern, die von der SS geleitet wurden, wie dem KZ Auschwitz III Monowitz. Dies führte (wie von den Nationalsozialisten gewünscht) dazu, dass sowjetische Zwangsarbeiter durchschnittlich nach einem Jahr verhungerten oder völlig entkräftet zur Tötung aussortiert wurden. Planungen, Zwangsarbeiter verstärkt innerhalb von Konzentrationslagern unter Oberführung der SS einzusetzen, wurden von Fritz Todt mit Unterstützung der Rüstungskonzerne abgeschmettert. Die Verlagerung von Arbeitskräften und Maschinen aus den produktiven Rüstungsbetrieben in niedrigstproduktive KZ-Arbeitslager machte für das Munitionsministerium wegen der zu erwartenden Produktionseinbußen keinen Sinn. Dieser rüstungswirtschaftlichen Logik musste sich die NS-Ideologie dann doch unterordnen.

### Zwangsarbeit in der Sowjetunion
In der Sowjetunion mussten zwischen den 1920er und den 1950er Jahren 20 Millionen Menschen in Gulag-Arbeitslagern Zwangsarbeit leisten. Zwischen November 1941 und Frühjahr 1942 wurden ca. eine Million Russlanddeutsche und deutsche Emigranten sowie Karatschaier, Kalmücken, Tschetschenen, Inguschen, Balkaren, Krimtataren, Mescheten und Kurden als „Angehörige von Feindnationen“ in Gulag-Arbeitslagern zu Zwangsarbeit gezwungen. Später kamen Kriegsgefangene hinzu. 20 bis 25 Prozent der Deportierten starben bis 1948 durch die schlechten Lebensbedingungen. Die Produktivität der Zwangsarbeit war niedrig, sie erreichte oft nur 50 Prozent der Produktivität in normalen Betrieben.

### Zwangsarbeit in Japan
Zur Ausweitung der Kriegsproduktion wurden vermehrt chinesische und koreanische Zwangsarbeiter herangezogen.

## Kriegsfinanzierung

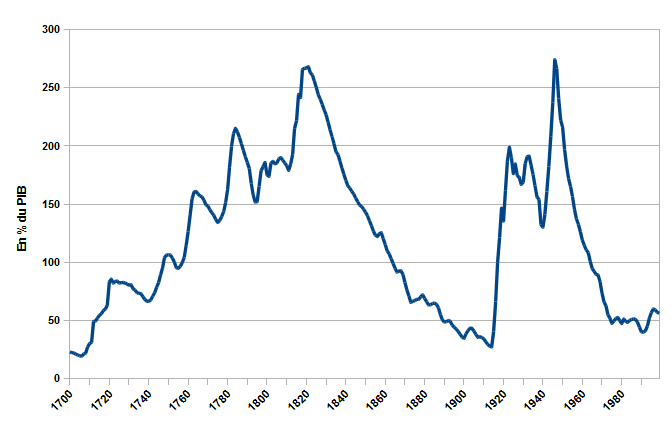
Infolge der Kriegskosten verdoppelte sich die Staatsschuldenquote Großbritanniens im Laufe des Zweiten Weltkriegs.

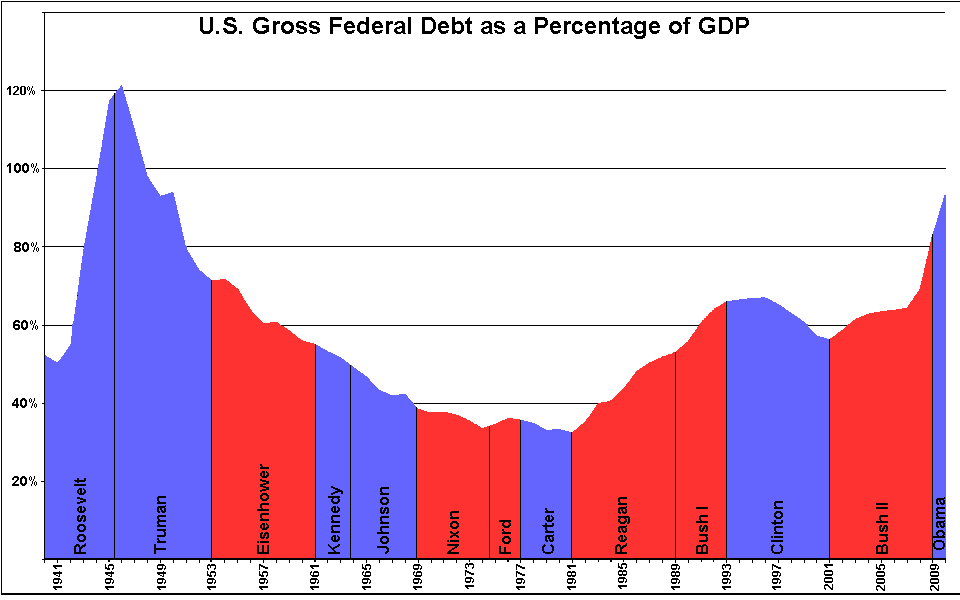
Infolge der Kriegskosten erhöhte sich die Staatsschuldenquote der Vereinigten Staaten von mehr als 50 % auf mehr als 120 %.

Der Krieg wurde von allen Kriegsparteien kurzfristig dadurch finanziert, dass der Staat alle Kosten übernahm. Dies war in dem tatsächlichen Umfang nur möglich, weil alle aktiven Kriegsparteien (mit Ausnahme Italiens) während des Zweiten Weltkriegs ein weit überdurchschnittliches Wirtschaftswachstum generierten. Beispielsweise stieg das Bruttonationaleinkommen der USA von 88,6 Mrd. $ 1939 auf 135 Mrd. $ 1944 ($ jeweils zu konstanten Preisen von 1939). Das hohe Wirtschaftswachstum erhöhte nicht nur die Steuereinnahmen, sondern vergrößerte auch den Spielraum für staatliche Neuverschuldung, den alle Kriegsparteien großzügig ausschöpften.
Die Frage der Kriegsfinanzierung war auch eine Gerechtigkeitsfrage. Sollte der Krieg durch Steuererhöhungen finanziert werden, also von der Generation, die auch durch die Kämpfe belastet wurde oder durch Schulden auf die nächste Generation verlagert werden. Aufgrund der sehr hohen Ausgaben ließ sich diese Frage nicht als entweder oder Frage beantworten. In den USA wurden 1943 26 % der gesamten Kriegsausgaben durch Steuern finanziert, in Großbritannien waren es 53 % und in Kanada 55 %. 1944 erhöhte sich der Steueranteil an der Kriegsfinanzierung in den USA auf zwei Drittel der Kosten.
Insgesamt wurden 45 % der gesamten US-Kriegsausgaben durch Steuereinnahmen finanziert. Mit dem Tax Revenue Act of 1942 wurden die Steuereinnahmen des Bundes verdoppelt. Bedingt durch die aufgrund der Kriegskonjunktur stark steigenden Einkommen und durch die Verringerung des Steuerfreibetrages erhöhte sich die Zahl der Steuerpflichtigen von 4 Mio. auf 42,6 Mio. US-Bürger. 55 % der gesamten US-Kriegsausgaben wurden durch Schuldenaufnahme aufgebracht, davon ein Viertel durch Verkauf von Kriegsanleihen an Privatbürger und der Rest durch Verkauf von Kriegsanleihen an Banken und Finanzinstitute.
In Großbritannien konnten Staatsanleihen zu sehr guten Konditionen platziert werden. Zum einen war die Siegesgewissheit in Großbritannien weit größer als im Deutschen Reich. Zum anderen gab es wenig andere Investitionsmöglichkeiten, da nur die Kriegswirtschaft expandierte, so dass die meisten Staatsanleihen mit langer Laufzeit und einem Zinssatz von nur 3 % ausgegeben werden konnten.
Im deutschen Reich wurden die Steuern nicht so stark erhöht wie beispielsweise in Großbritannien. Die Steuern trugen zu 48 % der Staatseinnahmen bei. Geldflüsse aus den besetzten Gebieten trugen zu 19,2 % der Staatseinnahmen bei. Der größte Teil der Kriegskosten wurde durch Geräuschlose Kriegsfinanzierung bestritten. Die deutschen Finanzinstitute wurden gezwungen, das Geld ihrer Kunden in Staatsanleihen zu investieren, die nach dem verlorenen Krieg wertlos wurden. Diese Maßnahme war nicht so sehr von der öffentlichen Meinung im Deutschen Reich abhängig, wo von Anfang an eine gewisse Skepsis hinsichtlich der Kriegsaussichten bestand und zudem negative Erfahrungen mit Kriegsanleihen des Ersten Weltkriegs vorhanden waren. Im Jahr 1939 waren die Kriegsausgaben doppelt so hoch wie die Staatseinnahmen, 1943 betrugen die Kriegsausgaben bereits 150 % der Staatseinnahmen. Die Staatsschulden stiegen von 37,4 Mrd. Reichsmark zu Kriegsbeginn auf 380 Mrd. Reichsmark zu Kriegsende. Mehr als die Hälfte davon waren kurzfristige Kredite. Gegen Ende des Krieges, als sich die Kriegsniederlage klar abzeichnete, wurde weit mehr Geld gedruckt, als von der Wirtschaft benötigt wurde. Die Inflation wurde zunächst durch Lohn- und Preiskontrollen unterdrückt (aufgestaute Inflation), führte aber nach dem Zusammenbruch des Deutschen Reichs zu einer Entwertung der Reichsmark, was zur Notwendigkeit einer Währungsreform führte. Die finanzielle Verfolgung (Enteignungen, Reichsfluchtsteuer) der winzigen und zunehmend verarmten jüdischen Bevölkerungsgruppe hatte für die Betroffenen schwere Folgen, stellte jedoch keinen signifikanten Beitrag zur Finanzierung der enormen Rüstungskosten dar.
Wie in keinem anderen Land finanzierte die japanische Führung den Krieg auf Kosten des „kleinen Mannes“. Der Krieg wurde mit ungedeckten Staatsanleihen finanziert, zu deren Zeichnung das Volk in einer Art Zwangssparen gezwungen wurde. Die Japanische Kriegswirtschaft basierte, wie auch vor dem Krieg, auf billigen Arbeitskräften. Insbesondere Frauen, die 1944 42 % der Beschäftigten ausmachten, erhielten nur 50 % des Lohnes von Männern und wohnten häufig wenn sie jung und unverheiratet waren kaserniert in der Nähe des Arbeitsplatzes. Bereits vor dem Krieg herrschte bei alltäglichen Bedarfsartikeln Mangel und Rationierung. 1944 wurde die Bevölkerung auf eine Hungerration unterhalb des Existenzminimums gesetzt. Die obere Kaste hielt sich hingegen trotz der allgemeinen Verelendung 600.000 Hausangestellte und erfreute sich der florierenden Vergnügungsindustrie, von der 1944 durch Regierungsbeschluss 1,3 Millionen Personen für den Arbeitsmarkt freigesetzt wurden. In der halbfeudalen Gesellschaftsordnung Japans galt ein politisches Aufbegehren als abwegig. Arbeitsaufstände oder Streiks sind nicht überliefert. Die Arbeiterschaft war in der »Großjapanischen patriotischen Industrievereinigung« fest integriert.

### Kriegsgewinne
Mark Spoerer konstatiert ab 1935 eine Gewinnexplosion bei den deutschen Unternehmen, wobei in den rüstungsrelevanten Branchen außergewöhnlich hohe Unternehmensgewinne erzielt wurden. Nach seiner Interpretation waren die außergewöhnlichen Gewinne Anreizinstrument, mit dem das NS-Regime das unternehmerische Gewinnstreben für seine Zwecke instrumentalisieren wollte. Für Spoerer lässt sich daher das Verhältnis von NS-Regime und Industrie mindestens bis 1941 weitaus besser durch den Begriff „Verführung“ als durch „Gewalt“ kennzeichnen. Auch nach Willi A. Boelcke verdienten Rüstungsunternehmen mit hohem Umsatzzuwachs gut. Das NS-Regime zeigte sich auch im Krieg sehr industriefreundlich. Als Übergewinne auf dem Rüstungssektor wurden Gewinne angesehen die 25 % der angemessenen Selbstkosten überstiegen. Im Krieg entfernte sich die Industrie noch weiter von der Bilanzwahrheit und wiesen einen Gewinn aus den die Steuerbehörde als angemessen anerkennen konnte. Mehrerlöse wurden durch die Steuer- und Preisbehörden zunehmend bewusst dilatorisch behandelt um nicht nur die Rüstungsbetriebe begünstigen. Nach Spoerer war die Betriebsprüfung selbst im totalitären Staat nicht allmächtig und es müssen Gewinnverschiebungen deutscher Konzerne ins Ausland stattgefunden haben. Eichholtz schätzt die reinen Kriegsprofite des deutschen Finanzkapitals, ohne die Bereicherung durch Raub und Plünderung und Milliardengeschenke aus der Staatskasse auf 70 bis 80 Milliarden Reichsmark.
Die Profite aller amerikanischen Firmen stiegen von 9,5 Milliarden Dollar im Jahr 1940 auf einen Höhepunkt von 28 Milliarden Dollar im Jahr 1943. Nach Abzug von Steuern wurden 1940 6,9 Milliarden Dollar und 1943 12,2 Milliarden Dollar Profit erzielt. Die weitverbreiteten „Cost-Plus“-Verträge sicherten der amerikanischen Rüstungsindustrie hohe Gewinne. Diese beruhten auf den angeblichen Selbstkosten, plus einem festen Gewinn-Prozentsatz, und vermieden so jegliches Risiko für den Unternehmer, ob er teuer oder billig, produktiv oder unproduktiv produzierte. Die Industrie konnte die auf ihre Kosten aufgebauten Produktionsstätten, bereits nach 5 Jahren statt den üblichen 20 bis 40 Jahren abschreiben. Die für 26 Milliarden Dollar auf Staatskosten errichteten Fabrikanlagen, verblieben nach dem Krieg im Besitz der Produzenten. Die Großindustriellen organisierten, mit Hilfe des United States Office of War Information einen Propagandafeldzug, um die amerikanische Bevölkerung und die Rüstungsarbeiter davon zu überzeugen, das obwohl die Alliierten kurz vor dem Marsch auf Berlin standen, der Krieg noch verloren gehen könne. Deshalb lief die amerikanische Rüstungsproduktion zum Zeitpunkt der Kapitulation Japans noch auf vollen Touren.

## Kolonien und besetzte Gebiete

### Vom Deutschen Reich besetzte Gebiete
Die Strategie des Deutschen Reiches basierte zunächst auf der Vorstellung, alles im Blitzkrieg erledigen zu können. Folglich wurden schnell erreichbare Ziele angestrebt, wie die Beschlagnahme von Vorräten und Waren und die Sicherung von Anlagen, die von unmittelbarem Nutzen für die deutsche Kriegswirtschaft waren. Als klar wurde, dass der Krieg nicht schnell vorbei sein würde, wurde die Strategie 1942 dahingehend geändert, dass die kurzfristigen Plünderungen gestoppt und ein substanzieller und kontinuierlicher Beitrag zur Kriegswirtschaft erwartet wurde. Von Ende 1942 an versuchte Albert Speer, die besetzten Gebiete viel stärker in die Deutsche Kriegswirtschaft einzubinden, indem mehr Aufträge vergeben wurden und die Plünderungen von Gütern und Arbeitskraft gestoppt wurden. Ab März 1943 wurde die französische und belgische Wirtschaft als Teil der deutschen Wirtschaft verplant. Dabei nahm Speer auch einen Anstieg der Konsumgüterproduktion in Kauf unter der Annahme, dass mehr Konsumgüterproduktion in Frankreich und Belgien Kapazitäten in Deutschland freimachen würde. Hans Kehrl, ein enger Mitarbeiter Speers, beschrieb die Überlegungen wie folgt:

„Selbst unter Anwendung von Gewalt kann ich die Menschen nicht dazu bringen, in ausreichender Zahl von Frankreich nach Deutschland zu gehen, das ist aus der Erfahrung offensichtlich, und zur selben Zeit riskiere ich, dass die Menschen aus Angst, verschleppt zu werden, nicht mehr in die Firmen gehen, wo sie arbeiten. Dann bleibt mir nur das geringere Übel, zu versuchen, diese Menschen in Frankreich oder Belgien zu beschäftigen, und auf diese Art brauche ich auch keine deutschen Truppen, um sie über die Grenze zu bringen. […] Auf diese Art änderte sich die Industriepolitik.“

Sowohl in Frankreich als auch in Belgien stieg daraufhin die Industrieproduktion für deutsche Aufträge, in Belgien von 32 % auf 48 %.
Die ausgedehnten Kolonialreiche Frankreichs, Belgiens und der Niederlande kamen ebenfalls der Wirtschaftskraft des Deutschen Reiches zu gute.
Verglichen mit dem Nutzen, den das Deutsche Reich aus Frankreich, Belgien und den Niederlanden zog, waren die besetzten Gebiete im Osten relativ unwichtig. Insbesondere nachdem die Strategie geändert wurde, waren die Industrieländer im Westen mit ihrem größeren Potential und ihrer Flexibilität der Produktion für die Kriegswirtschaft nützlicher. Selbst bei den Lebensmittellieferungen war der Beitrag Frankreichs genauso groß wie der der gesamten besetzten Ostgebiete.

#### Österreich
Der Anschluss Österreichs war hauptsächlich wegen der 1938 in Österreich noch herrschenden Unterbeschäftigung von Vorteil, wodurch sich das Arbeitskräftepotential um 401.000 Arbeitslose erhöhte (was eine Steigerung des Arbeitskräftepotentials des Deutschen Reiches um 30-40 % ausmachte). Die österreichischen Devisenreserven erleichterten kurzfristig die Aufrüstung, mittelfristig wirkte sich allerdings der österreichische Bedarf an Lebensmittel- und Rohstoffimporten negativ auf die Zahlungsbilanz aus. Außerdem verbesserte sich die Verhandlungsposition des Deutschen Reichs gegenüber den Handelspartnern in Südosteuropa, so steigerte sich z. B. die Exportabhängigkeit Ungarns gegenüber dem Deutschen Reich von 26 auf 44 % und die Jugoslawiens von 32 auf 42 %.

#### Frankreich
Von Frankreich wurden Besatzungskosten in Höhe von 20 Mio. Reichsmark täglich gefordert. Für die Zahlung der Besatzungskosten sowie für alle anderen Handelsvereinbarungen wurde der Umtauschkurs des Franc in Reichsmark mit 20:1 angesetzt. Damit war die Reichsmark ca. 50 % überbewertet. Daraus ergaben sich auch unnatürlich günstige Terms of Trade für Importe. Die Zahlungen entsprachen 49 % der französischen Staatsausgaben. Ein Drittel der Zahlungen wurden durch Steuern aufgebracht, der Rest durch Inflationierung des Franc durch die Notenbank und durch Kreditaufnahme. Hinzu kommen Beschlagnahmungen von Waren, Kauf von Waren zu unnatürlich niedrigen Preisen und die Nutzung der Arbeitskraft der französischen Kriegsgefangenen sowie französischer Fremdarbeitern. Das Deutsche Reich beschlagnahmte drei Viertel des französischen Eisenerzes. 1943 wurde die Hälfte der französischen Bauxit-Produktion und 15 % der Kohleproduktion beschlagnahmt. 1943 und 1944 wurden gut 2/3 aller französischen Zugbewegungen für deutsche Zwecke durchgeführt. Ab 1942 produzierten auch französische Unternehmen zunehmend für die Deutsche Kriegswirtschaft. 1942 hatte Frankreich einen Exportüberschuss gegenüber dem Deutschen Reich von 858 Mio. Reichsmark.

#### Sonstige Westländer
Norwegen musste effektiv Besatzungskosten in Höhe von einem Drittel des norwegischen Nationaleinkommens pro Jahr leisten. Das waren hohe Kosten für Norwegen, für das Deutsche Reich jedoch unbedeutende Einnahmen, denen zudem tatsächlich hohe Besatzungskosten gegenüberstanden, da in Norwegen relativ viele Truppen stationiert werden mussten. Zudem war Norwegen durch die deutsche Besatzung von den traditionellen Handelspartnern abgeschnitten, so dass es wegen notwendiger Importe v. a. von Nahrungsmitteln gegenüber dem Deutschen Reich einen Importüberschuss von 130 Mio. Reichsmark entwickelte. Unter (unmaßgeblichen) rein ökonomischen Aspekten war die Besetzung Norwegens eher unprofitabel. Die Besetzung Norwegens erfolgte hauptsächlich, um die Narvik-Route für schwedische Eisenerzlieferungen freizuhalten. Im Gegensatz zu den Routen über die Ostsee war die Narvik-Route ganzjährig eisfrei.
Die belgische Industrie produzierte zu 50 % für die deutsche Kriegsindustrie. Die Produktion war wegen Rohstoffmangels jedoch sehr niedrig, bei Eisen und Stahl ca. 50 % unter Vorkriegsniveau. Zudem musste Belgien Kohle liefern. 1942 hatte Belgien einen Exportüberschuss mit dem Deutschen Reich von 412 Mio. Reichsmark.
In den Niederlanden war die Situation ganz ähnlich.

#### Tschechoslowakei
Die Tschechoslowakei war während der deutschen Besatzung vollständig in die Deutsche Kriegswirtschaft integriert. Die Kohleproduktion wurde während des Zweiten Weltkriegs um 33 % gesteigert, elektrischer Strom um 44 % und Stahl um 11 %. Insgesamt stieg die Industrieproduktion um 18 %.

#### Polen
Görings ursprüngliche Direktive für Polen lautete, dass ein großer Teil der Eisenbahnschienen, der Elektrizitätswerke und der Telefonleitungen beschlagnahmt werden sollten. Diese Absurdität wurde schnell dahingehend geändert, dass ein gewisses Maß an industrieller Aktivität bewahrt wurde, um die polnische Wirtschaft handlungsfähig zu halten und die Bodenschatzausbeute und die Lebensmittelproduktion steigern zu können. Nachdem es in Polen zu viel rücksichtsloseren und gründlicheren Plünderungen gekommen war als in den westlichen Ländern, war es viel schwieriger, die polnische Wirtschaft geordnet in die deutsche Kriegswirtschaft zu integrieren. Zwar stieg die Kohleproduktion von 38 Millionen Tonnen auf 57 Mio. Tonnen, aber die Produktion von Bergbau und Industrie zusammen ging auf 60 % des Vorkriegsniveaus zurück. Hinzu kamen rücksichtslose Plünderungen der Lebensmittel.

#### Sowjetische Ostgebiete
Verglichen mit dem Nutzen, den das Deutsche Reich aus Frankreich, Belgien und den Niederlanden zog, waren die besetzten Gebiete im Osten relativ unwichtig. Das lag zum einen an den Kampfhandlungen im Osten mit wechselndem Frontverlauf. Zum anderen hatte Stalin eine Politik der Verbrannten Erde befohlen. Publik geworden ist der sowjetische Stawka-Befehl Nr. 0428 (Fackelmänner-Befehl), der am 17. November 1941 erlassen wurde:

„1. Alle Siedlungspunkte im Hinterland der deutschen Truppen in einer Tiefe von 40 bis 60 Kilometern ab der Hauptkampflinie und 20 bis 30 Kilometer links und rechts der Straßen vollständig zu zerstören und niederzubrennen. Zur Zerstörung der Siedlungspunkte im angegebenen Radius unverzüglich die Luftwaffe heranzuziehen, in großem Maßstab die Artillerie und Granatwerfer zu nutzen, ferner Aufklärungskommandos, ferner Skiläufereinheiten und Diversionsgruppen der Partisanen, die mit Flaschen mit Brennstoffen, Granaten und Sprengstoffen ausgerüstet sind. 2. In jedem Regiment Jägerkommandos von je 20 bis 30 Mann zur Sprengung und Inbrandsetzung der Siedlungspunkte zu bilden, in denen sich die Truppen des Gegners niederlassen.“

Zwar gab es strategische Ressourcen von hohem Wert in der Ukraine und im Kaukasus wie Erdöl, Eisenerz und Mangan. Deren Förderanlagen waren aber beim Rückzug der Roten Armee gründlich zerstört worden. Zudem waren Eisenbahnschienen demontiert und Stromversorgungen zerstört worden. Die von der Wehrmacht eroberten Kohlefelder konnten zunächst nur mit 10-20 % des Vorkriegsniveaus produzieren. Ähnlich war es beim Eisenerz. Nur die Manganausbeutung war von größerer Bedeutung, diese kam zu 90 % aus den besetzten Gebieten der Sowjetunion.
Schädlich war außerdem die nationalsozialistische Politik und Haltung. Das Beispiel Ungarns zeigt, dass eine kooperative Haltung von sehr großem Nutzen sein konnte. So hatte sich auf wachsende deutsche Nachfrage die ungarische Bauxit-Produktion verdoppelt und die ungarische Erdölproduktion vervielfacht, wobei 90 % des Bauxits und die Hälfte des Erdöls ins Deutsche Reich exportiert wurde. Da die östlichen Gebiete zunächst als wirtschaftlich minderwertige Lebensmittellieferanten angesehen wurden, wurde hier nach nationalsozialistischer Logik und Planung der Wirtschaftsorganisation Ost sowie des Reichsministerium für die besetzten Ostgebiete mit sinnloser Grausamkeit vorgegangen.
Um die Industrie der besetzten Gebiete der Sowjetunion für Deutschland dienstbar zu machen, wurden deutsche Unternehmer eingeladen, Patenschaften über sowjetische Firmen zu übernehmen. So bekam die Friedrich Krupp AG das Asow-Stahlwerk zugesprochen. In diesem Zusammenhang machte der Witz die Runde, dass das Kürzel GmbH für „Greift mit beiden Händen“ stehe. Auch in den Leitungsgremien der Besatzungsbehörden, die auf dem Papier unter staatlicher Kontrolle standen, saßen bedeutende Akteure aus der deutschen Privatwirtschaft.
Mit Belgien und Norwegen gab es besetzte Länder, die sehr stark auf Lebensmittelimporte angewiesen waren, aber auch das Deutsche Reich benötigte Importe, nicht zuletzt aufgrund der hohen Zahl an Fremdarbeitern und Kriegsgefangenen, die bei den Autarkieplanungen nicht vorhergesehen worden waren. Deshalb sollten nach den Planungen der Wirtschaftsorganisation Ost sieben Millionen Tonnen Weizen aus Russland und der Ukraine importiert werden. Die Planung beruhte aber mehr auf Wunschdenken und der mystischen Überhöhung der ukrainischen „Schwarzbodengebiete“. Tatsächlich konnte nur knapp eine halbe Million Tonnen Weizen importiert werden. Die Probleme beruhten z. T. auch auf einem starken Rückgang der Produktivität der russischen Landwirtschaft, die mit der Zwangskollektivierung in der Sowjetunion begonnen hatte und durch Kriegseinwirkungen, die Politik der verbrannten Erde, Kapital- und Düngemittelknappheit verschärft wurde. Als Gegenleistung wurden landwirtschaftliche Investitionsgüter und Vieh nach Russland geliefert. Teilweise wurden Lebensmittel auch einfach ohne Gegenleistung requiriert. Die Abgabequoten wurden für das besetzte Russland so hoch angesetzt, dass der Lebensstandard der Bevölkerung stark eingeschränkt sein musste. Die „Sonderbehandlung“ der Sowjetunion führte vorhersehbar dazu, dass Millionen sowjetische Menschen verhungern mussten (Grüne Mappe).

### Von Japan besetzte Gebiete

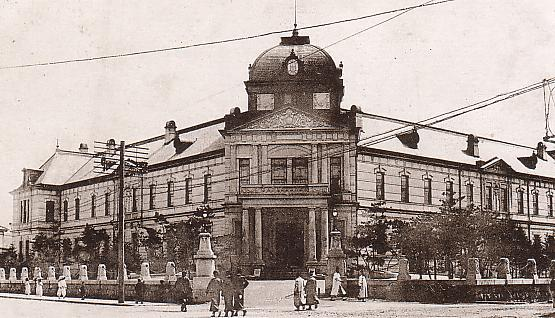
Hauptsitz der Oriental Development Company in Seoul

Anders als das Deutsche Reich kontrollierte Japan keine entwickelten Volkswirtschaften. Die Eroberungen im Südosten linderten die Rohstoffsituation lediglich. Aus Niederländisch-Indien wurden beispielsweise große Mengen Erdöl und Bauxit importiert. Insgesamt war die Rohstoffversorgung mit zunehmender Kriegsdauer trotz der Eroberungen rückläufig. Dies lag vor allem an fehlenden Transportkapazitäten.
Bereits in den 1930er Jahren hatte Japan so viel in Korea investiert, dass 82 % des Industriekapitals in Korea von Japanern gehalten wurde. Ab 1938 sanken die japanischen Reisimporte aus Korea. Die koreanische Industrie bekam zunehmend mehr Aufträge aus Japan für Rüstungsgüter, deshalb wechselten viele koreanische Arbeiter aus der Landwirtschaft in besser bezahlte Stellen in der Industrie.
Die Oriental Development Company investierte mit staatlicher Hilfe in Korea, wo es die Industrialisierung förderte, in die Baumwollproduktion in China, in die Gummiproduktion in Niederländisch-Indien und in viele andere Projekte. Unter dem Einfluss der Kwantung-Armee investierte in Mandschukuo die Manshū Jūkōgyō Kaihatsu, das Wirtschaftsmodell war hier von Anfang an eine Zentralverwaltungs-Kriegswirtschaft. Obwohl der unmittelbare japanische Einfluss 1945 endete, führten die Wirtschaftsaktivitäten in der Region zu einer Mentalitätsänderung, die für viele asiatische Länder nach 1945 von signifikanter Bedeutung für die weitere wirtschaftliche Entwicklung war.
In der von Japan besetzten Kolonie Französisch-Indochina kam es 1945 zu einer schweren Hungersnot. Diese wurde sowohl durch den Verbrauch und die Bevorratung der japanischen Besatzungstruppen als auch der Unterbrechung der Transportwege zwischen dem südlichen Nahrungsmittelüberschussgebiet und dem Norden ausgelöst.

### Britische Kolonien
Der Unterstaatssekretär im Kolonialministerium Harold Macmillan stellte 1942 die Bedeutung der Kolonien für die Kriegführung wie folgt fest:
1. Durch verstärkte Ausfuhren sollten sie Devisen erwirtschaften, die Großbritannien den Kauf kriegswichtiger Güter ermöglichten.
2. Die Importe sollten verringert werden, um Schiffskapazitäten frei zu machen.
3. Es sollten lokale Reparaturstätten und Ersatzteilproduktionen entstehen.

Der Zweite Weltkrieg hatte auf die Kolonien zwiespältige Auswirkungen. Zum einen gab es Zwangsbewirtschaftung, Rationierung, Preiskontrollen und Inflation. Unter der Beschlagnahmung von Vieh litten vor allem die afrikanischen Kolonien. Kenia schien von besonderem militärischem Interesse zu sein. Insbesondere hier wurde die Landwirtschaft durch Investitionen in die Mechanisierung effizienter und ertragsstärker, Dienstleistungen, Handel und Industrie begannen stark zu wachsen. Das für das damalige Afrika ungewohnt starke Wachstum setzte sich nach dem Krieg fort. In Nordrhodesien gab es eine größere Kupferproduktion, die auch für die britische und amerikanische Kriegswirtschaft bedeutsam war. In Südrhodesien wurde zur Steigerung des landwirtschaftlichen Ertrags 1942 mit dem Compulsory Native Labour Act die Zwangsarbeit für Afrikaner eingeführt.
Im Memorandum des Verteidigungsausschusses des britischen Kabinetts von 1947 wird erwähnt, dass die zentral- und ostafrikanische Produktion von Kupfer, Pyrethrum, Sisal, Kaffee, Mais und Kopra zu den Kriegsanstrengungen entscheidend beigetragen habe.
Als die Japaner im Frühjahr 1942 Burma eroberten, sankt das Angebot an Reis in Britisch-Indien um 15 % und die Preise erhöhten sich stark. Winston Churchill war wegen den Unabhängigkeitsbestrebungen in Indien verärgert und nicht gewillt, Schiffskapazitäten für Hilfslieferungen frei zu machen. Die Hungersnot traf Bengalen besonders stark. Hier verhungerten 1,5 Millionen Menschen, noch einmal 1,5 Mio. Menschen starben unterernährt an Seuchen. Erst als Archibald Wavell, 1. Earl Wavell im September 1943 zum Vizekönig von Indien ernannt wurde, organisierte er gegen den Willen Churchills Hilfslieferungen.
Indien war zwar eine Kolonie mit einem großen Arbeitskräftepotential und weit genug weg vom Kriegsgeschehen, um ungestört produzieren zu können. Andererseits mangelte es an ausgebildeten Arbeitern, an Maschinen und auch an Kapital. Indien war ein Land, in dem die meisten Menschen gerade genug zum Leben hatten. Die Rüstungsproduktion beschränkte sich auf die Herstellung von Handfeuerwaffen für die indischen Soldaten, wobei die Optiken aus Großbritannien importiert werden mussten. Der Versuch einer Expansion der indischen Rüstungsindustrie wurde 1944 wieder aufgegeben. Pläne zur Endfertigung von Schiffen und Flugzeugen auf Basis von aus Großbritannien gelieferten Komponenten wurde wegen des langen Transportwegs verworfen.
Die Kolonien rund um den Nahen Osten waren von strategischer Bedeutung, um die kriegsnotwendigen Erdölimporte militärisch abzusichern.

## Folgen nach Kriegsende

### Weltweite Hungersnot 1946/47
Ein wichtiger Ausgangsstoff für Sprengstoffe und Dünger ist Ammoniak, das im Zweiten Weltkrieg weltweit überwiegend im Haber-Bosch-Verfahren industriell hergestellt wurde. In dem Maß, in dem Ammoniak prioritär der Rüstungswirtschaft zugeteilt wurde, musste die Düngemittelproduktion zurückstehen mit entsprechenden Folgen für die Lebensmittelproduktion. In fast allen Ländern wurden während des Krieges zu wenig Düngemittel produziert. Dies traf Entwicklungsländer um so härter, da sie nicht in der Lage waren, Düngemittel selbst zu produzieren. Eine Folge von ausgelaugten Böden war die weltweite Hungersnot 1946/47.

### Internationales Wirtschaftssystem
Nach Ansicht des Wirtschaftshistorikers Alan Milward halfen die Erfahrungen in der Kriegswirtschaft des Zweiten Weltkriegs und auch im Krieg eingeführte detaillierte Wirtschaftsstatistiken dabei, die Wirtschaft nach dem Krieg zu regenerieren und mit dem Bretton-Woods-System ein internationales Wirtschaftssystem zu errichten, das die internationale ökonomische Anarchie der 1930er Jahre ersetzte.
Die USA gewannen im Zweiten Weltkrieg ihren Status als Supermacht. Großbritannien hingegen war von den Leih- und Pacht Lieferungen aus den USA abhängig geworden. Dies führte bereits während des Krieges dazu, dass Großbritannien mit der Atlantik-Charta dem Prinzip des Freihandels zustimmen und tarifäre und nicht tarifäre Handelsbegünstigungen zugunsten der Commonwealth-Staaten aufgeben musste. Mit der Idee des Freihandels verbunden war die Abkehr von bilateralen Handelsverträgen, Handelsblöcken, Import- und Exportkontrollen sowie Kapitalverkehrskontrollen, die in der Zeit zwischen dem Ersten und Zweiten Weltkrieg den Welthandel erschwert hatten und der idealistische Gedanke, dass Freihandel Kriege verhindern kann. Die Bemühungen gipfelten 1947 im Abschluss des Allgemeinen Zoll- und Handelsabkommen (GATT), mit dem die teilnehmenden Nationen den schrittweisen Abbau der Zölle und anderer Handelshemmnisse vereinbarten.

### Modernisierung der Produktion

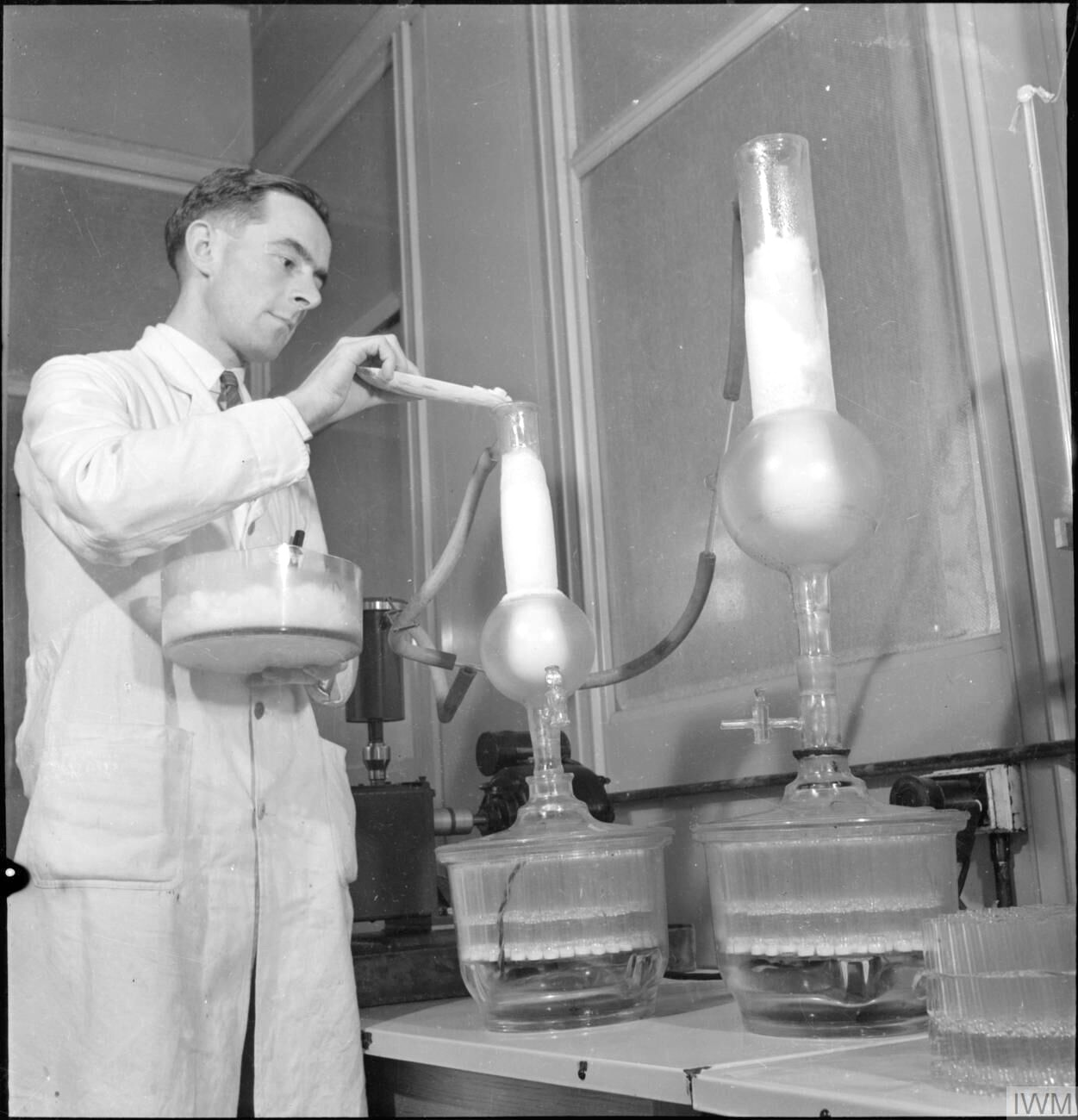
Anfänge der Penicilline-Produktion in Großbritannien (1943)

Die Rüstungsproduktion des Zweiten Weltkriegs verursachte eine zunehmende Maschinisierung und damit einen Wechsel von Arbeitern aus niedrigproduktiven Tätigkeiten in hochproduktive Tätigkeiten. Weiterhin gab es auch sprunghafte Fortschritte in Wissenschaft und Technik. Dabei waren die Fortschritte keineswegs auf die Rüstungsindustrie beschränkt, sondern vielfach ging es darum Flaschenhälse in der Zulieferindustrie zu beseitigen, indem die Produktivität und Schnelligkeit der Produktion verbessert wurde. Ebenso war der Bedarf an gut ausgebildeten Arbeitskräften in den ersten Kriegsjahren besonders hoch, in dieser Zeit wurde viel mehr in die Aus- und Fortbildung investiert als in der Friedenszeit danach. Die Fortschritte in der Produktionseffizienz waren enorm. So erforderte die Herstellung einer Junkers Ju 88 im Oktober 1939 noch 100.000, im August 1941 nur noch 15.000 und im September 1943 nur noch 7.000 Arbeitsstunden. Die Herstellung einer Iljuschin Il-4 beschleunigte sich von 20.000 Arbeitsstunden (1941) auf 12.500 im Jahr 1943. Die Herstellung eines Handelsschiffs dauerte in den USA vor dem Krieg 245 Tage, 1943 nur noch 50 Tage. In der Schweiz verringerte sich die Herstellungsdauer eines 20-mm-Oerlikon-Geschützes von 132 auf 35 Stunden. Die Herstellung eines großkalibrigen Maschinengewehrs beschleunigte sich von 642 auf 329 Arbeitsstunden. Die Kosten für die Herstellung eines Langstreckenbombers sanken in den USA von $15,18 pro Arbeitsstunde 1940 auf 4,82 US-Dollar im Jahr 1944. Auf wirtschaftlichem Gebiet waren fast alle Staaten während des Kriegs sehr erfolgreich gewesen. Aus dieser Sicht sah man die niedrigen Produktions- und Beschäftigungsniveaus in der Weltwirtschaftskrise als eine durch geeignete Wirtschaftspolitik vermeidbare Verschwendung von Ressourcen und unnötiges menschliches Leid.
Die Japanische Wirtschaft befand sich zu Beginn des Zweiten Weltkriegs noch im Prozess der Industrialisierung. Der Krieg zwang die japanische Wirtschaft, die bis dato schwerpunktmäßig relativ einfache Textilproduktion betrieben hatte, Fertigkeiten in technologisch hochanspruchsvollen Fertigungen wie z. B. der Flugzeugproduktion zu erwerben. 1939 produzierte Japan noch Flugzeuge nach amerikanischen Bauplänen mit in den USA gekauften Werkzeugmaschinen und mit Hilfe von den USA ausgebildeten Arbeitern. Aufgrund des Handelsembargos mussten sie zwangsläufig von amerikanischen Vorbildern unabhängig werden, konnten aber mit den amerikanischen Weiterentwicklungen während des Krieges nicht mithalten. Die Kriegszerstörungen nahmen der japanischen Wirtschaft nicht die errungenen technologischen Expertisen. Darauf konnte nach dem Krieg aufgebaut werden.
Im Zweiten Weltkrieg war die deutsche und japanische Kriegswirtschaft der hochstandardisierten Massenproduktion im amerikanischen Stil nicht gewachsen gewesen. Der Versuch, die amerikanische Produktionseffizienz zu erreichen, ohne die in Deutschland und Japan traditionell als wichtig erachtete Flexibilität der Produktion gänzlich aufzugeben, führte aber nach und nach zur Herausbildung der flexiblen Massenfertigung. Dies brachte der deutschen und japanischen Wirtschaft in der Nachkriegszeit eine produktionstechnologische Führerschaft, da so flexibler auf die Wünsche der Konsumenten eingegangen werden konnte als mit der schwerfälligeren hochstandardisierten Massenfertigung, an der die USA, Großbritannien und die Sowjetunion auch nach dem Krieg noch längere Zeit festhielten. In gewisser Weise hatten die Kriegsverlierer so den Frieden „gewonnen“.

### Folgen nach Regionen

#### Vereinigte Staaten
In den USA führte das Kriegsende nicht zu einer Wirtschaftskrise. Das Kriegsende 1945 brachte zwar eine drastische Senkung der Rüstungsausgaben, diese Nachfragelücke wurde aber durch die hohe Nachfrage nach Konsumgütern kompensiert. Im Zweiten Weltkrieg war die amerikanische (und europäische) Industrie ausgeweitet und modernisiert worden. Die hocheffiziente Kriegsindustrie wurde teilweise auf Konsumgüterproduktion umgestellt, so dass zunehmend billigere und dennoch hochwertige Konsumgüter auf den Markt kamen.

#### Kontinentaleuropa

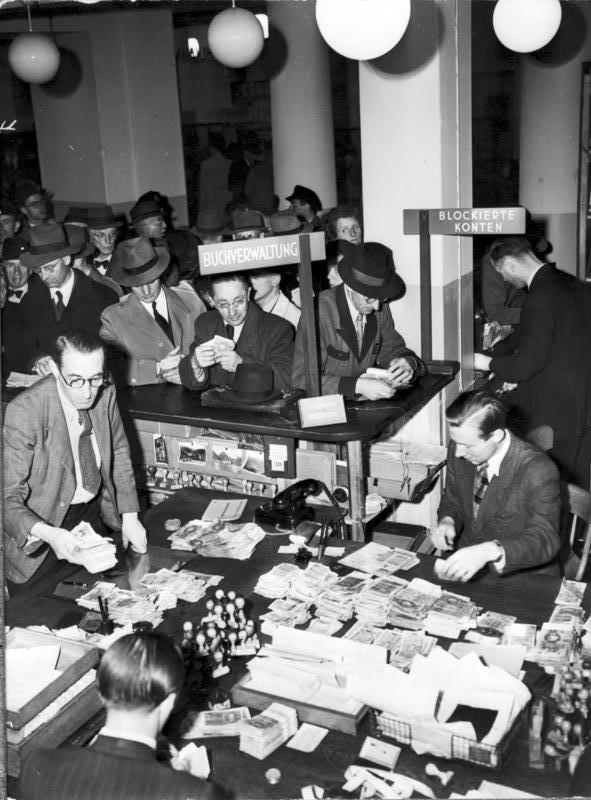
Währungsreform 1948 in der Bundesrepublik Deutschland

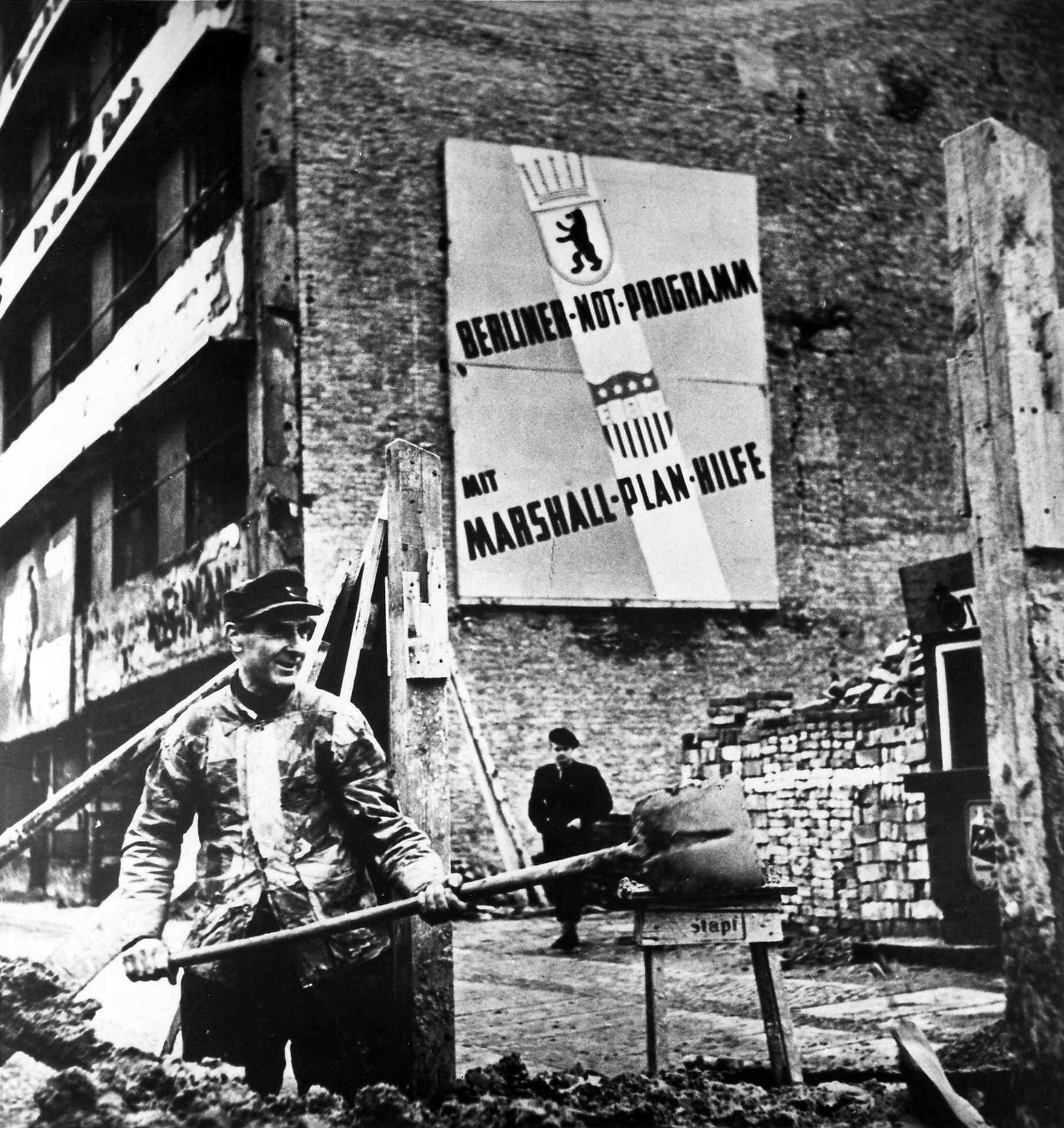
Plakatwand in West-Berlin weist auf Förderung durch den Marshallplan hin (1949).

Einige Länder waren aufgrund von Kriegsschäden und/oder Besatzung stark geschädigt. Gleichwohl bestand in Kontinentaleuropa nach dem Krieg die Situation, dass trotz der Kriegsfolgen Industriesubstanz und qualifizierte Arbeitskräfte noch in ausreichendem Maße vorhanden waren. Direkt nach dem Krieg war die Industrieproduktion in Frankreich, Belgien und den Niederlanden auf 30–40 % des Vorkriegsniveaus gefallen, in Deutschland und Italien auf 20 %. Diese geringe Industrieproduktion war aber nur zu einem geringen Teil auf die Kriegszerstörung von Industrieanlagen zurückzuführen, zum viel größeren Teil auf den Mangel an Rohstoffen, die weitgehende Zerstörung der Verkehrsinfrastruktur und die Zerstörung von Transportmitteln. Auch die Industriesubstanz Deutschlands war durch den Zweiten Weltkrieg und die Reparationen nicht so stark geschädigt. Nach Recherche von Werner Abelshauser war das Bruttoanlagevermögen bis 1948 auf den Stand von 1936 gefallen, wobei es sich aber überwiegend um relativ junge, weniger als 10 Jahre alte Anlagen handelte. Nach Ansicht des Wirtschaftshistorikers Alan Milward ist das Bruttoanlagevermögen auf den Stand vor Kriegsbeginn 1939 zurückgefallen. Dietrich Eichholtz gibt hingegen einen Zuwachs des Bruttoanlagevermögens von 121 % gegenüber 1936 und 108 % gegenüber 1939 an. Er bezeichnet die Kriegsjahre 1939 bis 1943 als einen „Höhepunkt in der Geschichte der deutschen Kapitalinvestitionen“. Die Kriegskonjunktur führte zu reinen Kriegsprofiten von 70 bis 80 Milliarden Reichsmark, ohne Plünderung, Raub und Staatszuwendungen. Dieser Gewinnüberfluss wurde hauptsächlich in Produktionsmittelindustrien investiert. Zieht man davon die Substanzverluste durch Bomben- und andere Kriegsschäden ab, bleibe immer noch ein Zuwachs an Nettoanlagevermögen (auf Basis des Zeitwertes der Anlagen) von 145 % gegenüber 1939 bzw. 119 % gegenüber 1939.
Die Industrieproduktion erreichte 1948 hingegen nur weniger als die Hälfte des Wertes von 1936, das lag vor allem daran, dass die Verkehrsinfrastruktur noch weitgehend zerstört war und die Reichsmark die Funktion als Zahlungsmittel weitgehend eingebüßt hatte. Für Westdeutschland waren die Reparationen relativ moderat. Die Ostdeutsche Wirtschaft hingegen wurde durch erhebliche Reparationen an die Sowjetunion belastet.
Im Jahr 1947 wurden in der amerikanischen und britischen Besatzungszone Maßnahmen ergriffen, um die kriegszerstörte Verkehrsinfrastruktur wiederherzustellen, daraufhin begann der dynamische Wirtschaftsaufschwung. Durch die Währungsreform von 1948 stand wieder werthaltiges Geld zur Verfügung, dadurch konnten die kriegsunversehrten Kapazitäten wieder voll aktiviert werden. Von Januar 1947 bis Juli 1948 stieg die Industrieproduktion gemessen an dem Niveau von 1936 von 34 % auf 57 %, von der Währungsreform bis zur Gründung der Bundesrepublik stieg die Industrieproduktion auf 86 %.
Zum europäischen Aufschwung beigetragen hat auch der Marshallplan, den US-Präsident Harry S. Truman und Außenminister George C. Marshall initiierten. Von 1948 bis 1951 wurde vielen westeuropäischen Ländern insgesamt 13 Milliarden $ an Wirtschaftshilfen gewährt und damit über die Devisenknappheit kurz nach dem Krieg hinweggeholfen.

#### Sowjetunion
Die Sowjetunion befand sich nach dem Zweiten Weltkrieg zunächst in einem Erschöpfungszustand. Es mussten hohe Bevölkerungsverluste ausgeglichen werden. Neben einer enormen Rüstungsindustrie gab es nur völlig vernachlässigte andere Wirtschaftszweige. Die Lebensmittelproduktion erreichte erst 1955 wieder das Vorkriegsniveau.

#### Entwicklungsländer und Schwellenländer
Im Zweiten Weltkrieg fokussierten sich die meisten Industrieländer auf Kriegsgüterproduktion, was zumeist zu einem Rückgang der Zivilgüterproduktion führte. Dies wiederum führte zu einem starken Rückgang von Industriegüterexporten. In Australien und Kanada gelang eine weitreichende Industrialisierung. Einige andere Länder wie z. B. Spanien, Mexiko (Mexikanisches Wunder), Chile und Argentinien betrieben eine Politik der importsubstituierenden Industrialisierung (Strukturalismus) mit einigem Erfolg. Für andere Länder wie z. B. die französischen Kolonien führte die Unterbrechung des Handels mit Frankreich während des Krieges zu großen wirtschaftlichen Problemen.